# Ciudad de Guatemala
La Ciudad de Guatemala, oficialmente denominada Nueva Guatemala de la Asunción, es la capital de la República de Guatemala y la urbe más poblada y cosmopolita de Centroamérica. Además de ser el centro político del país, alberga la sede de los principales poderes gubernamentales responsables de regir la política nacional, así como la sede del Parlamento Centroamericano. Administrativamente, la ciudad se encuentra organizada en 22 zonas urbanas y también cumple funciones como capital del Departamento de Guatemala. La ciudad ha sido reconocida como «Capital Verde de las Américas» en los años 2019 y 2021 y fue clasificada como la mejor ciudad para hacer negocios por su efectividad de costos, según el ranking "FDI American Cities of the Future 19/20".
La ciudad se encuentra ubicada en la región centro-sur de Guatemala, dentro del valle de la Ermita, a una altitud aproximada de 1,500 metros sobre el nivel del mar. Esta localización le otorga un clima templado, con estaciones bien definidas, y favorece la presencia de extensas áreas verdes que se distribuyen a lo largo de su territorio urbano. De acuerdo con el censo más reciente, la población total del municipio asciende a 3 015 081 personas. No obstante, cuando se considera el conjunto de municipios que conforman su área metropolitana, el Instituto Nacional de Estadística (INE) estimó que en el año 2018 la población alcanzó los 5 103 685 habitantes, lo que convierte a esta aglomeración en la más extensa y densamente poblada de Centroamérica. Además, como capital de la mancomunidad Gran Ciudad del Sur, la Ciudad de Guatemala se posiciona como la más influyente entre las 20 ciudades más importantes de Guatemala, desempeñando un papel central dentro de su área metropolitana tanto a nivel económico como administrativo.
En cuanto a su origen histórico, la ciudad fue fundada jurídicamente el 25 de julio de 1524 por el conquistador Pedro de Alvarado, bajo el nombre de «Santiago de los Caballeros de Guatemala». Sin embargo, diversos desastres naturales a lo largo de la época colonial, incluyendo erupciones volcánicas e intensos terremotos, forzaron su traslado en tres ocasiones a distintos emplazamientos geográficos. La última reubicación se llevó a cabo en el valle de la Ermita, donde se estableció de forma definitiva bajo el nombre actual de Nueva Guatemala de la Asunción. Este asentamiento constituyó el cuarto y último traslado de la capital del antiguo Reino de Guatemala. La principal causa que motivó esta reubicación fue la serie de sismos conocidos como los terremotos de Santa Marta, ocurridos en 1773, los cuales destruyeron gran parte de la infraestructura de la antigua ciudad capital ubicada en el valle de Panchoy (actualmente la ciudad de Antigua Guatemala). En respuesta a esta devastación, el 1.º de diciembre de 1775 se decretó oficialmente el traslado de la sede administrativa al nuevo valle, y el 2 de enero de 1776 se instaló por primera vez el ayuntamiento en el sitio actual. Una placa conmemorativa situada frente a la Parroquia de la Santa Cruz, al inicio de la calzada Milla y Vidaurre —nombrada en honor al escritor y diplomático José Milla y Vidaurre—, recuerda este acontecimiento histórico. Posteriormente, el 23 de enero de 1776, el rey Carlos III de España otorgó oficialmente el nombre de Nueva Guatemala de la Asunción al nuevo asentamiento urbano.
A lo largo de su desarrollo, la Ciudad de Guatemala ha enfrentado importantes retos derivados de desastres naturales, especialmente terremotos, que han afectado su crecimiento urbano y su patrimonio histórico. Uno de los eventos más significativos en tiempos recientes fue el terremoto de 1976, el cual causó severos daños tanto a infraestructuras modernas como a construcciones de alto valor histórico. Entre los edificios afectados se encuentran las iglesias de Nuestra Señora de la Merced, La Recolección y Nuestra Señora del Cerrito del Carmen, esta última considerada la primera iglesia edificada en el valle hacia el año 1620. También resultó gravemente dañado el edificio original del Mercado Central. La arquitectura de la ciudad refleja una diversidad estilística producto de su evolución histórica. En el centro histórico, persisten construcciones de inspiración barroca y neoclásica, que conviven con estructuras civiles, religiosas y administrativas del periodo colonial. Por otro lado, en las zonas más modernas —particularmente en la Zona 10 y la Zona 14— predomina una estética contemporánea caracterizada por edificios de gran altura, diseñados con criterios funcionales y tecnológicos propios de una metrópoli en constante expansión.

## Toponimia
Muchos de los nombres de los municipios y poblados de Guatemala constan de dos partes: el nombre del santo católico que se venera el día en que fueron fundados y una descripción con raíz náhuatl; en el caso de la Nueva Guatemala de la Asunción, el nombre le fue conferido en honor a la Asunción de María.

### El topónimo «Guatemala»
Los primeros documentos históricos en que aparece escrito el nombre de Guatemala son las cartas de relación que Pedro de Alvarado envió a Hernán Cortés en 1524. En las cartas citadas, el nombre de Guatemala se escribe de la misma manera en que se hace ahora y que seguramente es la castellanización del vocablo Quauhtemalan («lugar de muchos árboles») de origen náhuatl, que era el nombre con el cual conocían a la ciudad y nación cakchiquel los auxiliares mexicanos que acompañaron a Alvarado y a Cortés.

### El topónimo «Nueva Guatemala»
Tras los terremotos de Santa Marta que destruyeron parcialmente a la ciudad de Santiago de los Caballeros de Guatemala en 1773, esa ciudad fue abandonada por todas las autoridades reales y municipales que se trasladaron al valle de la ermita para «trasladar» la ciudad a ese lugar entre 1774 y 1778.

## Geografía física

### Ubicación geográfica
La ciudad de Guatemala está ubicada en el «valle de la Ermita» con alturas que varían entre los 1.500-,1.700 (m s. n. m.) y las temperaturas medias oscilan entre los 10 y 25 °C.
- Altitud: 1.500 metros.
- Latitud: 14°37′15″ N
- Longitud: 90°31′36 O
- Extensión: 996 km

La ciudad está completamente rodeada por municipios del departamento del mismo nombre:
| Noroeste: Mixco y Chinautla | Norte: Chinautla, San Pedro Ayampuc y Palencia                             | Noreste: Palencia              |
| Oeste: Mixco y Villa Nueva  |                                                                            | Este: Palencia                 |
| Suroeste: Villa Nueva       | Sur: Villa Nueva, Santa Catarina Pinula, Villa Canales y San Miguel Petapa | Sureste: Santa Catarina Pinula |

### Clima
La Ciudad de Guatemala tiene un clima tropical de sabana, más ameno por causa de la altitud e influenciado por monzones (clasificación climática de Köppen: Aw; cercano a un clima subtropical húmedo con invierno seco – Cwa/Cwb).  debido a su elevación sobre el nivel del mar (1500-.1700 m s. n. m.), por lo que tiende a tener un clima muy suave, casi similar a la estación primaveral a lo largo del año, se encuentra situada en el trópico de cáncer, razón por la cual no existen cuatro estaciones definidas como en los hemisferios norte o sur, sin embargo por las horas de luz a lo largo del año las cuales tienen una variación de únicamente dos horas; es más semejante con las estaciones del hemisferio norte.
Existen dos temporadas muy bien marcadas en año:
La temporada de lluvias se extiende de mayo a octubre y la temporada seca que va de noviembre a abril.
Por las horas de luz en el año podría decirse que el verano va de junio a septiembre con temperaturas que oscilan entre 16 y 28 °C, generalmente presentan mañanas parcialmente soleadas con aumento de temperaturas y tardes de lluvia o tormentas, la sensación térmica en esta estación puede ser un poco más elevada en el periodo de canícula o recesión de las lluvias, que generalmente se da entre los meses de julio y agosto; presentando los niveles de humedad más altos en todo el año.

El otoño como en la mayor parte de los países tropicales es poco perceptible, en ciudad de Guatemala va de finales de septiembre a finales de diciembre y se caracteriza principalmente por el incremento de lluvias al inicio de la estación (septiembre-octubre), por el ingreso de los primeros frentes fríos procedentes del norte, la disminución de temperaturas y el incremento de la velocidad del viento.

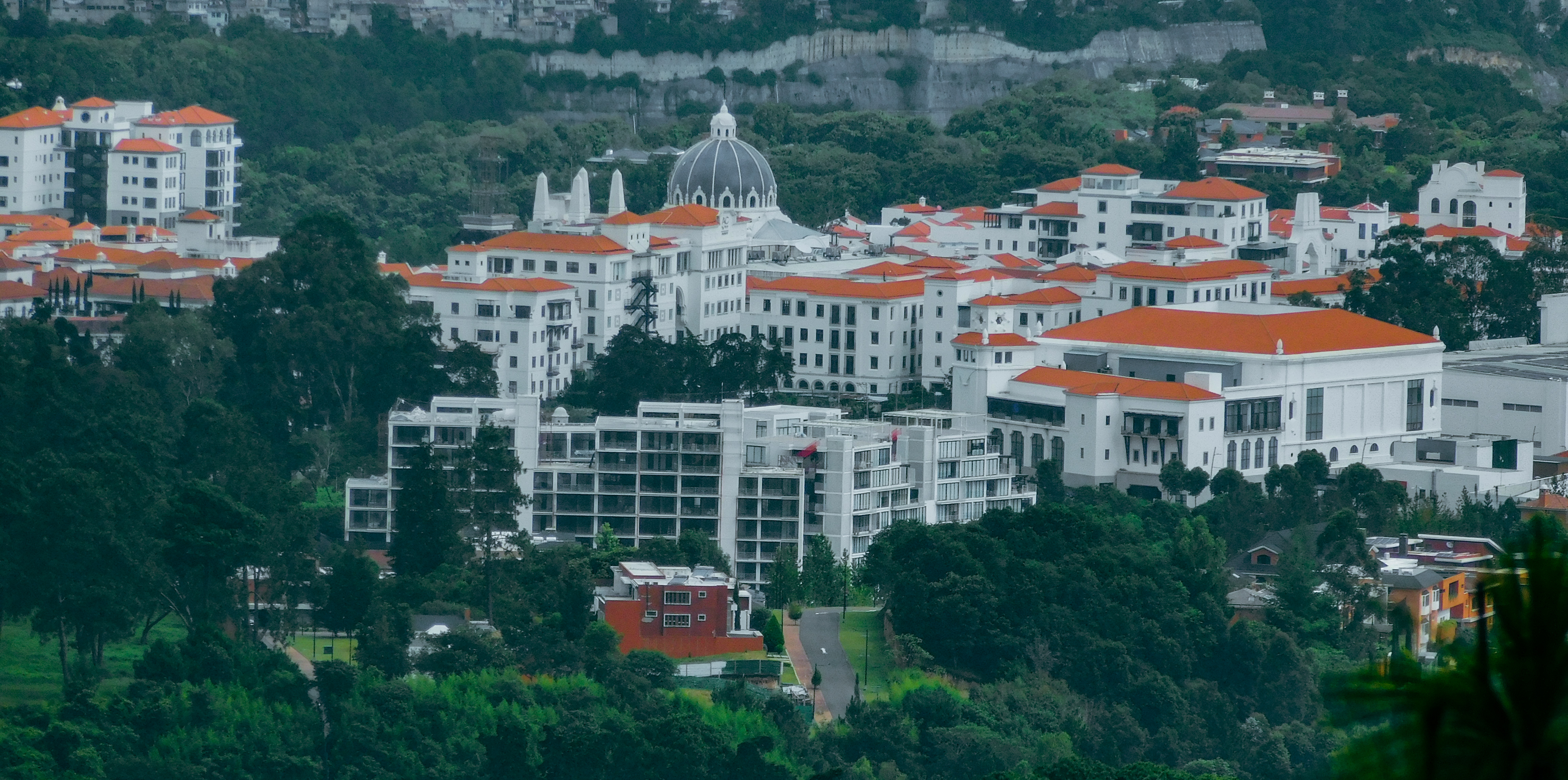
Ciudad Cayalá, ubicada a 1,600 m s. n. m. dentro de la ciudad.

El invierno va de finales de diciembre a finales de marzo y se caracteriza por la disminución de temperaturas principalmente en los meses de enero y febrero donde se han registrado las temperaturas mínimas récord (2 °C) con sensaciones térmicas de hasta cinco grados menos por la velocidad del viento.
La primavera es la estación más calurosa en la Ciudad y también en el interior del país, debido a esto la mayoría de las personas suele llamarle verano, ésta va de finales de marzo a finales de junio y se caracteriza principalmente por el florecimiento de diversos árboles en la ciudad (matilisguates, jacarandas, palos blancos, flamboyanes, entre otros) así como por el viento sur constante, amaneceres con bancos de niebla y las temperaturas más altas en todo el año las cuales pueden superar en algunas ocasiones los 30 °C.
El clima se ve altamente influenciado en Guatemala por los fenómenos naturales de El Niño y La Niña, los cuales pueden cambiar por completo los parámetros de las condiciones atmosféricas; derivando situaciones extremas de sequías, ciclones tropicales, inundaciones y temperaturas máximas y mínimas poco habituales.
En el mes de mayo de 2024 se rompieron varios récords en temperaturas máximas en todo el país, la Ciudad de Guatemala registró una máxima de 32.8 grados el día 4 y el amanecer más cálido de la historia el día 20 con 20.4 grados °C. El crecimiento de la población y el aumento en las construcciones en la urbe ha permitido que se deforesten muchos bosques que mantenían un clima más fresco en los meses calurosos.
| Parámetros climáticos promedio de Ciudad de Guatemala                                          | Parámetros climáticos promedio de Ciudad de Guatemala | Parámetros climáticos promedio de Ciudad de Guatemala | Parámetros climáticos promedio de Ciudad de Guatemala | Parámetros climáticos promedio de Ciudad de Guatemala | Parámetros climáticos promedio de Ciudad de Guatemala | Parámetros climáticos promedio de Ciudad de Guatemala | Parámetros climáticos promedio de Ciudad de Guatemala | Parámetros climáticos promedio de Ciudad de Guatemala | Parámetros climáticos promedio de Ciudad de Guatemala | Parámetros climáticos promedio de Ciudad de Guatemala | Parámetros climáticos promedio de Ciudad de Guatemala | Parámetros climáticos promedio de Ciudad de Guatemala | Parámetros climáticos promedio de Ciudad de Guatemala |
| Mes                                                                                            | Ene.                                                  | Feb.                                                  | Mar.                                                  | Abr.                                                  | May.                                                  | Jun.                                                  | Jul.                                                  | Ago.                                                  | Sep.                                                  | Oct.                                                  | Nov.                                                  | Dic.                                                  | Anual                                                 |
| ---------------------------------------------------------------------------------------------- | ----------------------------------------------------- | ----------------------------------------------------- | ----------------------------------------------------- | ----------------------------------------------------- | ----------------------------------------------------- | ----------------------------------------------------- | ----------------------------------------------------- | ----------------------------------------------------- | ----------------------------------------------------- | ----------------------------------------------------- | ----------------------------------------------------- | ----------------------------------------------------- | ----------------------------------------------------- |
| Temp. máx. abs. (°C)                                                                           | 30.0                                                  | 32.1                                                  | 32.0                                                  | 33.9                                                  | 33.9                                                  | 31.2                                                  | 29.1                                                  | 30.2                                                  | 29.8                                                  | 28.6                                                  | 29.9                                                  | 28.8                                                  | 33.9                                                  |
| Temp. máx. media (°C)                                                                          | 24.3                                                  | 25.8                                                  | 26.8                                                  | 27.8                                                  | 27.1                                                  | 25.8                                                  | 25.4                                                  | 25.5                                                  | 25.1                                                  | 24.7                                                  | 24.2                                                  | 23.9                                                  | 25.5                                                  |
| Temp. media (°C)                                                                               | 18.7                                                  | 19.7                                                  | 20.7                                                  | 21.9                                                  | 21.9                                                  | 21.3                                                  | 20.8                                                  | 21.0                                                  | 20.7                                                  | 20.3                                                  | 19.4                                                  | 18.8                                                  | 20.4                                                  |
| Temp. mín. media (°C)                                                                          | 13.2                                                  | 13.6                                                  | 14.6                                                  | 16.0                                                  | 16.8                                                  | 16.8                                                  | 16.3                                                  | 16.5                                                  | 16.4                                                  | 16.0                                                  | 14.7                                                  | 13.7                                                  | 15.4                                                  |
| Temp. mín. abs. (°C)                                                                           | 6.0                                                   | 7.8                                                   | 8.4                                                   | 8.6                                                   | 12.3                                                  | 11.2                                                  | 12.1                                                  | 13.5                                                  | 13.0                                                  | 11.4                                                  | 9.4                                                   | 7.6                                                   | 6.0                                                   |
| Lluvias (mm)                                                                                   | 2.8                                                   | 5.4                                                   | 6.0                                                   | 31.0                                                  | 128.9                                                 | 271.8                                                 | 202.6                                                 | 202.7                                                 | 236.6                                                 | 131.6                                                 | 48.8                                                  | 6.6                                                   | 1274.8                                                |
| Días de lluvias (≥ 1 mm)                                                                       | 1.68                                                  | 1.45                                                  | 2.00                                                  | 4.73                                                  | 12.36                                                 | 21.14                                                 | 18.59                                                 | 19.04                                                 | 20.82                                                 | 14.59                                                 | 6.18                                                  | 2.64                                                  | 125.2                                                 |
| Horas de sol                                                                                   | 248.4                                                 | 236.2                                                 | 245.6                                                 | 237.9                                                 | 184.4                                                 | 155.3                                                 | 183.4                                                 | 191.8                                                 | 159.0                                                 | 178.0                                                 | 211.7                                                 | 209.2                                                 | 2440.9                                                |
| Humedad relativa (%)                                                                           | 74.3                                                  | 73.4                                                  | 73.2                                                  | 74.3                                                  | 77.3                                                  | 82.4                                                  | 80.8                                                  | 80.9                                                  | 84.5                                                  | 82.0                                                  | 79.2                                                  | 76.0                                                  | 77.8                                                  |
| Fuente: Instituto Nacional de Sismología, Vulcanología, Meteorología e Hidrología de Guatemala |                                                       |                                                       |                                                       |                                                       |                                                       |                                                       |                                                       |                                                       |                                                       |                                                       |                                                       |                                                       |                                                       |

## Mancomunidad Gran Ciudad del Sur
El 28 de mayo de 2012 fue creada la Mancomunidad Gran Ciudad del Sur con el propósito de solucionar los problemas más comunes dentro de la jurisdicción de las 7 ciudades que la conforman, dichos problemas incluyen problemas con el transporte, rescate del lago de Amatitlán, seguridad, barrios y comunidades de verdad, educación, salud, tratamiento de desechos sólidos e infraestructura. Actualmente la sede de dicha mancomunidad se ubica en el Centro de Comercio de la zona 4 de Villa Nueva a un costado del Mercado Municipal. Dicha Mancomunidad está conformada por las ciudades de Amatitlán, Ciudad de Guatemala, Mixco, San Miguel Petapa, Santa Catarina Pinula, Villa Canales y Villa Nueva.

### Integración  de la Ciudad de Guatemala a la mancomunidad
El 2 de octubre de 2019 se incorporó la Ciudad de Guatemala a la Mancomunidad, esto con el propósito de prestar servicios públicos de forma mancomunada y hacer más fácil captar recursos para proyectos en fase de planificación. Entre los proyectos que el alcalde de la Ciudad de Guatemala junto con los otros seis alcaldes electos promueven esta la construcción de 11 pasos a desnivel para 2020.

## Demografía
Ciudad de Guatemala es el municipio más poblado de toda Guatemala con una población de 3,000 habitanes registrados hasta el Censo 2018, y para el año 2024, tiene como estimación 1 229 215 personas a lo largo del municipio. 
A continucación se presenta una lista de datos demográficos recolectados en base al censo de 2018, en donde se destacan tres pilares, como lo son la Población, Vivienda y Educación.
| Datos Demográficos según el Censo 2018 | Datos Demográficos según el Censo 2018 | Datos Demográficos según el Censo 2018 |
| Ciudad de Guatemala                    | Ciudad de Guatemala                    | Ciudad de Guatemala                    |
| POBLACIÓN                              | POBLACIÓN                              | POBLACIÓN                              |
| Población Total                        | 923,392                                | 923,392                                |
| -------------------------------------- | -------------------------------------- | -------------------------------------- |
| Hombres                                | 438,695                                | 47.51%                                 |
| Mujeres                                | 484,697                                | 52.49%                                 |
| Población por Grupos de Edad           |                                        |                                        |
| 0-14 años                              | 216,690                                | 23.47%                                 |
| 15-64 años                             | 626,240                                | 67.82%                                 |
| 65 y más años                          | 80,462                                 | 8.71%                                  |
| Población por Área                     |                                        |                                        |
| Urbano                                 | 923,392                                | 100%                                   |
| Rural                                  | 0                                      | 0%                                     |
| Población por Pueblos                  |                                        |                                        |
| Ladino                                 | 843,249                                | 91.32%                                 |
| Maya                                   | 65,658                                 | 7.11%                                  |
| Extranjero                             | 9,632                                  | 1.04%                                  |
| Afrodescendiente                       | 2,123                                  | 0.23%                                  |
| Garífuna                               | 1,648                                  | 0.18%                                  |
| Xinka                                  | 1,082                                  | 0.12%                                  |
| VIVIENDA                               |                                        |                                        |
| Edad Promedio                          | 31.90                                  | 31.90                                  |
| Total Viviendas                        | 283,756                                | 283,756                                |
| Promedio Personas                      | 3.80                                   | 3.80                                   |
| EDUCACIÓN                              |                                        |                                        |
| Promedio de Escolaridad                | 9.74 años                              | 9.74 años                              |
| Ninguno                                | 55,277                                 | 6%                                     |
| Pre Primaria                           | 38,553                                 | 4%                                     |
| Primaria                               | 246,813                                | 28%                                    |
| Media                                  | 379,708                                | 44%                                    |
| Superior                               | 146,918                                | 17%                                    |
| Alfabetismo                            | 96.27%                                 | 96.27%                                 |

## Lugares poblados

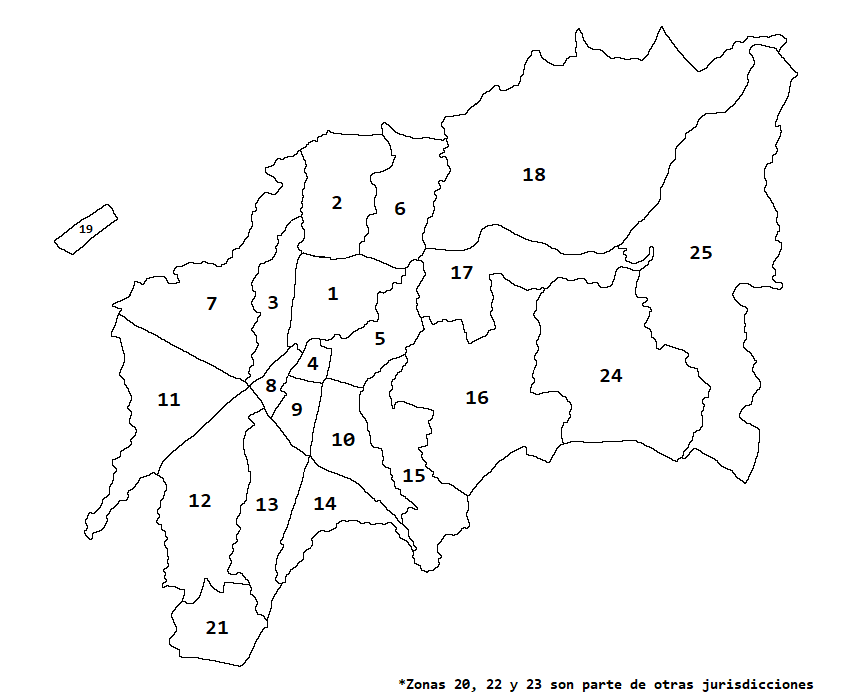
Mapa por Zonas de Ciudad de Guatemala

Mapa por Zona de la Ciudad de Guatemala según su Población

Ciudad de Guatemala se posiciona como la ciudad más poblada de toda Guatemala con 923 392 habitantes hasta el Censo 2018. El municipio se divide en 25 zonas. 
A continuación un listado de la población por zona en la Ciudad de Guatemala:
| #                   | Código              | Lugar               | Tipo                | Población | Superficie |
| ------------------- | ------------------- | ------------------- | ------------------- | --------- | ---------- |
| 1                   | 101001              | Zona 1              | Ciudad              | 46 215    | 6.4 km²    |
| 2                   | 101002              | Zona 2              | Ciudad              | 24 185    | 8.4 km²    |
| 3                   | 101003              | Zona 3              | Ciudad              | 41 148    | 4.2 km²    |
| 4                   | 101004              | Zona 4              | Ciudad              | 2 375     | 1.0 km²    |
| 5                   | 101005              | Zona 5              | Ciudad              | 52 970    | 5.4 km²    |
| 6                   | 101006              | Zona 6              | Ciudad              | 70 778    | 7.3 km²    |
| 7                   | 101007              | Zona 7              | Ciudad              | 137 029   | 12.7 km²   |
| 8                   | 101008              | Zona 8              | Ciudad              | 9 829     | 1.3 km²    |
| 9                   | 101009              | Zona 9              | Ciudad              | 863       | 2.4 km²    |
| 10                  | 101010              | Zona 10             | Ciudad              | 7 700     | 5.5 km²    |
| 11                  | 101011              | Zona 11             | Ciudad              | 35 003    | 11.4 km²   |
| 12                  | 101012              | Zona 12             | Ciudad              | 28 595    | 12.1 km²   |
| 13                  | 101013              | Zona 13             | Ciudad              | 25 850    | 8.1 km²    |
| 14                  | 101014              | Zona 14             | Ciudad              | 16 390    | 4.7 km²    |
| 15                  | 101015              | Zona 15             | Ciudad              | 11 192    | 9.4 km²    |
| 16                  | 101016              | Zona 16             | Ciudad              | 38 996    | 19.7 km²   |
| 17                  | 101017              | Zona 17             | Ciudad              | 20 498    | 10.0 km²   |
| 18                  | 101018              | Zona 18             | Ciudad              | 205 204   | 43.6 km²   |
| 19                  | 101019              | Zona 19             | Ciudad              | 20 329    | 1.1 km²    |
| 20                  | 101020              | Zona 21             | Ciudad              | 80 215    | 5.5 km²    |
| 21                  | 101021              | Zona 24             | Ciudad              | 19 488    | 17.6 km²   |
| 22                  | 101022              | Zona 25             | Ciudad              | 28 540    | 30.9 km²   |
| Ciudad de Guatemala | Ciudad de Guatemala | Ciudad de Guatemala | Ciudad de Guatemala | 923 392   | 228.7 km²  |

## IDH por zonas de la ciudad

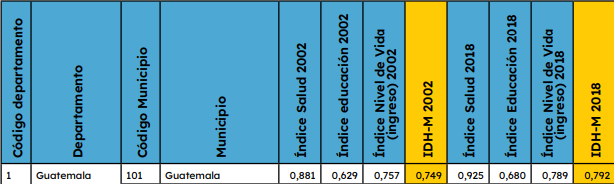
Comparativa Ciudad de Guatemala 2002 vs 2018

Año 2018: 0,792'Año 2002: 0,749
Mapa por Zona de la Ciudad de Guatemala según Indice de Desarrollo Humano
> 0.900
(0.850 - 0.899)
(0.800 - 0.849)
(0.750 - 0.799)
(0.700 - 0.749)
(0.650 - 0.699)

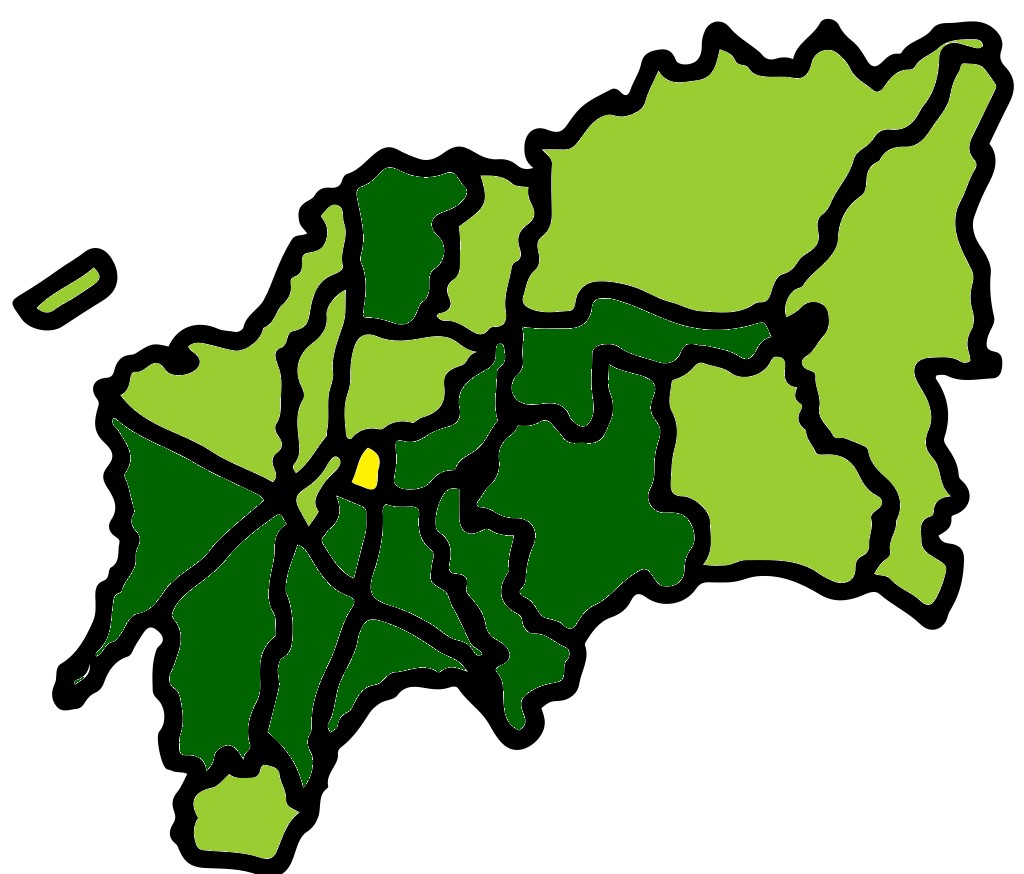
Por Categoría
Desarrollo Humano Muy Alto
Desarrollo Humano Alto
Desarrollo Humano Medio

Ciudad de Guatemala posee un IDH de 0,792 categorizado como Alto para el año 2018. En el 2002 el municipio tenía un IDH de 0,749.  Ciudad de Guatemala se encuentra en el primer lugar , junto con Mixco, como los municipios más desarrollados de Guatemala. Entre las 25 zonas,En la siguiente tabla, se logra observar que las zonas más desarrolladas son la Zona 15 , 10 y 2 superando la cifra de 0,900, en el ámbito de las Zona 10 (0,912) y Zona 15  (0,923) destacan en el punteo del Nivel de Vida o bien Economía entre sus habitantes. La Zona 2 (0,910), lidera en el ámbito educativo con una gran cantidad de su población con el nivel educativo Superior. La única zona con nivel de desarrollo medio es la Zona 4 que ostenta un desarrollo de (0,664), probablemente debido a su volatilidad en la población que vive en ella al ser la zona más pequeña, esta se ve muy perjudicado en el ámbito educativo. Otras zonas poco desarrolladas se pueden mencionar Zona 19 (0,715), Zona 24 (0,700) y  Zona 25 (0,703)  que está en el ocaso del desarrollo alto. Se destaca el desarrollo de las zonas 9,11,16 y 14 que también presentan elevados índices en el IDH.
| Zona                | IDH 2018 | IDH 2002 | Categoría | Población |
| ------------------- | -------- | -------- | --------- | --------- |
| Zona 1              | 0,783    | 0,738    | Alto      | 46 215    |
| Zona 2              | 0,910    | 0,830    | Muy Alto  | 24 185    |
| Zona 3              | 0,772    | 0,723    | Alto      | 41 148    |
| Zona 4              | 0,664    | 0,657    | Medio     | 2 375     |
| Zona 5              | 0,807    | 0,763    | Muy Alto  | 52 970    |
| Zona 6              | 0,796    | 0,755    | Alto      | 70 778    |
| Zona 7              | 0,772    | 0,733    | Alto      | 137 029   |
| Zona 8              | 0,765    | 0,711    | Alto      | 9 829     |
| Zona 9              | 0,890    | 0,802    | Muy Alto  | 863       |
| Zona 10             | 0,912    | 0,844    | Muy Alto  | 7 700     |
| Zona 11             | 0,882    | 0,839    | Muy Alto  | 35 003    |
| Zona 12             | 0,837    | 0,788    | Muy Alto  | 28 595    |
| Zona 13             | 0,797    | 0,743    | Alto      | 25 850    |
| Zona 14             | 0,859    | 0,790    | Muy Alto  | 16 390    |
| Zona 15             | 0,923    | 0,870    | Muy Alto  | 11 192    |
| Zona 16             | 0,863    | 0,785    | Muy Alto  | 38 996    |
| Zona 17             | 0,844    | 0,794    | Muy Alto  | 20 498    |
| Zona 18             | 0,767    | 0,721    | Alto      | 205 204   |
| Zona 19             | 0,715    | 0,709    | Alto      | 20 329    |
| Zona 21             | 0,790    | 0,744    | Alto      | 80 215    |
| Zona 24             | 0,700    | 0,666    | Alto      | 19 488    |
| Zona 25             | 0,703    | 0,667    | Alto      | 28 540    |
| Ciudad de Guatemala | 0,792    | 0,749    | Alto      | 923 392   |

## Historia

### Orígenes

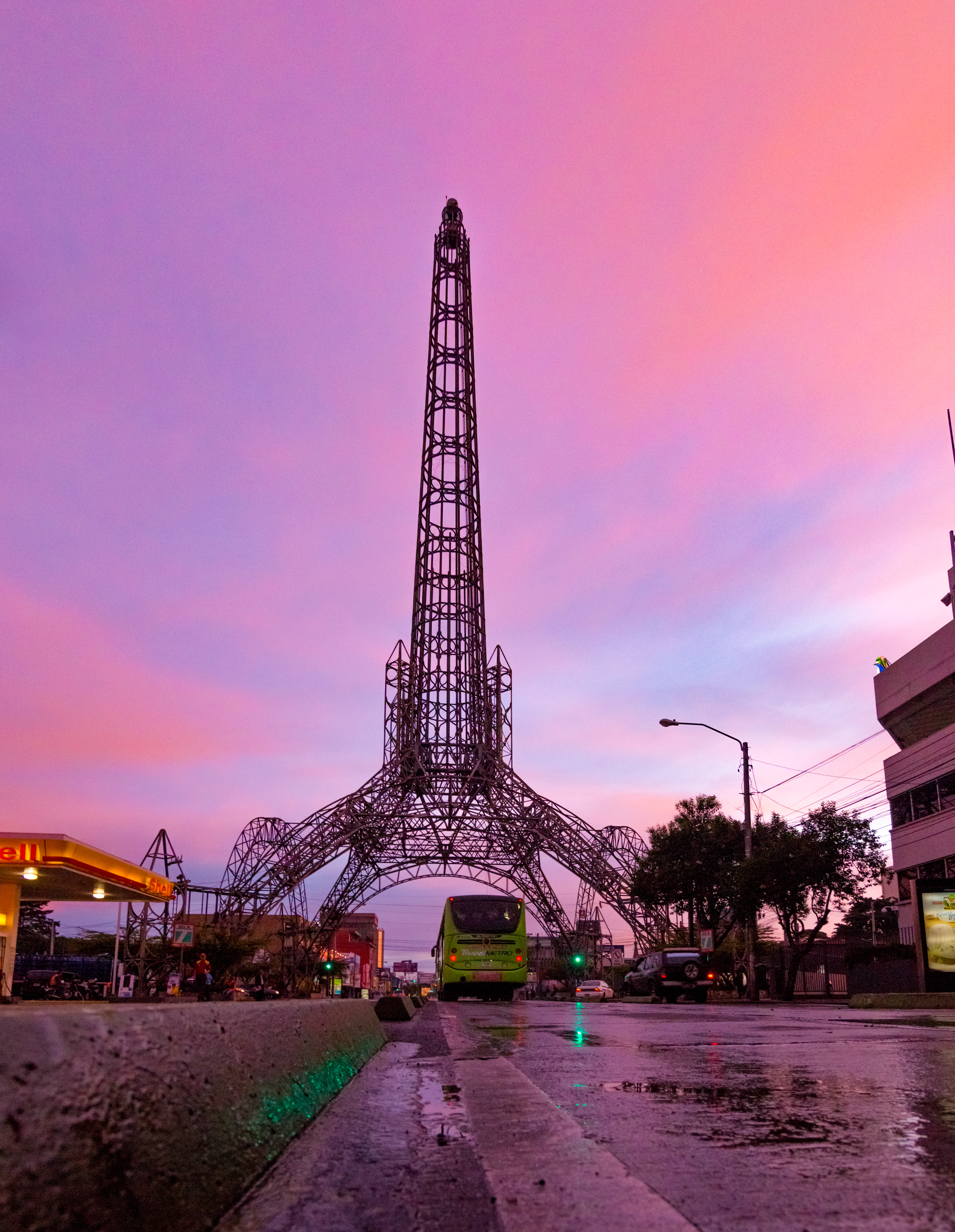
Torre del Reformador ubicada en la Zona 9 de la Ciudad.

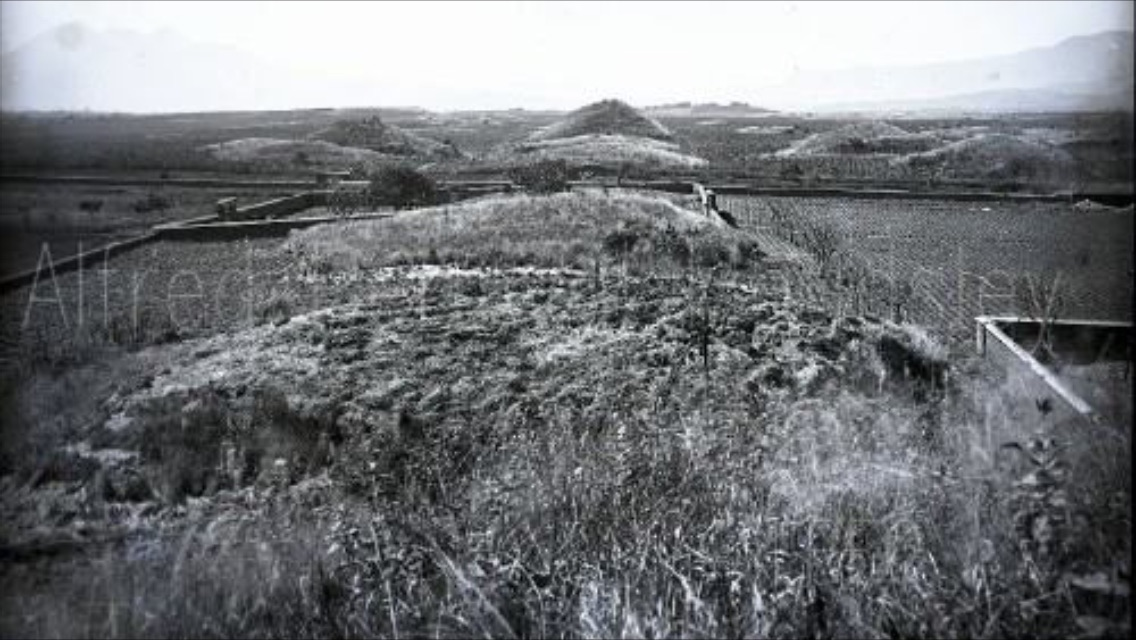
Sitio arqueológico de Kaminaljuyú en 1890. Fotografía de Alfred Percival Maudslay.

Dentro de los confines de la moderna Ciudad de Guatemala está la antigua ciudad maya de Kaminaljuyú. Kaminaljuyú data de unos dos mil años atrás y es sabido que comerciaba con la distante Teotihuacán en México central. El centro de Kaminaljuyú estaba localizado a corta distancia de la parte más antigua de la ciudad de Guatemala, y en el siglo XX la ciudad creció alrededor de las ruinas (y en algunos casos sobre algunas de las ruinas periféricas antes de que fueran protegidas). El centro ceremonial de Kaminal Juyú es ahora un parque dentro de la ciudad de Guatemala.
En tiempos de la colonia española era una pequeña ciudad con un monasterio llamado El Carmen, fundado en 1620. La sede de la Capitanía General de Guatemala, dependiente del virreinato de la Nueva España, fue mudada al valle de La Ermita en 1775, y la ciudad adquirió el nombre de Nueva Guatemala de la Asunción.

### Traslado de la ciudad capital
Ver también:Imágenes de edificios coloniales de la ciudad en Commons

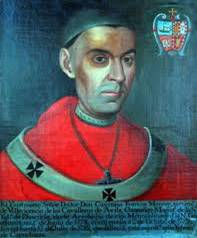
Arzobispo Cayetano Francos y Monroy. Llegó a Guatemala en 1779 e impulsó la educación de la Capitanía General de Guatemala. Fue el fundador del Colegio San José de los Infantes.

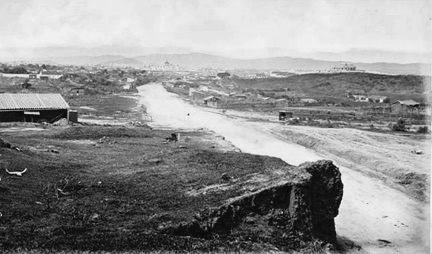
Camino del Guarda Viejo, parte del Camino del Golfo, en 1875. En 1931 fue rebautizado con el nombre de avenida Bolívar en honor al Libertador Simón Bolívar. Fotografía de Eadweard Muybridge.

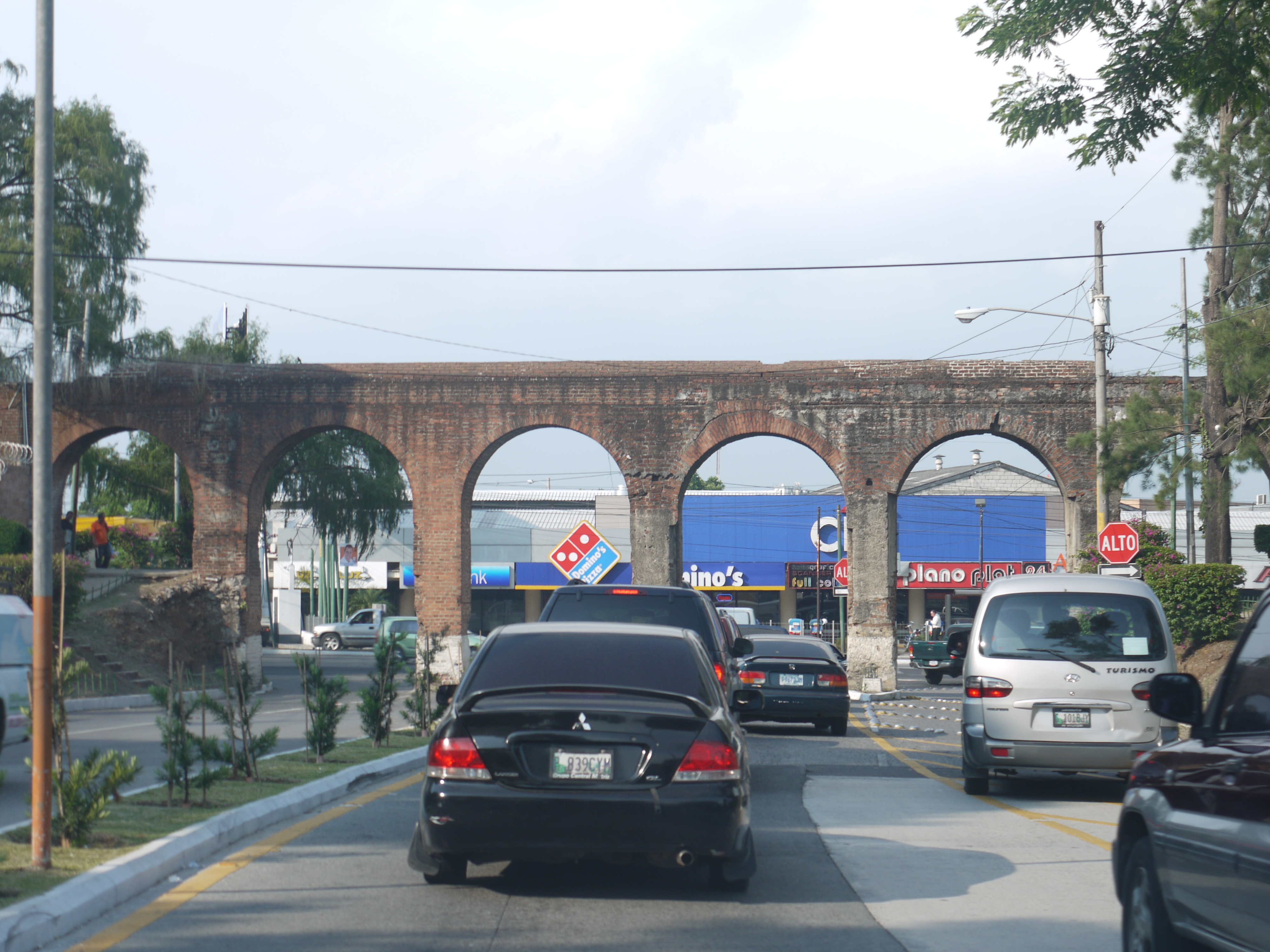
Acueducto de Pinula. Surtió de agua a la Nueva Guatemala de la Asunción entre 1774 y 1938.

Luego de los terremotos de «Santa Marta» en 1773, las autoridades españolas decidieron que la ciudad de Guatemala tenía que cambiar de lugar para evitar un otro evento de la misma magnitud, pues consideraron que los movimientos telúricos eran causados por los volcanes vecinos a la ciudad; era necesario comenzar un peregrinaje en busca de un nuevo sitio que ofreciera a los habitantes seguridad y provecho. Después de largas discusiones, los que apoyaban el traslado de la ciudad impusieron su opinión y partieron rumbo al «Valle de la Ermita», mientras que la oposición se quedó en la Santiago de los Caballeros a reconstruir la ciudad.
Habiendo hecho estudios sobre los lugares más apropiados para asentar la nueva ciudad se aludía necesariamente a las facilidades para proveer de agua a la nueva capital, mencionándose que en el río de Pinula, en el llano de «la Culebra», había ya una toma que facilitaba el agua a los pocos vecinos del valle y se acompañaba un plano hecho por el arquitecto mayor Bernardo Ramírez, maestro mayor de obras y fontanero de la «Nueva Guatemala de la Asunción». Así pues, el proyecto del acueducto en la Nueva Guatemala de la Asunción empezó con la propuesta al analizar el traslado de la capital luego del terremoto de 1773.
El 19 de febrero de 1774, cuando el arquitecto mayor firma otro informe sobre el traslado de la ciudad, ya se hace mención de los trabajos sobre el montículo de «la Culebra» para hacer el que luego sería el Acueducto de Pinula. El montículo también era llamado «Loma de Talpetate» y dividía el llano de «la Culebra» con el de «la Ermita». Había un inconveniente: el bajío que formaba el llano de la Culebra; sin embargo, se pensó que se podría salvar por medio de arquería, pero el problema sería que el costo era considerable, y además la obra quedaría expuesta a los efectos de los terremotos. A pesar del costo, el proyecto continuó.
Para octubre de aquel año, ya estaban establecidos en el Valle de la Ermita aproximadamente mil novecientos españoles que tomaban su lugar en doscientos setenta y ocho ranchos y dos mil cuatrocientos mestizos o pardos, que eran alojados en trescientos noventa y ocho ranchos. Los habitantes recién mudados, convivían conjuntamente con los pobladores originales del Valle de la Ermita que sumaban el total de cinco mil novecientas diecisiete personas alojadas en novecientos veinticinco ranchos. La extensión del «Valle de la Ermita» era de nueve leguas cuadradas, veintidós caballerías, ciento noventa y nueve cuerdas y cuatro mil trescientas setenticinco varas superficiales. El traslado oficial de la nueva ciudad fue el 2 de enero de 1776. El traslado conjuntamente con la construcción de la nueva capital constituyeron un hecho extraordinario en la historia de Hispanoamérica, siendo además un caso especial de fundación jurídica, pero no física. Los dos bandos tenían diferencias marcadas e irreconciliables; por un lado, los criollos —descendientes de los conquistadores— que no pertenecían a la aristocracia capitalina y que eran capitaneados por el arzobispo Pedro Cortés y Larraz, y por el otro lado estaban los españoles —que eran las autoridades peninsulares nombradas por el rey de España— y los criollos aristócratas —los miembros del Ayuntamiento— que estaban contrarios al traslado de la ciudad y eran dirigidos por el presidente de la Real Audiencia de Guatemala, el entonces gobernador y capitán general Martín de Mayorga, los oidores y algunos vecinos que eran partidarios de que el traslado de la capital a un lugar que estuviera más seguro de terremotos y lejano a los volcanes.
Fundada oficialmente el 2 de enero de 1776, la ciudad abarcaba un área aproximada de 10 x 20 manzanas. Para suministro de aguas, contaba con el Acueducto de Pinula, que comenzaba en «El Cambray» -en donde en 1994 se construyó el centro comercial «Galerías La Pradera»- y llegaba hasta el final de la calle real de Pamplona -conocida como «bulevar Liberación» a partir de 1954-. Un sistema de desniveles cuidadosamente analizado para el acueducto hacía que el agua fuera aumentando velocidad y, con ello, presión para alcanzar su destino final. Junto al de Pinula, el acueducto de Mixco, formaba un sistema de suministro de agua que estuvo en servicio a partir de 1786.
El 26 de noviembre de 1777, por consulta de Cámara, fue nombrado arzobispo de Guatemala Cayetano Francos y Monroy, nombramiento que era difícil ya que era en sustitución del arzobispo Pedro Cortés y Larraz, quien se negaba a aceptar el traslado de su diócesis hacia la nueva ciudad de Guatemala, luego de que la capital de la capitanía, Santiago de los Caballeros de Guatemala fuera destruida por los terremotos. El siete de octubre de 1779 hizo su entrada pública, con una escolta de ocho caballeros, en la nueva ciudad de Guatemala el nuevo arzobispo Cayetano Francos y Monroy. Un mes antes, Pedro Cortés y Larraz publicó una carta pastoral denunciando la llegada de un usurpador y amenazando con excomulgarlo, pero Francos y Monroy tomó inmediatamente sus primeras medidas nombrado un cura en el pueblo indígena de Jocotenango y fue a buscar a la destruida Santiago de los Caballeros de Guatemala a las beatas de Santa Rosa. Había decidido que en noviembre de 1779 iba trasladar las imágenes y gastó una gran cantidad de dinero para terminar la construcción de los monasterios Carmelitas y de Capuchinas. Cortés y Larraz no quiso seguir resistiendo y huyó a principio de octubre. El seis de diciembre de 1782, Francos y Monroy informó al rey que había trasladado a la nueva ciudad la catedral, el colegio seminario, los conventos de religiosos y religiosas, beaterios y demás cuerpos sujetos a la Mitra; todos ellos habían sido trasladados a edificios formales o en construcción. Ahora bien, para terminar estas obras había sido necesario que dejara la obra del palacio Arzobispal por un lado y él tuvo que vivir, hasta entonces, en casa de alquiler con mucha incomodidad y estrechez, careciendo de las principales oficinas y habitación para su familia.

### Plaza de Armas

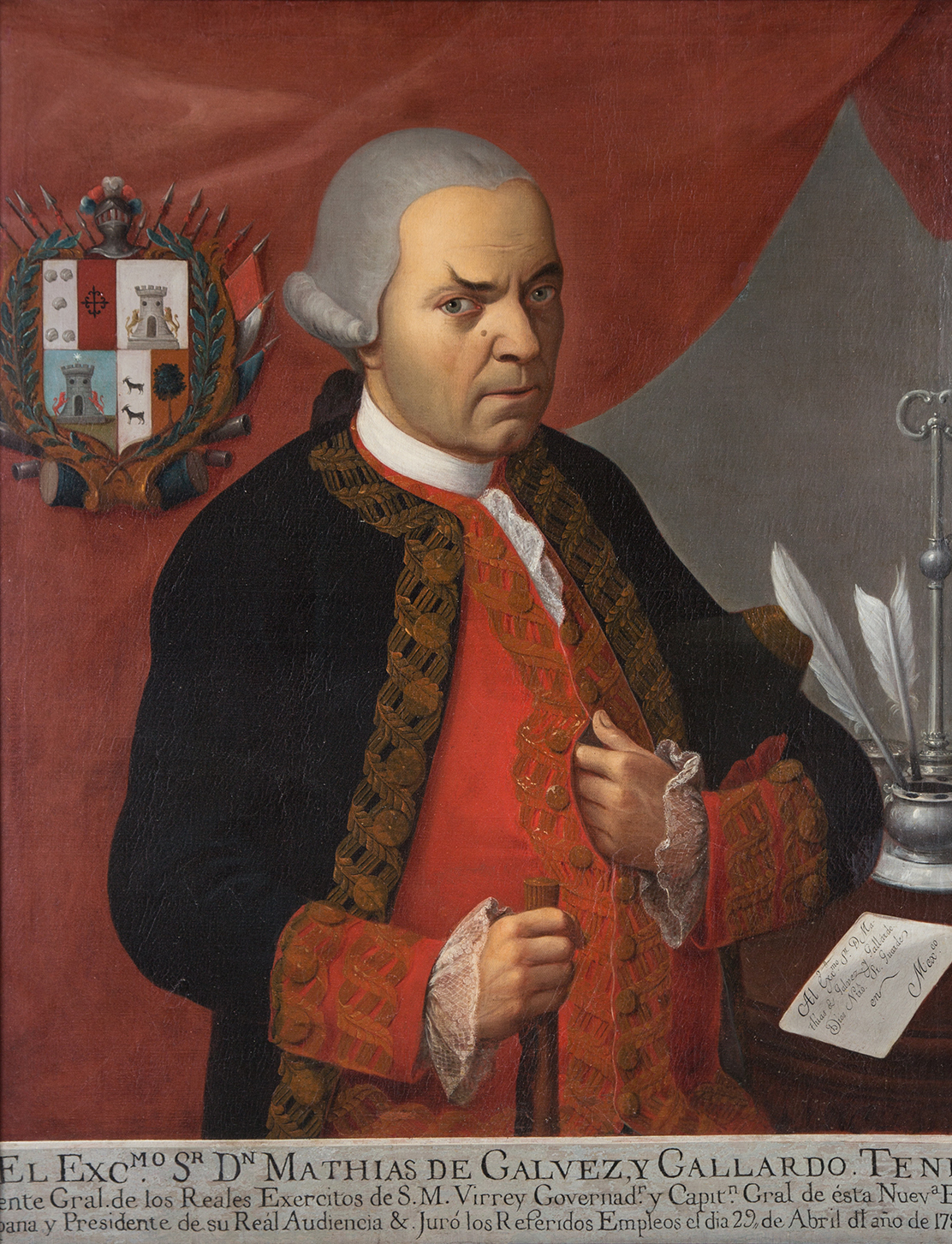
Teniente general Matías de Gálvez, capitán general de Guatemala. Durante su gestión se hizo cargo de la primera fase de la construcción de la Nueva Guatemala de la Asunción.

La plaza de Armas fue el centro cívico y político de la Ciudad desde su fundación hasta el inicio de los gobiernos civiles que se establecieron en 1985. El arquitecto Marco Ibáñez, el delineador Antonio Bernasconi y el ingeniero Joaquín de Isasi tuvieron a cargo el levantamiento de los planos de la nueva Catedral de Santiago y después de dos años lograron que los planos fueran aprobados por Real Cédula del 6 de noviembre de 1779, la que arribó a Guatemala en febrero de 1780. El nuevo capitán general, el teniente general y caballero español distinguido Matías de Gálvez se hizo cargo de la reconstrucción de la Ciudad hasta que fue promovido a Virrey de México en 1783, por sus grandes servicios al derrotar y expulsar a los ingleses en la isla de Roatán en Honduras.
El arzobispo de Guatemala, Cayetano Francos y Monroy, bendijo el solar y colocó la primera piedra de la Catedral en 1782. Los trabajos de construcción se iniciaron formalmente el 13 de agosto de 1783, y duraron hasta el 15 de marzo de 1815 en fue llevada procesionalmente desde su trono en la Provisional Catedral en el Beaterio Santa Rosa la venerada imagen de Nuestra Señora del Socorro, la cual fue colocada en el altar principal de su capilla, en donde ha permanecido desde entonces. Para 1815, estaba terminada la mayor parte del templo y se trasladó el órgano a la misma, así como numerosas imágenes de santos además de la imagen de Nuestra Señora del Socorro, las cuales fueron trasladas en procesión solemne. La iglesia se inauguró oficialmente en esa fecha con una solemne misa de Acción de Gracias.
Por su parte, el Real Palacio, o Palacio del Ejecutivo era el edificio sede del poder ejecutivo del Estado de Guatemala desde el traslado de la capital de la Capitanía General de Guatemala al valle de la Ermita en 1776 hasta que fue destruido por los terremotos de diciembre de 1917 y enero de 1918.

### Teatro Carrera

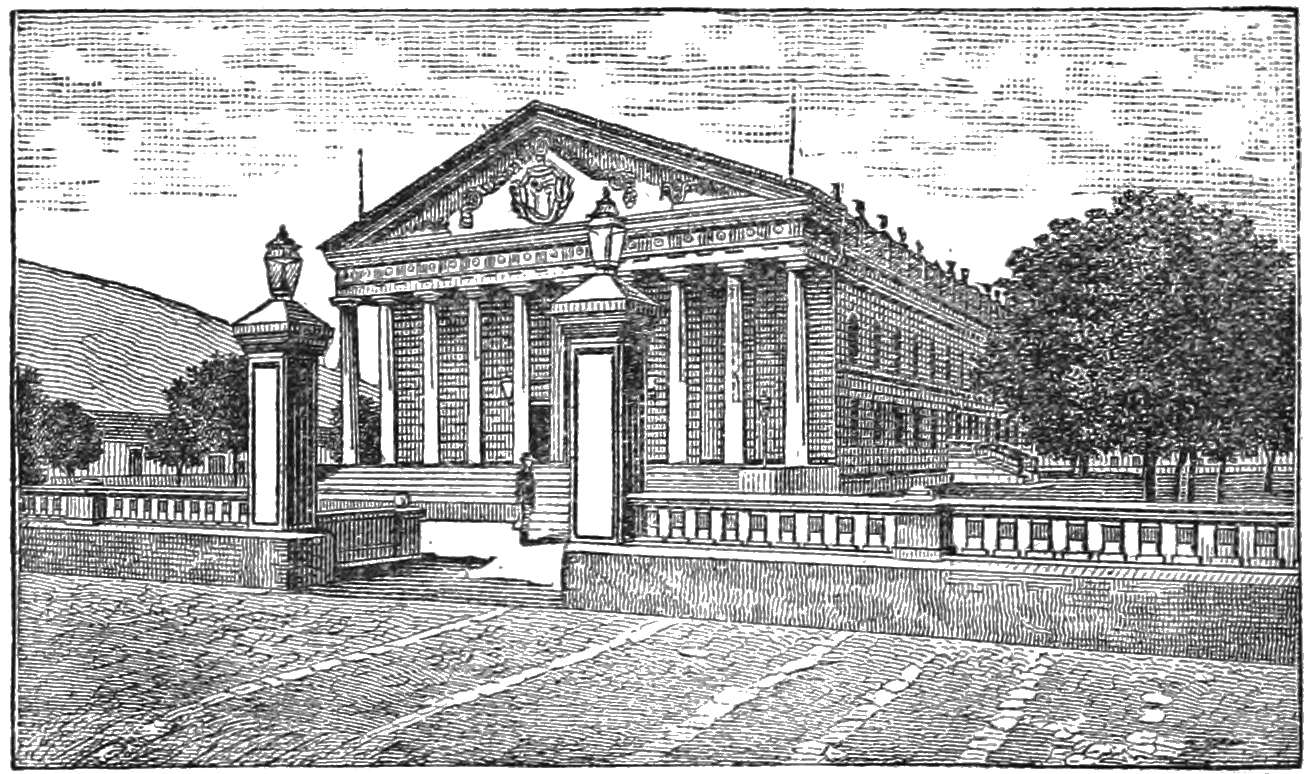
Teatro Carrera, construido por el general Rafael Carrera en la década de 1850.

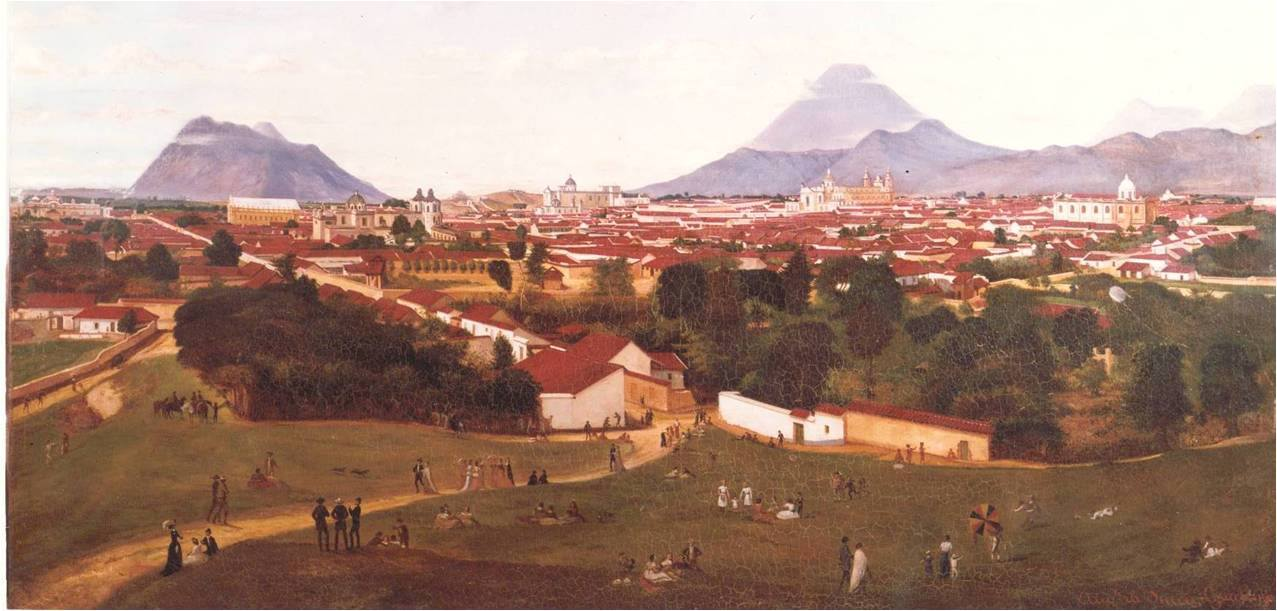
Ciudad de Guatemala vista desde el Cerrito del Carmen en 1870.

En la década de 1850, el capitán general Rafael Carrera mandó a construir un majestuoso Teatro Nacional que fue nombrado en su honor como «Teatro Carrera», ubicado en la plaza Vieja. La plaza Vieja era un sitio ubicado hacia el nororiente de la ciudad de Guatemala y que en 1776 abrigara la piedra fundadora de la Nueva Guatemala de la Asunción luego de celebrado el primer cabildo y firmada el acta de asentamiento, el 2 de enero de aquel año. Se había elegido este lugar para que fuera la plaza Mayor de la nueva ciudad, reservándose junto a ella espacios para la construcción del Palacio Arzobispal y la Catedral, así como para la edificación, en los alrededores, de los solares para las familias del Clan Aycinena, ya que Fermín de Aycinena, primer patriarca del clan, había colaborado sobremanera con los gastos del traslado.
Debido a las alteraciones en el diseño del plano del trazo de la ciudad, realizadas por los Arquitectos Reales de la Corona española, la plaza mayor se tuvo que trasladar hacia el poniente, aunque ya se habían terminado de construir en 1791 el Palacio Arzobispal que sirvió de residencia del arzobispo Fray Ramón Casaus y Torres y la iglesia de Santa Rosa, que funcionó provisoriamente como Catedral entre 1787 y 1815. Al trasladarse definitivamente a su nuevo solar la plaza Mayor, el sitio original pasó a ser conocido como la plaza Vieja, y siguió sirviendo como parque, estaba rodeada de una banca que hacía también las veces de baranda, y cinco grandes puertas de acceso -tres para peatones y dos para carruajes. Además, tenía dos fuentes para servicio público, y en ella se realizaban ejercicios militares y actividades religiosas.
Más adelante pasó a ser un sitio de comercio y el 6 de agosto de 1832, el entonces gobernador de Guatemala, Mariano Gálvez emitió un decreto ordenando se levantara un edificio que sirviera como teatro en medio de la plaza Vieja. Pero la situación política del país con constantes guerras civiles entre liberales y conservadores y un alzamiento indígena dirigido por Rafael Carrera que terminaron por derrocar a Gálvez en 1838, no permitieron que se construyera el teatro.
El proyecto fue retomado en 1852 cuando Juan Matheu y Manuel Francisco Pavón Aycinena presentaron a Rafael Carrera un nuevo plan. Ya aprobado el proyecto, Carrera comisionó al propio Matheu y a Miguel Ruiz de Santisteban para construir el teatro. Cuando la obra se puso en marcha, estuvo a cargo del ingeniero Miguel Rivera Maestre, pero este renunció poco después, siendo sustituido por José Beckers, profesional especializado en Alemania, quien construyó las fachadas de marcado helenismo y agregó un vestíbulo. La edificación de este teatro fue el primer proyecto monumental de la era republicana del país, aprovechando que finalmente este vivía una época de paz y prosperidad.

### Expansión durante los gobiernos liberales de 1871-1920

Ciudad de Guatemala en 1911.

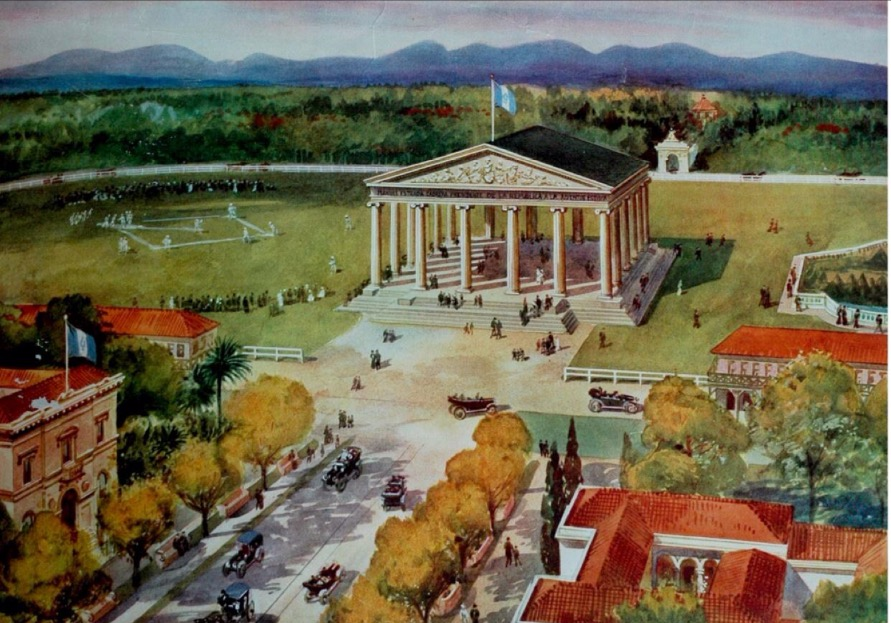
Templo de Minerva que el licenciado Manuel Estrada Cabrera, presidente de Guatemala de 1898 a 1920, construyó en el Hipódromo del Norte para celebrar las Fiestas Minervalias en honor a la «Juventud Estudiosa». El templo fue demolido en 1952 por el gobierno del coronel Jacobo Arbenz. Grabado publicado en el Libro Azul de Guatemala en 1915.

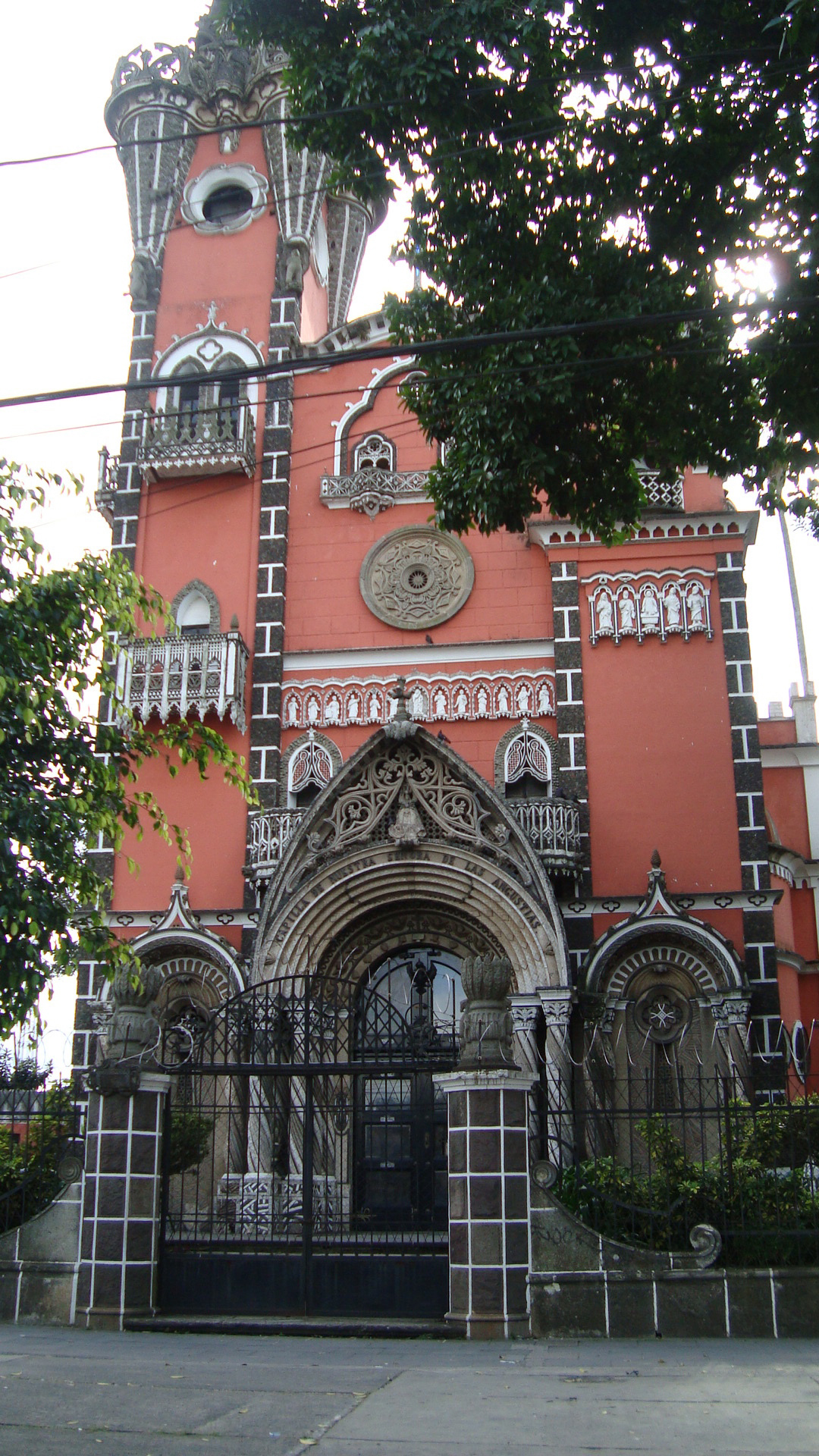
Fachada Iglesia de Yurrita en la Zona 4 de la ciudad de Guatemala; Felipe Yurrita, propietario de la finca de café Ferrol ubicada en el departamento de San Marcos, construyó la iglesia de Nuestra Señora de las Angustias en la ciudad de Guatemala para cumplir con una promesa a la Virgen que el creía que lo salvó a él y a sus trabajadores de la erupción del volcán Santa María de 1902.

El proceso de expansión de la ciudad hacia el sur se inició a partir del triunfo de la Reforma Liberal en 1871; durante el gobierno del general Justo Rufino Barrios se estableció la lotificación del Potrero de Bolaños, en el extremo suroeste de la ciudad, y que luego se convirtió en el cantón «La Paz».  En 1881 se anexó a la ciudad el cantón de «la Candelaria» y de «la Parroquia» y en 1882 se lotificaron los llanos del Hospital San Juan de Dios, creando el Cantón «Elena» En 1883, al sur del cantón de «La Paz» surge «La Reformita» y dos años después en San Pedro las Huertas -desde la década de 1950 conocido como el barrio de San Pedrito- en el extremo sureste de la ciudad, el cantón «La Independencia».
En 1887 surge el Tempiscal y en 1889 se lotificó el llano de Matamoros, al oriente de la ciudad. Ya en el gobierno del general Manuel Lisandro Barillas en el llano de «Palomo» en el extremo suroccidental aparece el cantón «Cervantes», y hacia el sur, los de «Barrios» y «Barillas».
El bulevar «30 de junio» -llamado posteriormente «Avenida de La Reforma» fue el primer corredor de expansión comercial hacia el sur, durante el gobierno del general José María Reyna Barrios; en este bulevar se construyó un jardín público, el cuartel de artillería, el Instituto Nacional Agrícola de Indígenas, y los edificios para la Exposición Centroamericana al este de la carretera. Al final del bulevar se construyó el «Palacio Reforma», que era utilizado como museo nacional y que estuvo ubicado en donde se construyó posteriormente el Obelisco de la Independencia. El cantón Exposición, en el área del bulevar 30 de junio fue creado como un área para la élite cafetalera nacional y extranjera. Para 1894, el cantón «Tívoli» se construyó entre el «Exposición» al norte, «Ciudad Vieja» al este, el parque «La Aurora» al sur y los cantones «La Paz» y «Pamplona» al oeste. La prolongación de la séptima avenida sur se designó como avenida «15 de septiembre» y se larga hasta «Los Arcos» del acueducto de Pinula.
El gobierno del general José María Reina Barrios realizó una agresiva inversión en infraestructura en todos el país, construyendo el fastuoso Palacio del Ejecutivo, numerosos edificios públicos suntuosos y realizando la Exposición Centroamericana en 1897, la cual estuvo diseñada para mostrar los grandes avances que había tenido Guatemala durante su gobierno. El ferrocarril interoceánico -que era una excelente alternativa en ese entonces porque no existía todavía el Canal de Panamá- y la construcción de un moderno puerto en Iztapa para mejorar el comercio internacional fueron los principales proyectos del gobierno, que desafortunadamente quedaron inconclusos cuando la economía guatemalteca colapsó por la caída del precio del café, único cultivo de exportación de Guatemala en ese entonces. Guatemala quedó sumida en una profunda deuda externa con bancos británicos y ya no se pudo continuar con obras de infraestructura; el presidente Reyna Barrios pagó con la vida lo que en ese momento se vio como despilfarro del erario público, ya que fue asesinado el 8 de febrero de 1898.
A finales del gobierno de Reina Barrios ya existía un servicio de tranvías que circulaban sobre rieles y eran tirados por caballos; el servicio era deficiente y las quejas giraban en torno al descuidos de los carruajes, que estaban sucios y malolientes, a la poca educación de los empleados y a la mala organización de las paradas.
1902 fue un año trágico para la ciudad de Quetzaltenango: recién se estaba recuperando del terremoto de San Perfecto en abril, cuando el 24 de octubre de ese mismo año hizo erupción el volcán Santa María.  El volcán había estado inactivo desde la conquista española en 1524 y con su cono casi perfecto de 3768 metros de altura, era un marco escénico para la ciudad quetzalteca; pero la erupción fue aún más devastadora que el terremoto, ya que también provocó cuantiosos daños en las fincas y aldeas aledañas y hay recuentos que la arena y ceniza alcanzaro la región de Chiapas, en México. Se calcula que la catástrofe provocó cinco mil muertes y miles de pesos en pérdidas agrícolas y materiales.  En agradecimiento por haber salvado su vida en la erupción, el finquero Felipe Yurrita, construyó el bello templo que lleva su apellido a Nuestra Señora de las Angustias y que está localizado en la actual zona 9 de la ciudad de Guatemala.

#### Parque y aeropuerto «La Aurora»
«La Aurora» era una zona verde con un área de seis caballerías y más de cincuenta manzanas en el sur de la capital y que perteneció al presidente general Manuel Lisandro Barillas Bercián. Cuando Barillas entregó el poder al general José María Reina Barrios en 1892, este tomó posesión de una gran parte de la finca con el propósito de llevar a cabo su plan de desarrollo de un área recreativa, lo que formaba parte de sus planes de mejoramientos para el crecimiento de la capital. Dichos planes incluían el desarrollo de la finca La Aurora y la construcción de una estación de ferrocarril, el cual iba a correr a lo largo del Bulevar «30 de junio».  El eje central de estas mejoras era la Exposición Centroamericana de 1897, la cual se desarrolló en los salones construidos en el bulevar, y cuyo éxito dependía de la finalización del ferrocarril interoceánico, principal proyecto económico de Reina Barrios y que hubiera significado una gran fuente de ingresos para el país si se hubiese concluido a tiempo. Pero la exposición fracasó cuando no se logró construir el ferrocarril, y la situación económica de Guatemala quedó en situación por demás precaria, ya que las deudas en que había incurrido el general Reina Barrios con bancos ingleses eran considerables.
El general Reyna Barrios fue asesinado en febrero de 1898 y sus planes de mejoramiento ya no se concretaron, y su sucesor, el licenciado Manuel Estrada Cabrera tuvo que preocuparse por pagar la deuda inglesa. La finca tenía tres entradas: Pamplona, Los Arcos e Hincapié y había una avenida llamada «Paseo La Aurora» que atravesaba el parque con varias veredas que se conectaban en una plaza central, el cual fue llamado «Plaza Reyna Barrios».
Las necesidades aeroportuarias de la ciudad de Guatemala motivaron la construcción del Aeropuerto La Aurora, cuyas primeras actividades ocurrieron en 1923, durante el gobierno del general José María Orellana; hasta entonces, el Campo de Marte era el espacio que se había utilizado para realizar los primeros experimentos aeronáuticos en Guatemala. Originalmente, la finca La Aurora constaba únicamente de una pista de grama, que eran suficientes para satisfacer las necesidades de la década de 1930.

#### Bulevar «30 de junio»

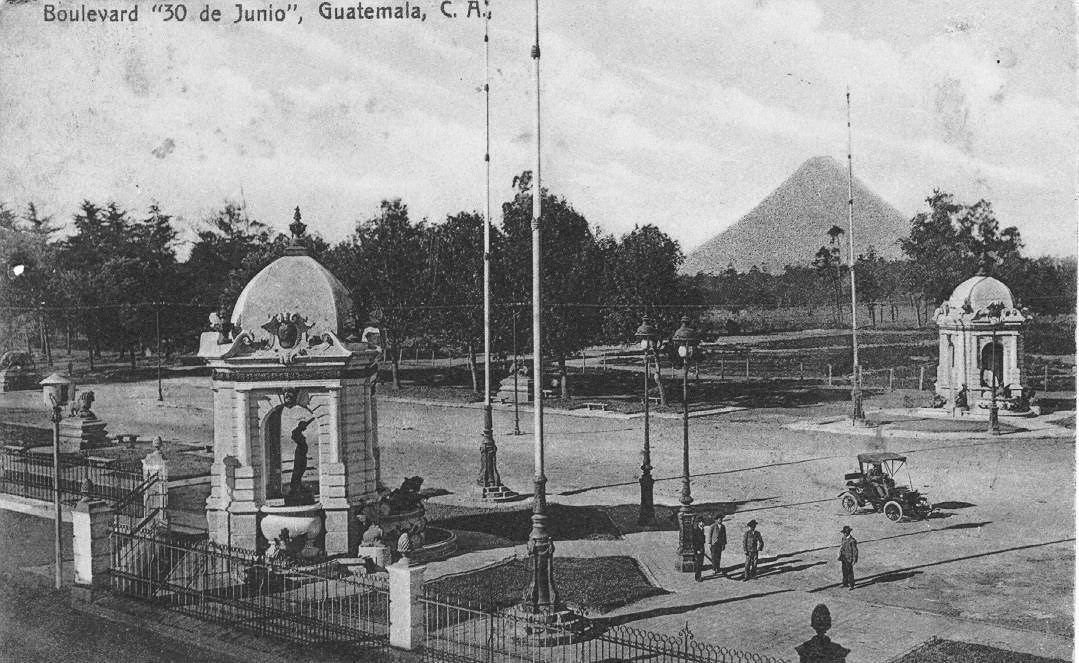
Bulevar «30 de junio» a principios del siglo xx.

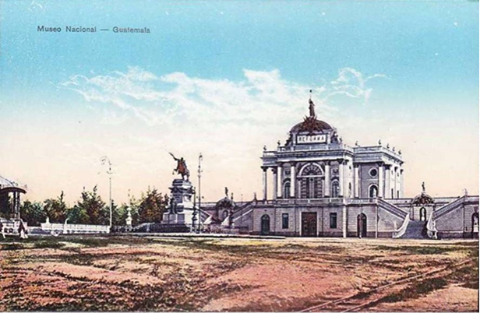
Palacio de la Reforma, en el bulevar «30 de junio». Fue construido por el gobierno del general José María Reyna Barrios entre 1892 y 1898 y posteriormente destruido por los terremotos de 1917-18.

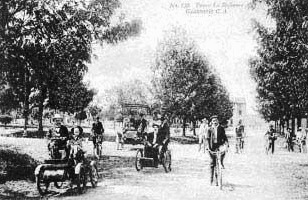
Bulevar «30 de junio» en 1910.

Los miembros de las élites conservadoras del gobierno de Rafael Carrera y la nueva élite surgida con el advenimiento del cultivo del café durante el gobierno de Justo Rufino Barrios mudaron sus residencias hacia el área del bulevar «30 de junio»; por su parte, ciertos pueblos de indios fueron trasladados forzadamente desde Santiago de los Caballeros de Guatemala y fueron asentados en el área sureste de la ciudad: el barrio «San Pedrito», «Ciudad Vieja» y la «Villa de Guadalupe».

#### Gobierno de Manuel Estrada Cabrera
El 24 de enero de 1899 arribó a la ciudad de Guatemala el embajador de México y escritor Federico Gamboa, en representación del gobierno del general Porfirio Díaz. Pocos días después fue invitado al palacio del ejecutivo por el presidente Manuel Estrada Cabrera para intercambiar impresiones; Gamboa describe el palacio de gobierno de ese entonces como un caserón destartalado y feo de los antiguos tiempos coloniales que no era agradable a la vista, aunque en su interior la decoración lo hacía un tanto más agradable. Al fondo del espacioso patio, y a la izquierda se encontraba una antesala llena de oficiales y tras una mampara-vidriera se encontraba el despacho presidencial.
Gamboa recorrió la ciudad y la describió su diario, indicando que el paseo de La Reforma -o Bulevar «30 de junio»- era bellísimo, pero que tenía dos problemas: no había nadie en él y estaba completamente descuidado.  Al circular en su carruaje por el paseo de trazado a la europea, logró ver tres o cuatro edificios de buena manufactura, los restos derruidos del salón de la Exposición Centroamericana de 1897, el monumento al general Miguel García Granados y el museo del Palacio de La Reforma con el monumento a Justo Rufino Barrios.
La ciudad también se expandió un poco hacia el norte, especialmente sobre la avenida «Simeón Cañas», en cuyo extremo final se ubicaba el Templo de Minerva, y se construyó el Mapa en Relieve en 1905. Por otra parte, Estrada Cabrera trasladó su residencia a la finca «La Palma», localizada en donde en 1955 se construyó el gimnasio «Teodoro Palacios Flores». Hacia el final del gobierno del licenciado Estrada Cabrera, la población de la ciudad llegaba a ciento veintiún mil habitantes.

### Terremotos de 1917-1918
Ver también:Imágenes del terremoto en Commons

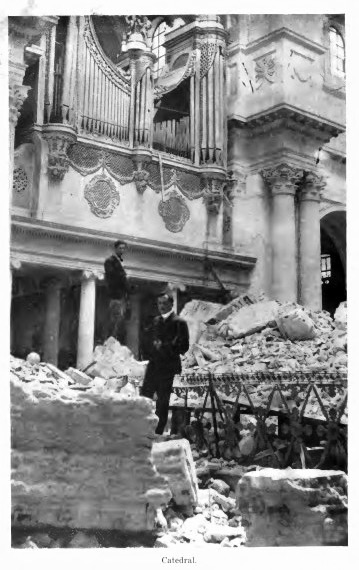
Efectos de los terremotos de 1917-18 en la Catedral metropolitana.

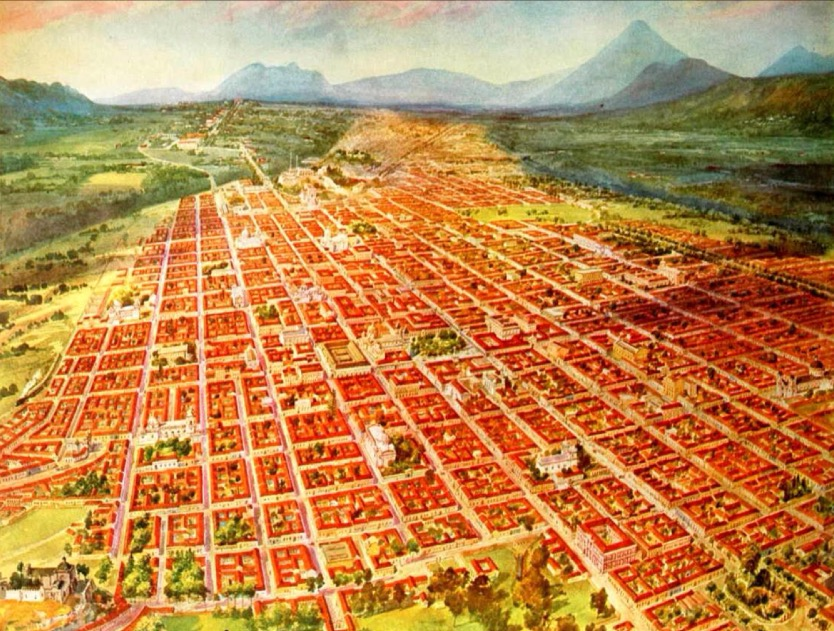
Ciudad de Guatemala a vista de pájaro en 1915. Grabado del Libro Azul de Guatemala.

Durante el gobierno del licenciado Manuel Estrada Cabrera (1898-1920) se construyeron importantes edificios públicos a lo largo del bulevar «30 de junio»: el asilo de maternidad «Joaquina» -llamado así en honor de la madre del presidente, Joaquina Cabrera- y la academia militar, construida en 1912 luego de que el edificio original fuera demolido tras el intento de asesinato del presidente por los cadetes en 1908.
Puede afirmarse que el inicio del declive de la presidencia de Estrada Cabrera comenzó con los terremotos que se iniciaron el 17 de noviembre de 1917 y arruinaron algunas poblaciones alrededor de Amatitlán. El 25 y el 29 de diciembre de ese mismo año, y el 3 y el 24 del siguiente, se repitieron los temblores en la república, pero con mucha mayor fuerza, de modo que destruyeron numerosos edificios públicos y religiosos, así como casas particulares en la ciudad de Guatemala y en la Antigua Guatemala. Entre los edificios destruidos destacaban numerosas estructuras que habían sido construidas en los gobiernos de José María Reyna Barrios (entre ellos el pabellón de la Exposición Centroamericana, y el palacio del bulevar 30 de junio) y de Estrada Cabrera (asilo para damas Doña Joaquina); por esta razón, mucha de la obra física de ambos presidentes ha sido olvidada por generaciones posteriores.
En el Diario de Centro América, después de publicar dos ediciones diarias reportando los desastres, se pasó a hacer crítica al Gobierno por la lenta e ineficiente respuesta al desastre. En uno de los artículos de opinión de este periódico oficial se llegó a decir que las imágenes religiosas de algunos templos católicos de la ciudad se habían salvado porque, al momento del primer terremoto, «ya no quisieron seguir en una ciudad en donde imperaba el lujo excesivo, la impunidad y el terror». Por otra parte, se dijo que existían leyes «excelentes» para la reconstrucción, las cuales, sin embargo, «no se cumplen». También se dijo que estaba ocurriendo un fenómeno que se daba siempre en casos de cataclismos como estos: «se emiten leyes y reglamentos a diario, pero lo que se necesita es de su correcta ejecución diaria, y no de tantos reglamentos». Además, se publicó en primera plana, tres meses después de los terremotos, que «todavía hay escombros por toda la ciudad». El propio Diario de Centro América era editado entre escombros, pese a lo cual logró tirajes de ejemplares de media hoja, a veces hasta dos al día, durante la crisis.
En El Guatemalteco, diario oficial del Gobierno, quedó huella del desastre: desde el número correspondiente al 22 de diciembre se interrumpió la publicación y no se reanudó sino hasta el 21 de enero de 1918, pero en un formato mucho más pequeño.
La comisión de Hacienda encargada de la reconstrucción de la ciudad, después del terremoto, por fin decidió crear un Banco Nacional Privilegiado con un capital de 30 millones de pesos (que provendrían de un préstamo a bancos extranjeros), lo cual hundió la economía nacional. Debe destacarse que uno de los miembros directivos de esta comisión fue Carlos Herrera y Luna, quien luego sería presidente de Guatemala.

### Gobiernos militares de 1923-1944
El Hipódromo del Sur fue inaugurado oficialmente en 1923 por el presidente general José María Orellana, y fue un lugar de gran popularidad en el parque nacional «La Aurora». La pista de hipódromo tenía una longitud de 1600 metros por 30 metros de ancho y capacidad para 1600 espectadores; sus instalaciones incluían caballerizas, establos y graderías techadas. En esa época se podía admirar los ejercicios hípicos, jaripeos, y carreras de caballos. En 1926, el presidente general Lázaro Chacón ordenó la construcción de nuevas instalaciones y remodelaciones del hipódromo para aumentar la diversidad de los eventos, ferias y amenidades, lo que mantuvo a la estructura en continua remodelación y expansión.
En 1931, durante los primeros días de la presidencia del general Jorge Ubico (1931-1944) se terminó la construcción de nuevas instalaciones en el hipódromo las cuales incluían la tribuna presidencial y garitas para los jueces de campo. En 1935 se terminó la construcción de la primera concha acústica en Guatemala en las inmediaciones del hipódromo y se inició la celebración de una feria internacional, para la cual se instalaron juegos mecánicos y se presentaron eventos culturales y sociales de todo tipo. La feria se celebraba en noviembre, en honor al cumpleaños del general Ubico.
Durante el resto del gobierno del general Jorge Ubico la ciudad se expandió hacia el sur, con la construcción del edificio del Aeropuerto Internacional La Aurora sobre la avenida de Hincapié, los salones de exposiciones de la «Feria de noviembre» La prolongación de la séptima avenida fue adornada con la «Torre del Reformador» y con el traslado de la «Fuente de Carlos V» desde el Parque Central hacia la «Plazuela España».  Ubico también construyó palacios: el Palacio Nacional, el de la Policía, el de Correos y Telégrafos, la Aduana Central, el Congreso de la República y el de la Corte Suprema de Justicia. Por esos años, las residencias en la Reforma eran de madera, estilo estadounidense, construidas así para resistir terremotos. Había muchos sitios baldíos, no solo en la Reforma, sino también en los cantones «Tívoli», «Santa Clara» y «Pamplona».
Ubico Castañeda designaba al Intendente Municipal y este se concentraba en atender la modernización de servicios básicos en el casco central de la ciudad y las áreas hacia el sur, a donde se habían empezado a desplazar los miembros de los sectores de altos ingresos y la construcción de los palacios consumieron aproximadamente el 35 % de la producción de cemento. Por otro lado, se descuidaron los barrios periféricos que se habían formado o poblado tras los terremotos de 1917-18; estos barrios eran «La Parroquia», la «Ermita», «Candelaria», «La Reformita», «El Gallito», «Gerona» y «La Palmita», entre otros. Estos barrios pobres estaban habitados por familias de muy bajos ingresos que vivían en condiciones de hacinamiento y deficiente dotación de servicios básicos.

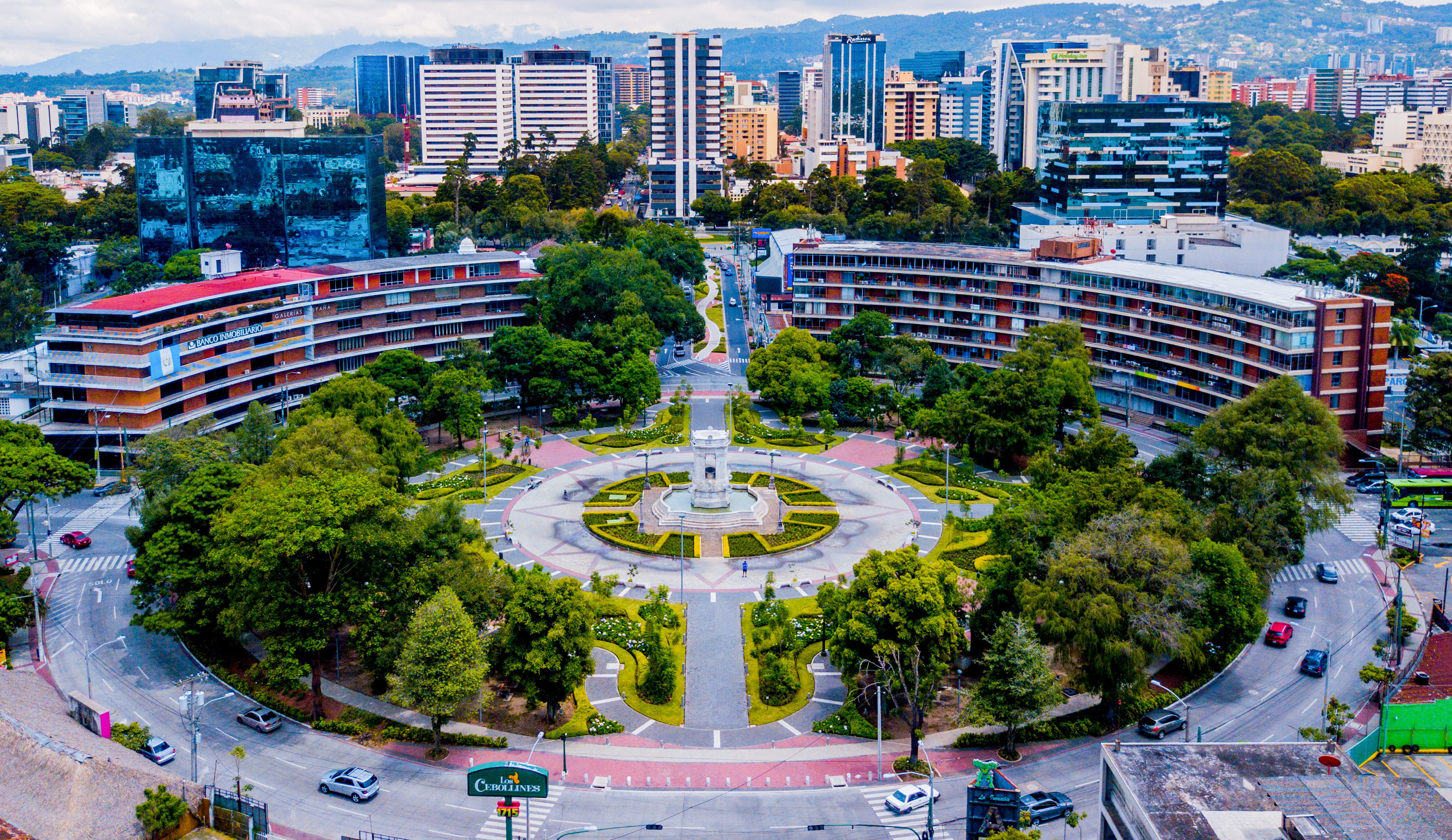
Plaza España, uno de los múltiples espacios de área verde

Por otra parte el gobierno de Ubico Castañeda compró la finca La Verbena, en los Llanos de Urbina, en 1935 para la construcción de una ampliación del Cementerio General de la ciudad de Guatemala, el cual estaba por colapsar. En 1939, el gobierno inauguró el nuevo cementerio: el «Cementerio La Verbena». Los trabajadores del cementerio habitaron los alrededores de la localidad e invitaron a sus amigos y familiares a residir en el sector, sin pagar por los derechos correspondientes dando origen a la colonia «La Verbena». Cuando los funcionarios del gobierno se dieron cuenta de lo que estaba ocurriendo, prohibieron el ingreso de materiales a la finca. Esta situación cambió luego de la renuncia del general Ubico el 1.º de julio de 1944, y de la revolución de octubre de 1944: aprovechando los cambios drásticos que estaban ocurriendo en el país, continuaron las invasiones.

### La Revolución de 1944 y el desarrollo urbano de la ciudad

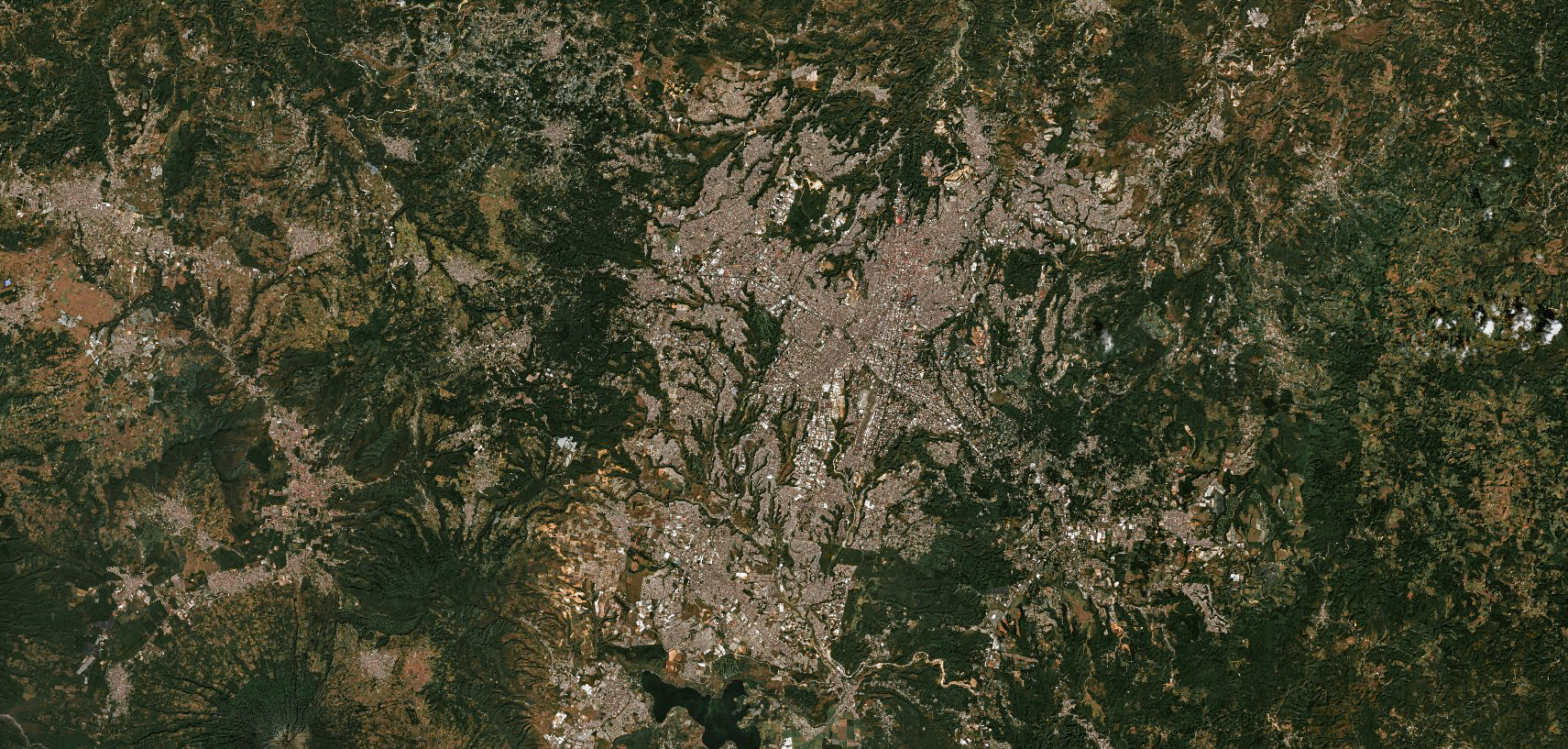
Vista satelital de la Ciudad de Guatemala.

Cuando ocurrió la Revolución de 1944, la ciudad tenía un escaso desarrollo urbano, que se reflejaba en una deficiente y diferenciada cobertura de servicios esenciales -dotación de agua, drenajes, electricidad y pavimentación de calles- así como pocas posibilidades de trabajo para la población, por la casi inexistente industrialización; excepto por una fábrica de cerveza, otra de cemento y algunas de textiles y jaboneras, las principales actividades económicas eran agrícolas y artesanales. Guatemala dependía en todo de la importación de artículos tanto suntuarios como necesarios.
Con los gobiernos revolucionarios se inició un nuevo concepto de la administración municipal, basado en la autonomía y en la elección de las corporaciones por la población de los municipios, aunque desde el principio, esta situación tuvo repercusiones en el desarrollo urbano de la ciudad, ya que existieron fricciones políticas entre el gobierno y las corporaciones ediles. El primer alcalde electo de la ciudad de Guatemala fue el licenciado Mario Méndez Montenegro (1946-1948). Durante su gestión se amplió la red de agua potable y drenajes hacia algunos barrios periféricos y se inició la construcción de grandes colectores que recogen aguas negras del norte de la ciudad, dirigiéndolas hacia el río «Las Vacas» y hacia el barranco de «La Pedrera».  Construyó también el parque infantil Colón en la zona 1 y prolongó la sexta avenida, tras derrumbar el cerro en donde se encontraba la antigua iglesia de «El Calvario» de la ciudad.
El gobierno del doctor Juan José Arévalo construyó la «Ciudad de los Deportes» en la zona conocida como «La Barranquilla»; este complejo tiene instalaciones adecuadas para la práctica del fútbol y del atletismo, una piscina olímpica, varias canchas de tenis y el «Palacio de los Deportes».  Inaugurado en 1951, es el complejo deportivo más moderno y completo de Guatemala; ya para esta época, la población de la ciudad había crecido a 250 000 habitantes.
Uno de los alcaldes más destacados fue el ingeniero Martín Prado Vélez, quien asumió en el año 1949. De origen cobanero, estudió en la Universidad de San Carlos y bajo su mandato, entre otras obras modernistas de la ciudad, se construyeron o iniciaron importantes obras de infraestructura: el Puente El Incienso, la construcción de la avenida Roosevelt, principal eje vial de este a oeste de la Ciudad,  el propio edificio consistorial, y numerosas obras viales que significaron el ensanche de la ciudad colonial, su ordenamiento en puntos cardinales y la generación de un anillo periférico con el primer trébol en la principal ciudad de Centroamérica. Uno de sus principales colaboradores fue su amigo, el ingeniero Raúl Aguilar Batres, quien fue el jefe de planificación de la municipalidad en esa administración y en las posteriores.
En 1952, ganó las elecciones a alcalde Juan Luis Lizarralde, apoyado por el «Partido de Unificación Anticomunista» (PUA), el «Comité de Estudiantes Universitarios Anticomunistas» (CEUA), la «Unión Patriótica» y la «Juventud Nacionalista».  Esta administración tuvo enfrentamientos con el gobierno del coronel Arbenz, pero el gobierno, mediante obra pública intervino en la producción de nuevos espacios en la ciudad y, en algunos casos, en la valorización de la tierra que fue incorporada a la ciudad por medio de los nuevos ejes viales como la carretera Interamericana que se construyó a partir del Hospital Roosevelt.

#### El puente Belice
Este es uno de los puentes más importantes de la ciudad de Guatemala, ya que constituye el inicio de la carretera al Atlántico -desde 2010 bautizada como carretera «Jacobo Árbenz Guzmán»- se empezó a construir en 1951, durante el gobierno del coronel Jacobo Arbenz Guzmán como parte de su proyecto de construir una carretera al Atlántico que compitiera con el monopolio que hasta entonces tenía el ferrocarril de la compañía International Railways of Central America (IRCA). La construcción estuvo a cargo de la empresa alemana Krupp, y tuvo un costo total de Q. 1,500,000.00. Tras el derrocamiento del coronel Arbenz en 1954, los gobiernos contrarrevolucionarios de Carlos Castillo Armas y de Miguel Ydígoras Fuentes continuaron con la construcción de la carretera al Atlántico y, por ende, del puente Belice. El puente se inauguró finalmente el 18 de noviembre de 1958 en una ceremonia que contó con la presencia del presidente general e ingeniero Miguel Ydigoras Fuentes  junto con su esposa María Teresa Laparra de Ydigoras; durante dicha ceremonia se develó la placa colocada en la entrada del puente con la siguiente leyenda: «Puente Belice: Del pueblo de Guatemala a sus compatriotas beliceños».

### Obras de los gobiernos contrarrevolucionarios
En 1958, aduciendo que el municipio de Mixco, al que pertenecía por su ubicación geográfica, no le proporcionaba los suficientes recursos para satisfacer sus necesidades de alumbrado público, electricidad, drenajes y agua potable, la colonia «La Florida» solicitó y fue autorizada a incorporarse al municipio de la ciudad de Guatemala. Aunque sus servicios no fueron satisfechos a su satisfacción, y en 1964 estaba solicitando que se le declarara un ente autónomo, la colonia ha permanecido desde entonces como parte de la ciudad en la zona 19.
En 1967 el alcalde Ramiro Ponce Monroy empezó con el plan de construcción de un viaducto sobre la 24 calle de la zona 4 a fin de aliviar el tráfico en el área; el costo del proyecto fue estimado en de un millón doscientos setenta y cinco mil quetzales y estaría terminado a finales de 1968. El proyecto tenía contemplado empezar en la 12 avenida de la zona 5 y extenderse por toda la 24 calle hasta llegar a la avenida del Cementerio, en la zona 3; iba a tener dos carriles vehiculares de siete metros de ancho cada uno, divididos por un arriate central de 1.20 metros de ancho, dos arriates laterales de un metro de ancho y seis puentes: sobre la 7.ª y la 6.ª avenidas, sobre la avenida del Ferrocarril, sobre la Avenida Bolívar y sobre la Avenida Elena. Desafortunadamente, el proyecto no se pudo realizar porque la Municipalidad afrontaba una seria crisis económica y tuvo que solicitar al Congreso de la República que emitiera un decreto para que se declarara la construcción del viaducto de utilidad colectiva, beneficio e interés público.  Pero esto no logró que se consiguiera un valor adecuado para los terrenos que tenían que expropiarse y el 17 de julio de 1968 el concejo municipal desistió de la construcción del viaducto. El proyecto permaneció archivado hasta el 20 de enero de 1970, cuando los trabajos se iniciaron por fin: la primera fase abarcaba desde el Palacio de los Deportes, en la Ciudad Olímpica, hasta la 6.ª avenida de la zona 4, con una longitud de 500 metros; finalmente, el 14 de enero de 1971, el nuevo alcalde Manuel Colom Argueta y el ingeniero Fernando Maselli —director del proyecto— informaron que las obras iban a terminarse en el 19 de febrero de ese año.  La obra ya no continuó hasta la avenida del Cementerio porque el costo de las expropiaciones no se pudo resolver.

### Gestión municipal de Manuel Colom Argueta

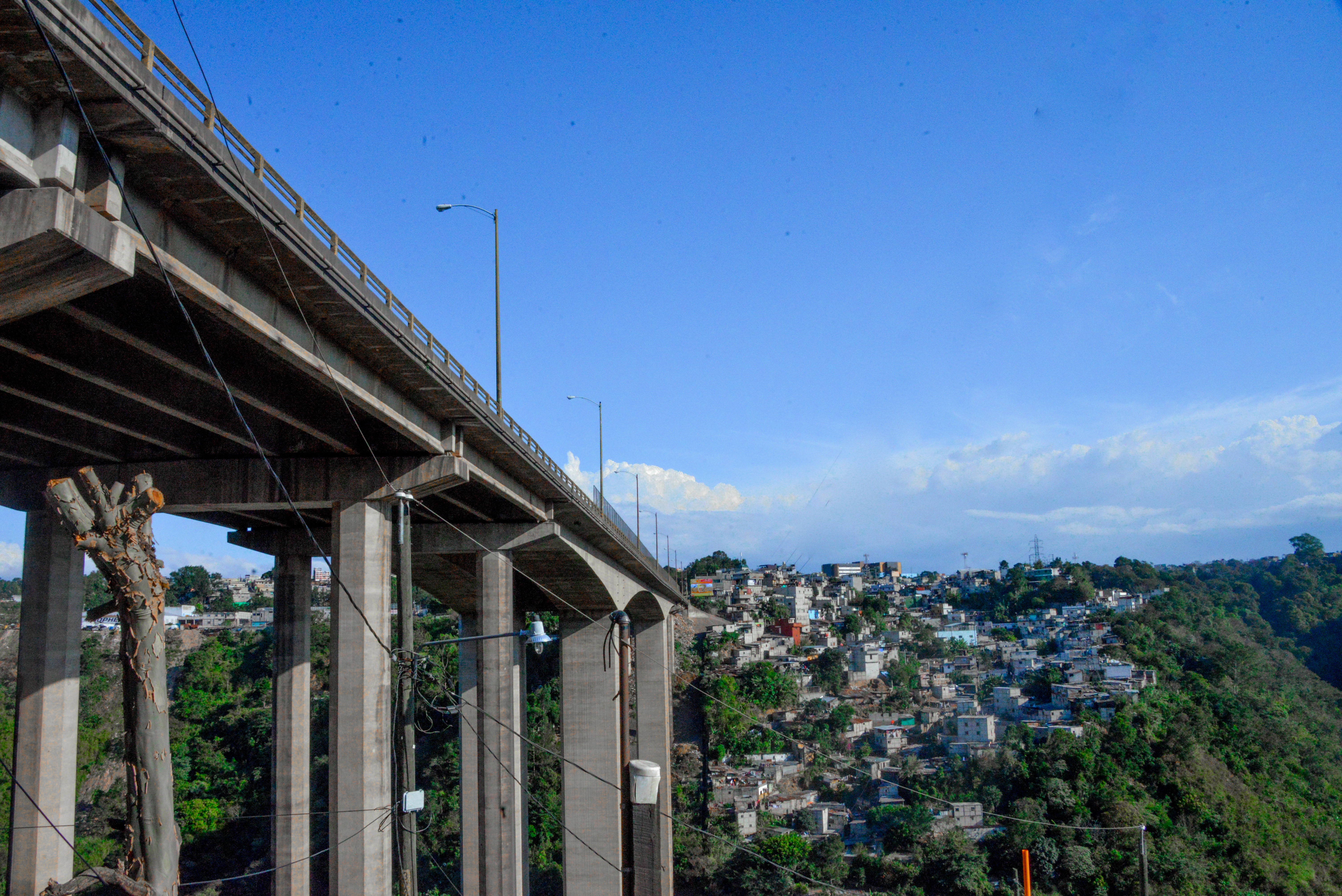
Puente «Martín Prado Vélez» o puente «El Incienso», construido por la gestión municipal de Manuel Colom Argueta.

El licenciado Manuel Colom Argueta asumió la Alcaldía de la ciudad de Guatemala de 1970 a 1974, en condiciones desventajosas, pues en lugar de apoyo por parte del gobierno central del general Carlos Arana Osorio siempre encontró obstáculos, como el retraso en la aprobación del "Plan Regulador de Desarrollo Metropolitano", el retraso en la gestión de fondos para obras municipales, el hecho que el gobierno central se haya adjudicado la construcción del puente «Martín Prado Vélez» (Puente «El Incienso») para quitarle el crédito a la gestión municipal. Aun así su gestión municipal impulsó obras y acciones de beneficio ciudadano bajo una visión integral de gobierno municipal y desde la perspectiva de la urbanización planificada; durante su administración se construyeron, entre otros, un sistema de drenaje profundo, colectores gigantes, la primera fase del anillo periférico -que conecta a las zonas 1, 7, 11 y 12-, el viaducto de la 24 calle de la zona 1, mercados, parques, campos deportivos, farmacias municipales, y se constituyó la Empresa Municipal de Agua potable (EMPAGUA), encargada del proyecto de obtención de agua del acueducto Xayá–Pixcayá.

### Terremoto de 1976
El 4 de febrero de 1976, a las 3:03 de la madrugada aproximadamente fue sacudida por un fuerte terremoto que afectó a todo el país. Zonas como la zona 3 quedaron totalmente destruidas, los hospitales estaban destruidos, se acabó el combustible y mucha gente murió. El terremoto fue de 7.5 en la escala de Richter y causó más daños y más muertos en la periferia que en el centro debido a las precarias construcciones de adobe que existían en ese entonces.
| Guatemala está herida... ¡pero no de muerte! —Kjell Eugenio Laugerud García Presidente de Guatemala 4 de febrero de 1976 |

La zona más afectada cubría alrededor de 30 000 km², con una población de 2,5 millones de personas. Cerca de 23 000 personas fallecieron y 77 000 resultaron gravemente heridas. Aproximadamente 258 000 casas fueron destruidas, dejando a cerca de 1,2 millones de personas sin hogar. El 40 % de la infraestructura hospitalaria nacional fue destruida, mientras que otros centros de salud también sufrieron daños sustanciales. Aparecieron grietas en el suelo en muchos lugares del país, y algunas llegaron a medir hasta un metro de ancho; también lo alto de algunos cerros se agrietó y luego los cerros se desmoronaron, soterrando pueblos enteros y carreteras.
A medida que se recuperaban los cuerpos la magnitud del desastre quedaba al descubierto; las autoridades organizaron la excavación de tumbas colectivas, la cantidad de muertos era tan grande que no tuvieron alternativa. Muchos puentes, torres de alta tensión, postes de luz y de teléfonos y carreteras colapsaron o se destruyeron. Los rieles de las líneas de los ferrocarriles se retorcieron como culebras. Varios departamentos del país fueron afectados por el sismo: Chimaltenango, Chiquimula, El Petén, Guatemala, Izabal y Sacatepéquez al igual que muchos pueblos y ciudades; las instalaciones portuarias de Puerto Barrios, cabecera del departamento de Izabal, quedaron destruidas. La Ciudad de Guatemala y sus alrededores sufrieron los peores daños, a pesar de estar lejos del epicentro del temblor; la periferia de la ciudad quedó más destruida que el centro debido a que las casas estaban hechas de adobe, el Palacio Nacional y la vecina Casa Presidencial no sufrieron mayores daños. Los templos católicos de la Catedral Metropolitana, la Iglesia la Recolección y la Ermita del Carmen en el cerro del mismo nombre sufrieron daños considerables. La ciudad de Guatemala era un caos, miles de personas estaban sepultadas entre los escombros, muchas muertas o heridas de gravedad. En San Juan Sacatepéquez, la municipalidad se derrumbó parcialmente.

### Guerra civil en la ciudad

#### Quema de la embajada de España
El jueves 31 de enero de 1980, el caso de Guatemala atrajo la atención mundial con la quema de la Embajada de España, en la que 37 personas fueron quemadas vivas, entre ellas varios ciudadanos españoles y eminentes juristas guatemaltecos. La movilización en forma de protesta por parte de un grupo de indígenas, con el fin de llamar la atención del mundo sobre las matanzas que en 1980 cometía el Ejército guatemalteco en El Quiché durante el gobierno del general Fernando Romeo Lucas García, fue el preludio del caso de la quema de la Embajada de España. Al final de los hechos, treinta y siete personas, incluyendo importantes funcionarios guatemaltecos que estaban en la embajada al momento de la toma de los indígenas, murieron calcinadas dentro las instalaciones luego de que la policía intentara tomar la embajada por la fuerza; a raíz del suceso, España rompió relaciones diplomáticas con Guatemala.

#### Bombazo del 5 de septiembre de 1980
| «Cadáveres decapitados colgados de las piernas entre los hierros retorcidos de vehículos deshechos, cuerpos informes entre vidrios y fragmentos de ramas de árboles por todos lados se provocó con la explosión terrorista que sacudió el corazón de la ciudad ayer a las 9:35. Reporteros de El Gráfico que pudieron llegar al sitio mismo de la explosión segundos después del terrorífico estallido se encontraron con una escena verdaderamente infernal en la 6a. avenida y 6a. calle convertida en un gigantesco horno. Los reporteros presenciaron, también, el dramático auxilio de los heridos algunos de suma gravedad como un hombre que perdió completamente la pierna izquierda desde el muslo que sólo era jirones de piel.» —Tomado de El Gráfico, 6 de septiembre de 1980 |

El 5 de septiembre de 1980 se dio un ataque terrorista del Ejército Guerrillero de los Pobres frente al Palacio Nacional con la intención de disuadir al pueblo guatemalteco de asistir a una manifestación de apoyo al gobierno del general Lucas García que estaba planificada para el domingo 7 de septiembre en el Parque Central. En ese ataque murieron seis adultos y un niño a causa de la explosión de dos bombas ubicadas en un vehículo; hubo un número indeterminado de heridos y cuantiosos daños materiales no solo en las obras de arte del Palacio Nacional, sino que en muchos de los edificios aledaños, especialmente en el Edificio Lucky, que está frente al Palacio Nacional sobre la 6.ª avenida. Entre los muertos se contaban: Domingo Sánchez, piloto del Ministro de Agricultura; Joaquín Díaz y Díaz, limpiador de automóviles; y Amilcar de Paz, agente de seguridad. Las imágenes por televisión mostraban partes de los cuerpos distribuidos por el área del incidente, mientras los periódicos mostraron en sus portadas la imagen de carro bomba destruido y los alrededores del palacio.
El atentado fue ejecutado en dos partes: primero, por la noche, la guerrilla depositó una pequeña carga explosiva en el tragante ubicado en el Parque Central, en la esquina de la 6.ª calle y 6.ª avenida de la zona 1, frente a la esquina donde se localizaba el despacho presidencial dentro del Palacio Nacional. Por la mañana, la guerrilla estacionó un vehículo sobre ese tragante, el cual tenía en su interior una carga mucho mayor; a las 9:35 a. m. detonaron la pequeña carga explosiva, la cual a su vez hizo estallar a la que estaba dentro del vehículo dejando esparcidos tras ser mutilados, los cuerpos de varios civiles, cuyos restos humanos fueron lanzados en un radio mayor a los 70 metros. A los cinco minutos de haberse producido la explosión se originó el incendio de siete vehículos.
Ese mismo día, y también para tratar de impedir el desarrollo de la manifestación, la guerrilla también la terminal de los autobuses Galgos, y a un bus de la empresa Fortaleza, matando a un mecánico.

#### Atentados dinamiteros contra bienes particulares
El ataque de grupos guerrilleros en contra de objetivos financieros, comerciales y agrícolas se incrementó durante el gobierno del general Fernando Romeo Lucas García, ya que los grupos guerrilleros consideraban a esas instituciones como «reaccionarios burgueses» y «millonarios explotadores» que colaboraron con el «gobierno genocida». La siguiente es una lista no exhaustiva de los atentados en la ciudad de Guatemala que quedaron registrados en el informe de la Comisión para el Esclarecimiento Histórico de las Naciones Unidas:
| Fecha                    | Responsable                                     | Objetivo | Resultado |
| ------------------------ | ----------------------------------------------- | --- | --- |
| 15 de septiembre de 1981 | Fuerzas Armadas Rebeldes                        | Corporación Financiera Nacional (CORFINA) | Carro bomba que daño también las instalaciones de otras instituciones financieras nacionales y transnacionales; las pérdidas causadas con este atentado fueron mayores de Q.300.000.                |
| 19 de octubre de 1981    | Guerrilla urbana del EGP                        | Centro Financiero del Banco Industrial | Sabotaje a las instalaciones. |
| 21 de diciembre de 1981  | Frente Guerrillero «Otto René Castillo» del EGP | Edificios recién construidos: Cámara de Industria, Torre Panamericana (donde funcionaba el Banco del Café) y Centro Financiero del Banco Industrial | Carros bomba que dejaron vidrieras completamente destrozadas. |
| 28 de diciembre de 1981  | Frente Guerrillero «Otto René Castillo» del EGP | Centro Financiero del Banco Industrial | Carro bomba que resultó en virtual demolición de una de las torres; el Banco no reparó los vidrios de los pisos superiores, pero las instalaciones fueron reacondicinadas y continuaron funcionado. |

### Invasiones de terrenos

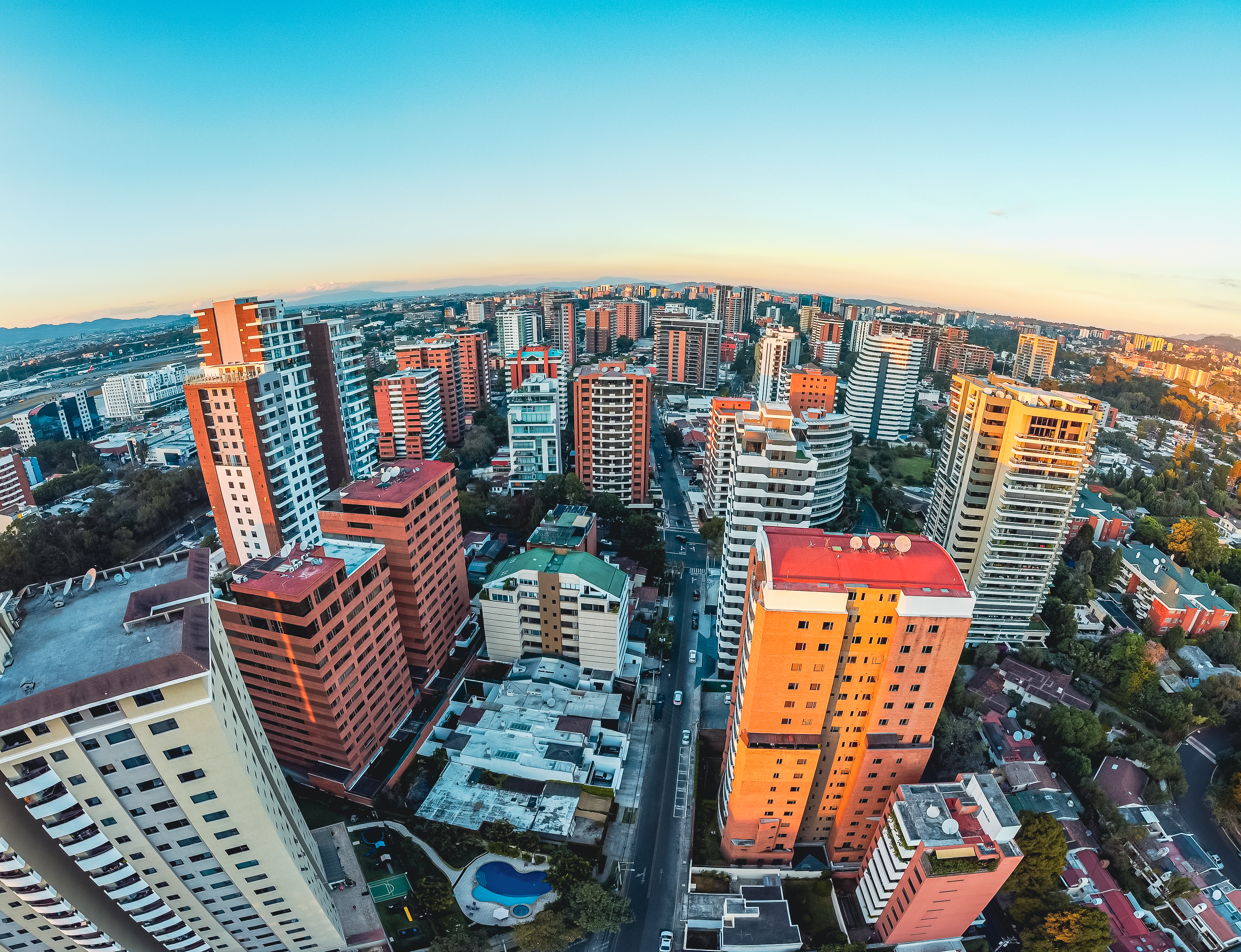
Ciudad de Guatemala en 2022.

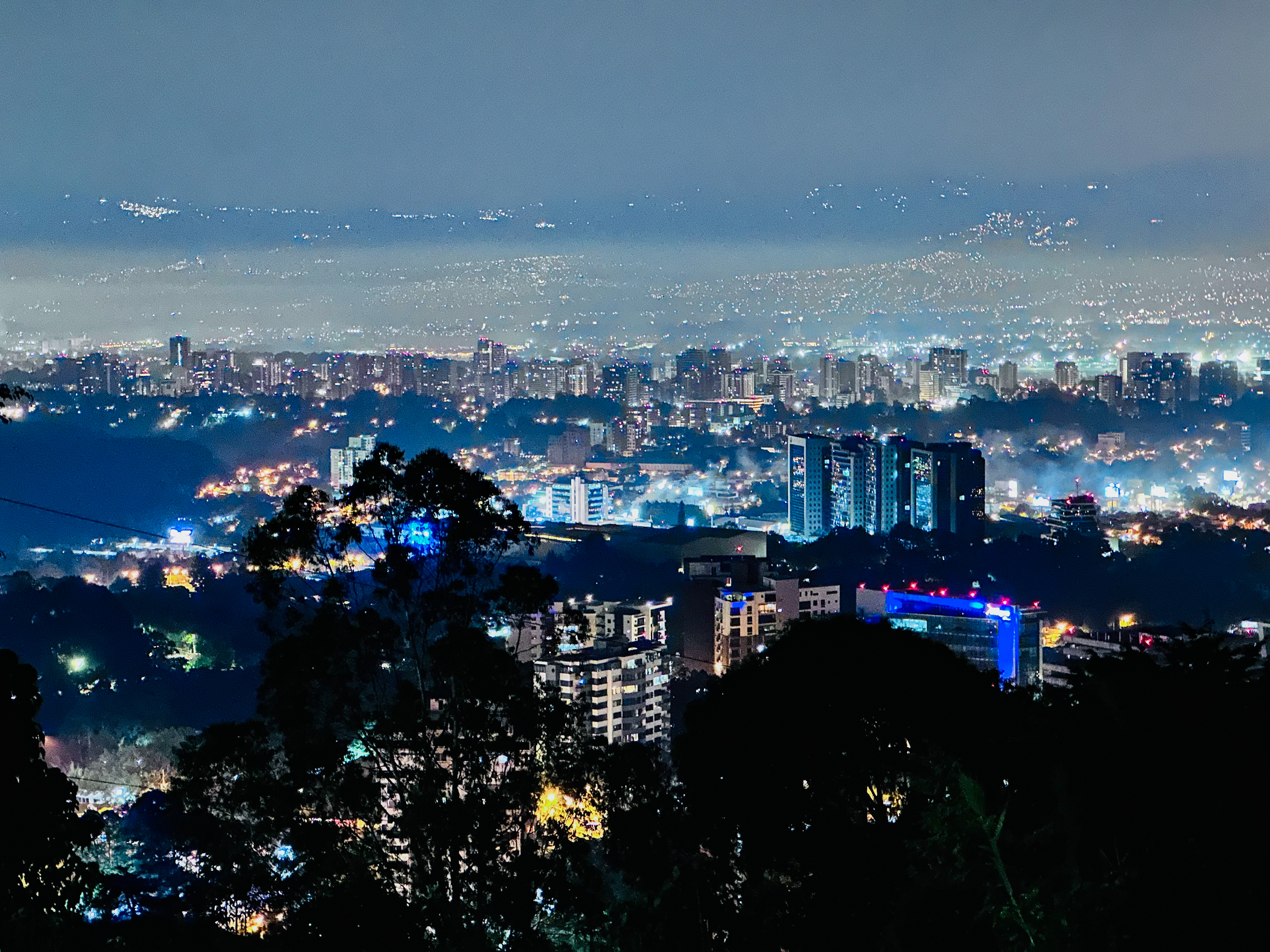
Vista de la Ciudad de Guatemala de noche.

En 1979, la moneda guatemalteca, el quetzal se cotizaba a un dólar estadounidense; pero para finales del 1985 el tipo de cambio era de Q1.47 por dólar, en 1987 era de Q2.53 y ya para 1990 había caído a Q5.57 por dólar; este fenómeno impactó desigualmente a la sociedad: por un lado, para los productores de artículos cada modificación del tipo de cambio es rápidamente transferida al consumidor, mediante la revaluación de los precios; por el otro, la gran mayoría trabajadora de la población no tiene un mecanismo similar de compensación y la devaluación resulta en una erosión constante de sus ingresos. Estos cambios estuvieron basados en el enfoque económico neoliberal que indica que al jerarquizar la satisfacción de las necesidades, racionando la utilización de sus escasos recursos, se genera una libertad de elección para los consumidores; sin embargo, el resultado fue la limitación de la capacidad adquisitiva de los mismos.
Como resultado, en 1982 se llevaron a cabo diez distintas invasiones, pero estas fueron rápidamente desarticuladas por los gobiernos militares de entonces. En 1984, se realizaron cinco, de las cuales solamente una prosperó: El Mezquital, que llegó a abrigar hasta cuarenta y cinco mil habitantes.
Con el inicio del gobierno del licenciado Marco Vinicio Cerezo Arévalo en 1986, se iniciaron también invasiones de terrenos como no se habían visto antes en la historia de la ciudad; con invasiones de Villa Lobos I y II en Villa Nueva -que para entonces ya era parte de la zona metropolitana de Guatemala- en 1988, terrenos en los Campos del Roosevelt en las cercanías del hospital del mismo nombre en la zona 11 en 1989 y de terrenos baldíos en la colonia Bethania, zona 7, Santa Elisa en la zona 18, Ciudad Peronia y terrenos en el relleno sanitario de la zona 3, aunque este último fue desalojado violentamente por el pelotón antimotines de la policía en 1990.

### Protestas populares de 1985 y surgimiento de las maras
Durante el gobierno de Óscar Humberto Mejía Víctores nació el Grupo de Apoyo Mutuo (GAM) liderado por Nineth Montenegro y también cobró una fuerza considerable la Coordinadora de Estudiantes de Educación Media -CEEM-, formada por estudiantes del Instituto Nacional Central para Varones, el instituto Normal Central para Señoritas Belén y el Instituto Rafael Aqueche- la cual organizó masivas protestas en septiembre de 1985 en contra del alza de los precios de los transportes públicos. Al menos diez personas murieron en la ciudad de Guatemala en la oleada de disturbios urbanos más extensos desde las protestas contra el gobierno de Fernando Romeo Lucas García en agosto de 1978. Los disturbios se iniciaron con manifestaciones populares contra el alza del precio del transporte público pero luego se generalizaron contra la situación económica que vivía el país en ese momento. Incendio de autobuses urbanos, toma de calles y manifestaciones masivas que resultaron en destrozos de la infraestructura pública ocurrieron casi todos los días.
El gobierno respondió con tres mil soldados del Ejército, apoyados por blindados ligeros, y con fuerzas del pelotón antimotines de la Policía Nacional, quienes fueron desplegados en áreas céntricas y periféricas de la ciudad. También, la noche del 3 de septiembre la Universidad de San Carlos de Guatemala fue ocupada militarmente y se dijo que en su interior se encontró un polígono de tiro subterráneo y propaganda subversiva.
Varios centenares de personas fueron detenidas y el general Mejía Víctores se dirigió al país mediante una alocución radiotelevisada en la que anunció medidas para atajar la agitación social reinante. El general Mejía anunció el cierre de centros docentes hasta nuevo aviso y la congelación de precios de los artículos de consumo; al final, como parte de la solución del proceso se otorgó un bono estudiantil para que los estudiantes de educación primaria y media se transportaran gratuitamente en los buses urbanos, y se promovió a los estudiantes por decreto.
Durante estos disturbios hicieron su aparición grupos organizados de pandilleros de áreas marginales de la ciudad de Guatemala, quienes se presentarían posteriormente como las maras y que estuvieron influenciadas inicialmente por el estilo de baile breakdance que llevaban a Guatemala los jóvenes deportados de los Estados Unidos.

### Construcción de pasos a desnivel

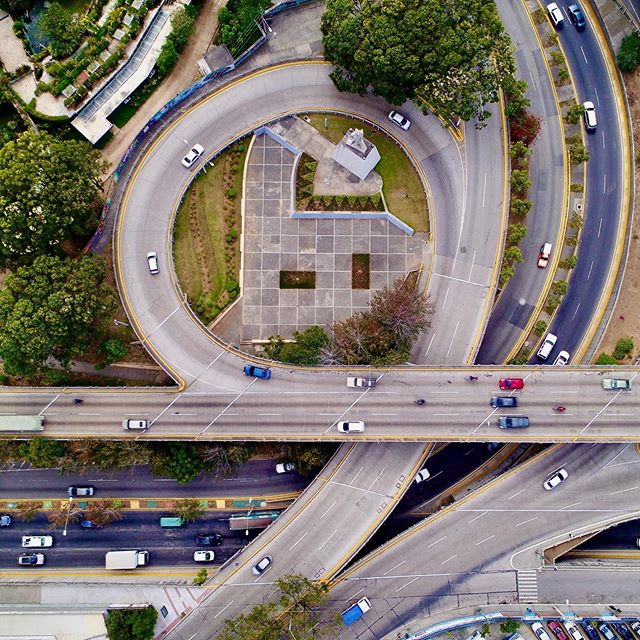
Paso a desnivel ubicado en la zona 13 de la ciudad.

El crecimiento que ha tenido la ciudad se ha dado en todas direcciones, siendo predominantes el sur occidente y el sur oriente. Su crecimiento ha sido tan grande que ha tomado varias poblaciones que en sus inicios se encontraban en lejanías o pertenecían a otro municipio y que, por el actual sobrepaso de sus límites jurisdiccionales se le ha llamado área metropolitana de Guatemala. Algunas de estas son Mixco, Santa Catarina Pinula, Villa Nueva y San José Pinula. También se ha dado el fenómeno de las Ciudades Dormitorio, como Fraijanes, Villa Canales y Amatitlán. En estas ciudades y pueblos, los desarrollos urbanísticos son muchos y muestran el gran crecimiento poblacional directamente de la ciudad, ya que esta aún padece de escasez de vivienda que baste para toda la población, lo que fomenta la aparición de barriadas en zonas de alto riesgo, como las laderas y barrancos, que son característicos de la región.
Este crecimiento desordenado de la ciudad llevó a la aparición de congestionamientos de tránsito; para paliar esta situación, se empezaron a construir pasos a desnivel. El primero de estos fue el paso a desnivel de Tecún Umán entre las zonas 8, 9 y 13. La obra consiste en cuatro puentes de concreto preforzado, así como un sistema de intercambios a desnivel de vías sin restricción de altos, para el tránsito de vehículos por el Bulevar Liberación, en el sentido oriente-poniente, calle Montúfar, avenida La Castellana y 7.ª Avenida de la zona 13 hacia la zona 1 de la ciudad. La obra se llevó a cabo en tres fases, iniciándose en octubre de 1991 y terminándose el 31 de agosto de 1993.

### Tormenta tropical Agatha
En 2010 la ciudad sufrió daños por la tormenta tropical Agatha, por la gran cantidad de lluvia en un corto periodo. El sistema de drenajes sufrió un colapso causando un gran socavón en uno de los recorridos en la zona norte.

### Erupción del volcán de Pacaya del 2010
Cuatro volcanes son visibles desde la ciudad, dos de ellos activos. El más cercano y más activo es el volcán de Pacaya, que a veces expulsa una cantidad considerable de ceniza; los otros son: el Volcán de Fuego, Volcán Acatenango y Volcán de Agua. El 27 de mayo de 2010 por la noche, el volcán de Pacaya hizo erupción; la columna de ceniza alcanzó hasta mil quinientos metros de altura afectando a la ciudad de Guatemala y otros 3 departamentos de la República. Causó el cierre del Aeropuerto Internacional La Aurora, pues dicha erupción produjo una lluvia de arena volcánica en toda la ciudad de Guatemala, Escuintla y Sacatepéquez; la operación aérea se pudo reanudar hasta cinco días después. La CONRED -Coordinadora Nacional para la Reducción de Desastres- declaró una alerta roja para las comunidades cercanas al volcán, y recomendó la evacuación de algunas de ellas.

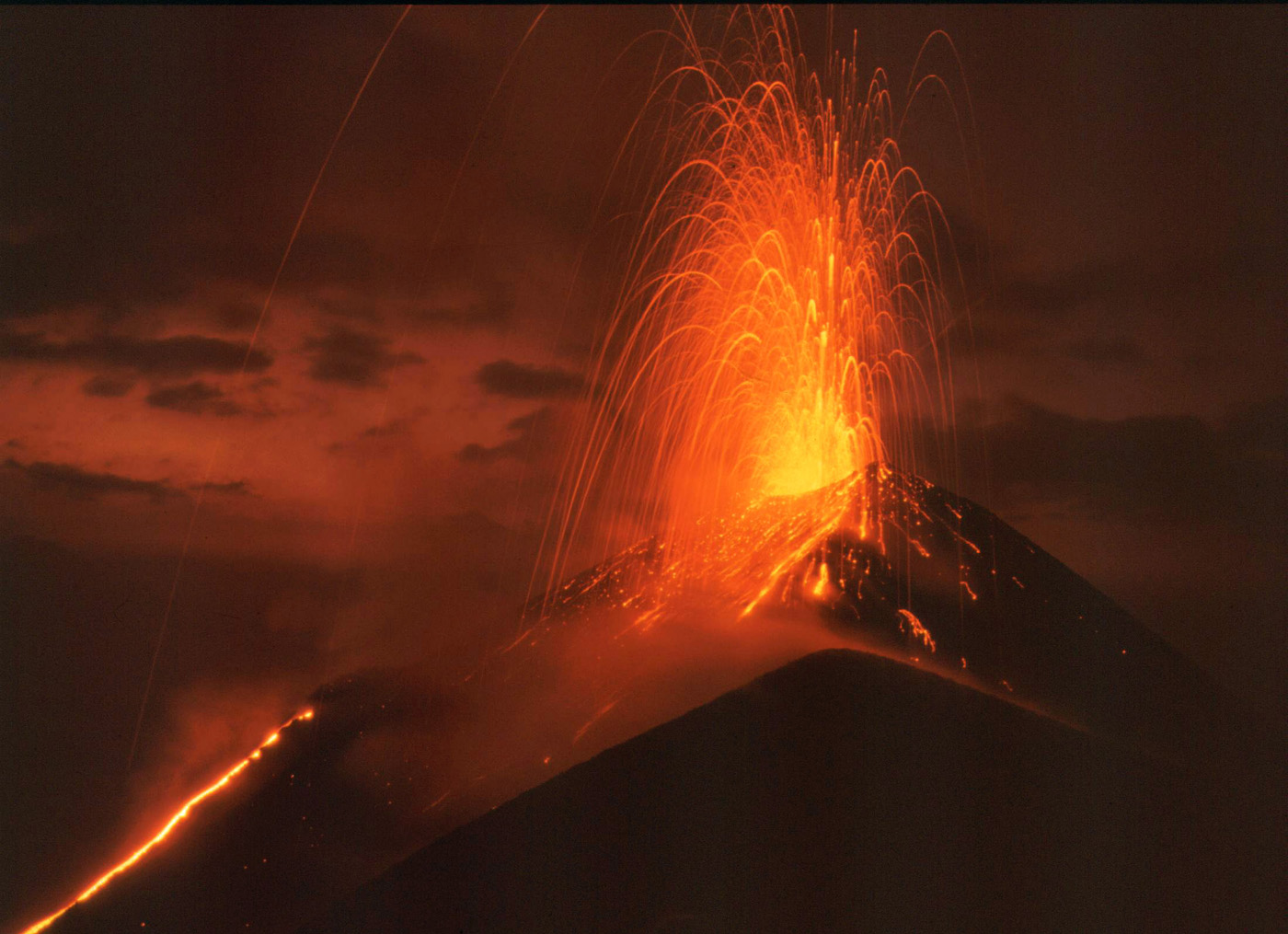
El Volcán Pacaya es el volcán activo más cercano a la ciudad.

La erupción del volcán causó numerosos heridos y dos muertes, entre ellas la del reportero Aníbal Archila, del telediario guatemalteco «Noti-7», que fue uno de los primeros en llegar a cubrir el acontecimiento. El presidente Álvaro Colom decretó un Estado de Calamidad Pública, el Ministerio de Educación suspendió las clases en los departamentos de Guatemala, Escuintla y Sacatepéquez y el Congreso de la República de Guatemala se reunió el martes 1.º de junio en sesión extraordinaria para ratificar el Estado de Calamidad Pública.

### Asesinato de Facundo Cabral
El cantante argentino Facundo Cabral se presentó en la ciudad de Guatemala el martes 5 de julio de 2011 en el Expocenter del Grand Tikal Futura Hotel. El jueves 7 se presentó en el que sería su último concierto, en el Teatro Roma de la ciudad de Quetzaltenango, el cual cerró interpretando la canción No soy de aquí, ni soy de allá.
Fue asesinado el 9 de julio de 2011 alrededor de las 5:20 a. m., en Ciudad de Guatemala, víctima de un atentado aparentemente dirigido al empresario Henry Fariña el cual conducía al cantautor y a su representante al Aeropuerto Internacional La Aurora desde el hotel donde se hospedaba, para continuar en Nicaragua con su gira de presentaciones. El atentado fue perpetrado por varios sicarios que se dirigían en tres vehículos y armados con fusiles de asalto en el Boulevard Liberación de dicha ciudad, quedando únicamente herido el empresario y fallecido el cantautor.
En julio del 2012 fiscales nicaragüenses dijeron que Cabral fue asesinado por parte de una disputa entre Alejandro Jiménez González y Henry Fariñas, ambos miembros de la pandilla "Los Charros" aliada con La Familia Michoacana e involucrada en el lavado de dinero en cantidades de más de mil millones de dólares.

### Religión
La población de la ciudad de Guatemala es predominantemente cristiana, debido al fuerte arraigo de la religión Católica desde la época colonial y al auge de las denominaciones protestantes a partir de la segunda mitad del siglo xx. Entre los mayores símbolos religiosos está la Catedral Metropolitana —construida en el siglo xix, la celebraciones católicas de la Semana Santa, la feria de la localidad que se celebra el 15 de agosto en honor al Día de la Asunción— y la Basílica  de la Inmaculada Iglesia de San Francisco (Ciudad de Guatemala).
Otros  símbolos  religiosos recientes es  Casa de Dios, una mega iglesia protestante construida a principios del siglo xxi en las afueras de la ciudad.
El protestantismo ha crecido considerablemente en las últimas décadas, abarcando un 30 % de los habitantes, aunque históricamente desde la década de 1870 la ciudad cuenta con población protestante -la que inicialmente era menor del 1 % y era únicamente la Iglesia Presbiteriana Central-. El auge protestante se ha visto facilitado por el debilitamiento de la religión católica en el país, el cual ha sido un proceso largo que ha sido influenciado principalmente por cuestiones políticas locales: las reformas borbónicas del siglo xviii que iniciaron el debilitamiento del poderío de la iglesia sobre la Corona española, las órdenes regulares de la Iglesia católica habían sido expulsadas del territorio centroamericano en 1829 por los liberales comandados por Francisco Morazán, pero retornaron en 1840 luego de la victoria del general Rafael Carrera; el clero secular, por su parte, no fue expulsado, pero se le retiró el diezmo obligatorio, lo que lo debilitó considerablemente. Durante el régimen de Carrera las órdenes regulares se fortalecieron y gracias a la fuerte relación con el gobierno conservador, consiguieron tomar el control de la educación del país mediante el Concordato de 1854 y que se les retornaran las posesiones que les habían sido confiscadas en 1829. El clero secular, por su parte, se vio beneficiado por sus relaciones con el Clan Aycinena y por la imposición del diezmo obligatorio.

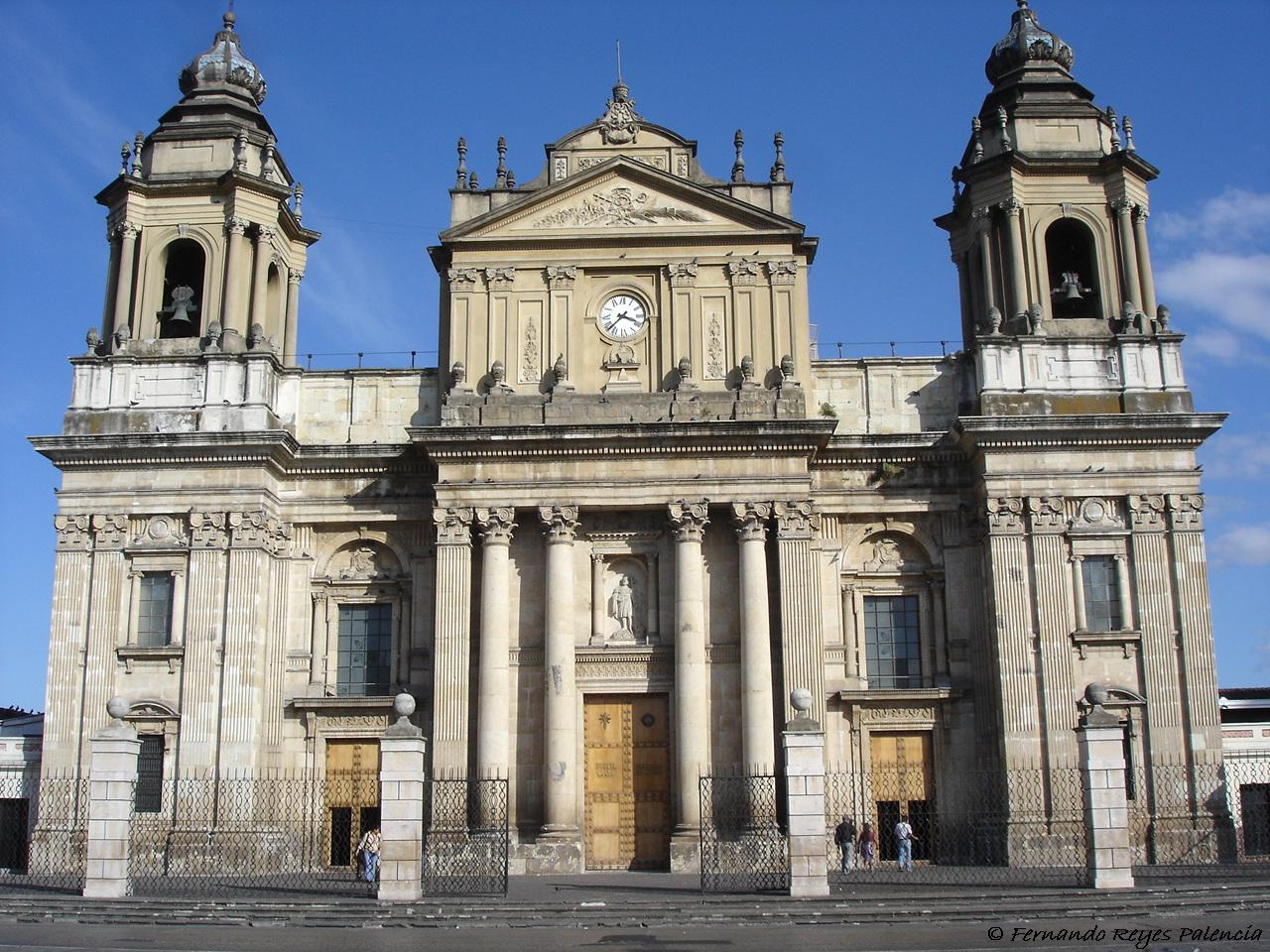
Catedral de Ciudad de Guatemala vista desde el Parque Central

En 1872, tras el derrocamiento de los conservadores y la toma del poder por los liberales liderados por Miguel García Granados y Justo Rufino Barrios, las órdenes regulares fueron expulsadas nuevamente y el diezmo obligatorio fue eliminado, debilitando considerablemente al clero secular. El gobierno adoptó una postura agnóstica y positivista y promulgó leyes laicas para eventos que anteriormente eran exclusivamente controlados por los religiosos -por ejemplo, matrimonios, divorcios y partidas de nacimiento y defunción-.  El gobierno liberal también permitió el ingreso de la Iglesia Presbiteriana, que se constituyó en la primera religión protestante legal en el país, pues anteriormente ya habían estado en Guatemala ciudadanos ingleses protestantes que negociaban con el gobierno conservador. El gobierno liberal incluyó en la constitución de 1879 la prohibición de que las congregaciones religiosos poseyeran bienes y estableció a la educación laica como la única obligatoria.
Esta situación se mantuvo incluso hasta después del derrocamiento del general Jorge Ubico, último dictador liberal del país, pues la constitución de 1945 mantiene las prohibiciones que los liberales incluyeron en 1879. El arzobispo Mariano Rossell y Arellano comprendiendo la difícil posición de la iglesia, se alió con los grupos anticomunistas que finalmente derrocaron al régimen revolucionario del coronel Jacobo Árbenz Guzmán en 1954 y consiguió que el gobierno contrarrevolucionario incluyera en la constitución de 1956 que las iglesias pudieran poseer bienes y que la educación religiosa fuera apoyada por el estado. Estos cambios fueron determinantes para la religión el país, porque si bien permitieron a las órdenes regulares retornar a Guatemala y recuperar algunos de sus bienes, también permitió el auge de todas las otras religiones, principalmente de los protestantes evangélicos.
Una de las mayores iglesias protestantes es la iglesia Casa de Dios con más de doce mil miembros; otras iglesias, como El Shaddai, Ministerios Ebenezer, Elim Central, han aparecido y se han fortalecido desde que se levantó la prohibición de que las iglesias poseyeran bienes e impartieran educación en 1956.
Otros grupos cristianos pequeño son los Mormones, Adventistas del Séptimo Día, Ortodoxos y Testigos de Jehová. Además, debido a la llegada de extranjeros de origen israelí y asiático, existen comunidades de judíos y budistas.
Ciudad de Guatemala se manifiesta como una de las regiones más seculares de Guatemala, donde más de un 15 por ciento en encuestas dice no tener afiliación religiosa o dice ser ateo o agnóstico.

## Sistema de transporte

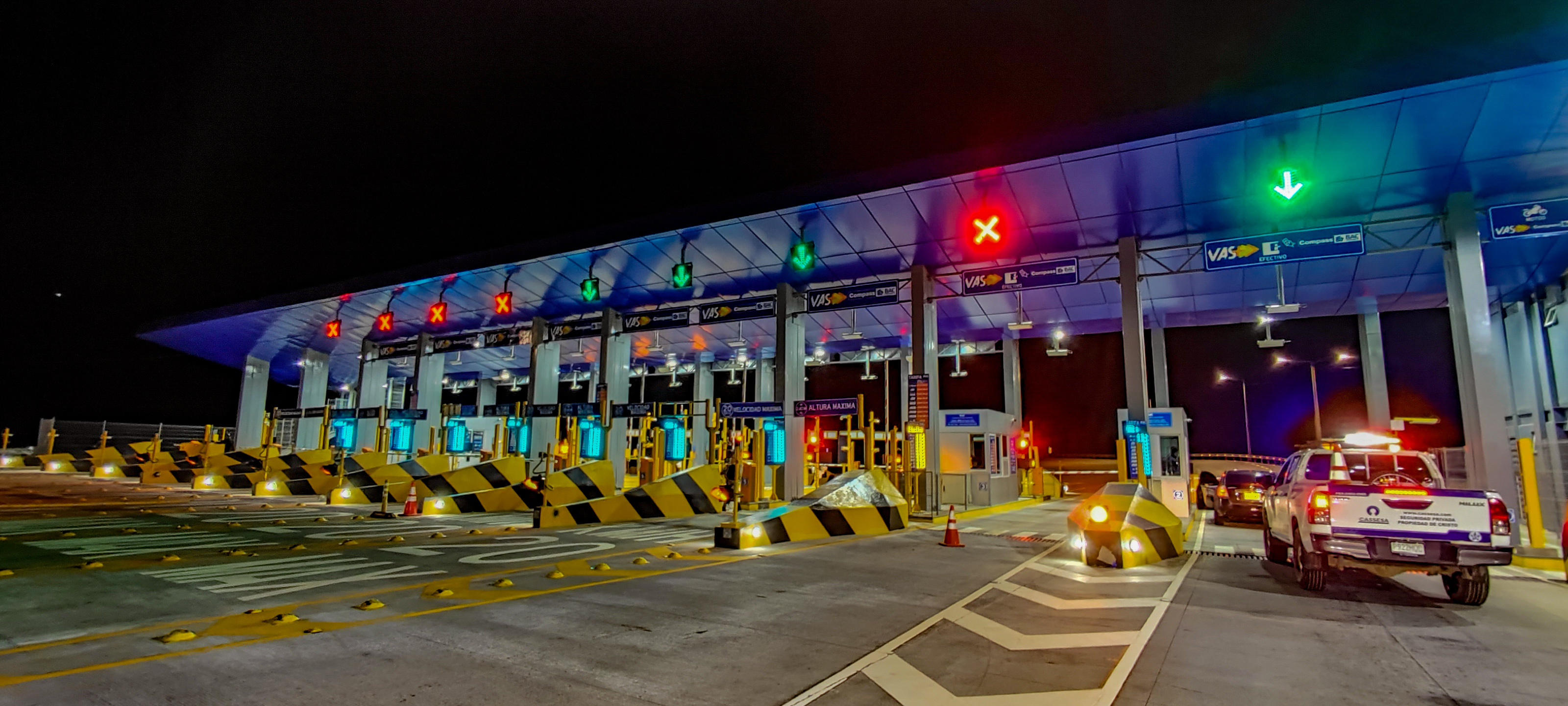
Ingreso a la Ciudad por la Autopista Vía Alterna del Sur.

El transporte en la Ciudad de Guatemala incluye carreteras, vías férreas, transporte urbano e interurbano, sistema de taxis, ciclovías y el aeropuerto más importante del país, entre otros. La Ciudad de Guatemala es el epicentro del área metropolitana de Guatemala, la aglomeración urbana más extensa y más transitada del país, debido a su alta demanda de espacio vial son frecuentes los embotellamientos en el ingreso a dicha área ya que según estimaciones de la Superintendencia de Administración Tributaria de Guatemala para el año 2018 circulaban 1 718 713 vehículos privados dentro de la urbe.

### Red vial

Red vial en el centro de la ciudad.

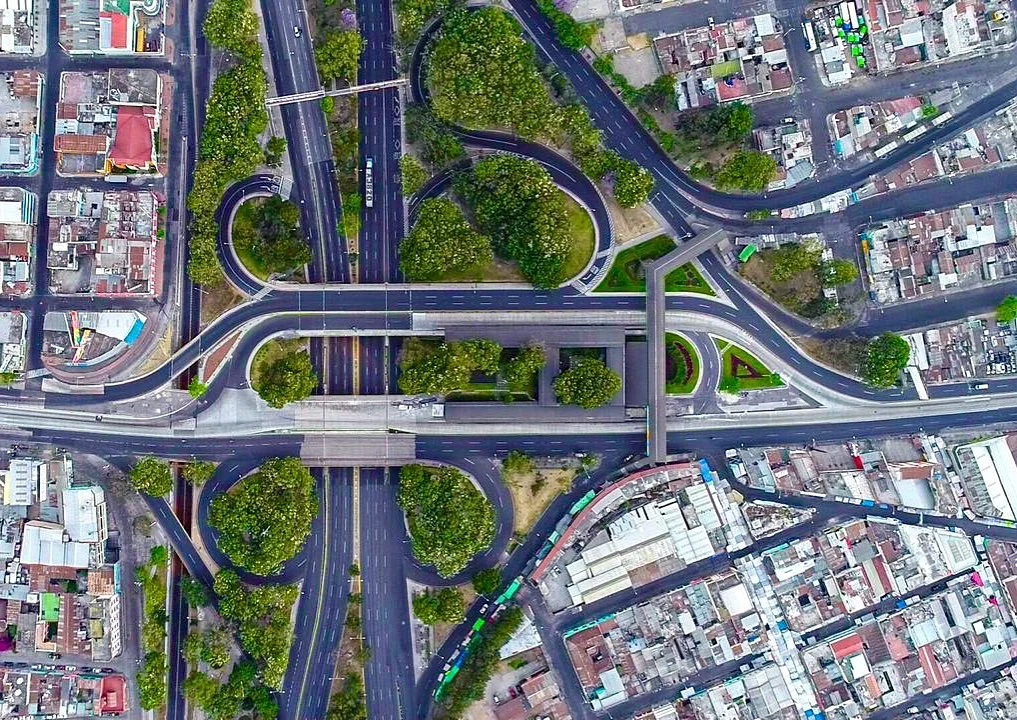
El Trébol, una de las intersecciones más importantes en la ciudad, conectando las zonas 3, 8, 11 y 12.

La ciudad de Guatemala cuenta con una extensa red vial de carreteras y autopistas que la conectan al resto de ciudades del país, como la Autopista Palín-Escuintla hacia el sur y la Autopista VAS (Vía Alterna del Sur), una de las autopistas que conecta varias ciudades del área metropolitana de Guatemala, la carretera Jacobo Arbenz Guzmán hacia el Atlántico y el norte, la carrera a El Salvador (Carretera Panamericana hacia el oriente del país) y las carreteras que se derivan de la Carretera Interamericana y que la conectan al occidente del país, específicamente a los departamentos de Quetzaltenango, San Marcos, Huehuetenango y Quiché. Todas las carreteras del país tienen como punto de origen la Ciudad de Guatemala.
Dentro de la Ciudad existen vías de suma importancia por su conectividad dentro de la metrópoli, entre las calles y avenidas más importantes destacan:
- Bulevar Liberación.
- Avenida Bolívar.
- Avenida Reforma.
- Avenida Las Américas
- Carretera Panamericana.
- Calzada Raúl Aguilar Batres.
- Anillo Periférico.
- Avenida Petapa.
- Calzada Atanasio Tzul.
- Carretera Jacobo Árbenz Guzmán.
- Bulevar Vista Hermosa.
- Calzada Roosevelt.
- Calzada San Juan.
- Calzada La Paz.

### Transporte aéreo

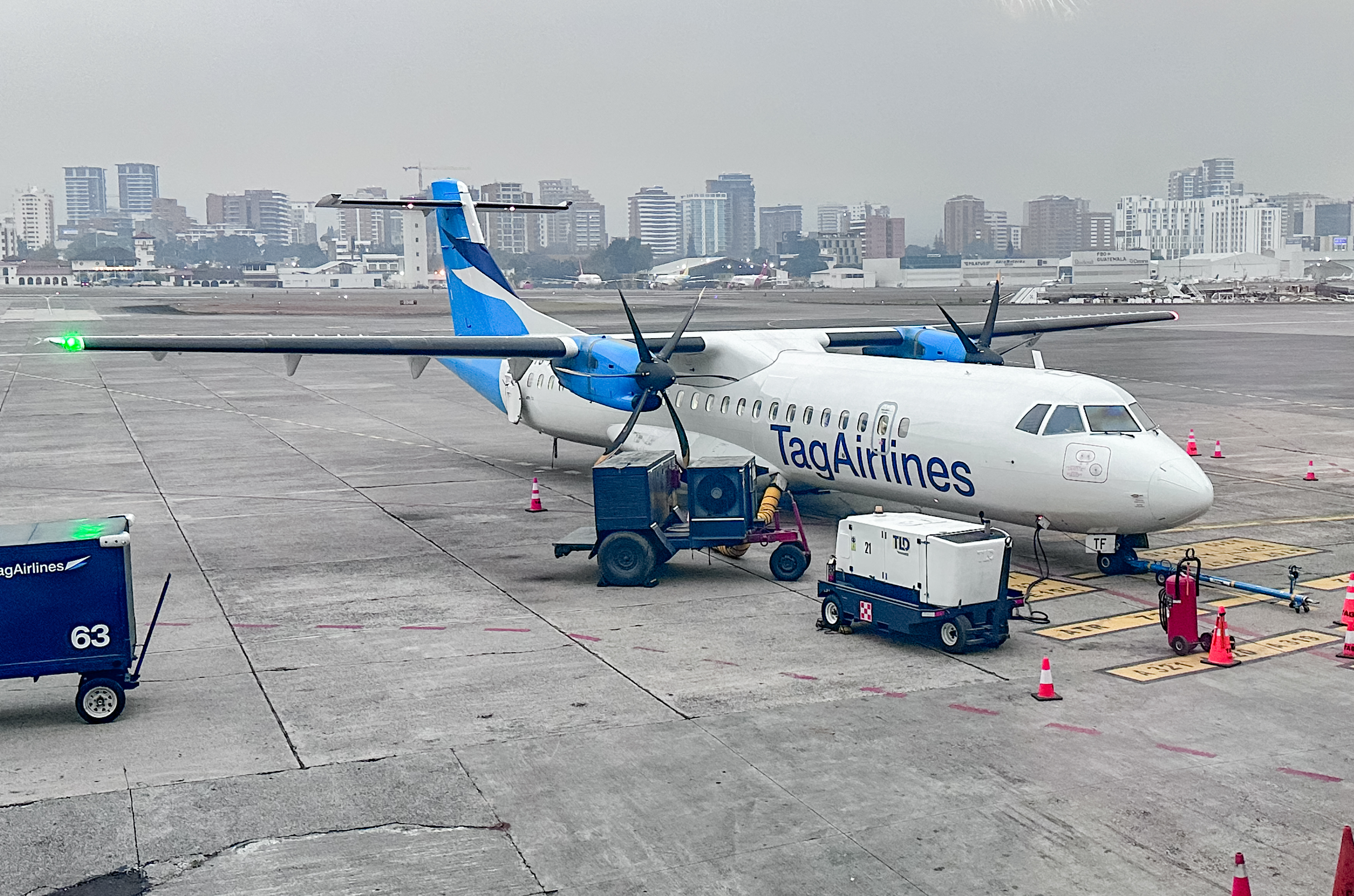
ATR 72-500 de TAG Airlines, aerolínea bandera de Guatemala en el Aeropuerto Internacional La Aurora.

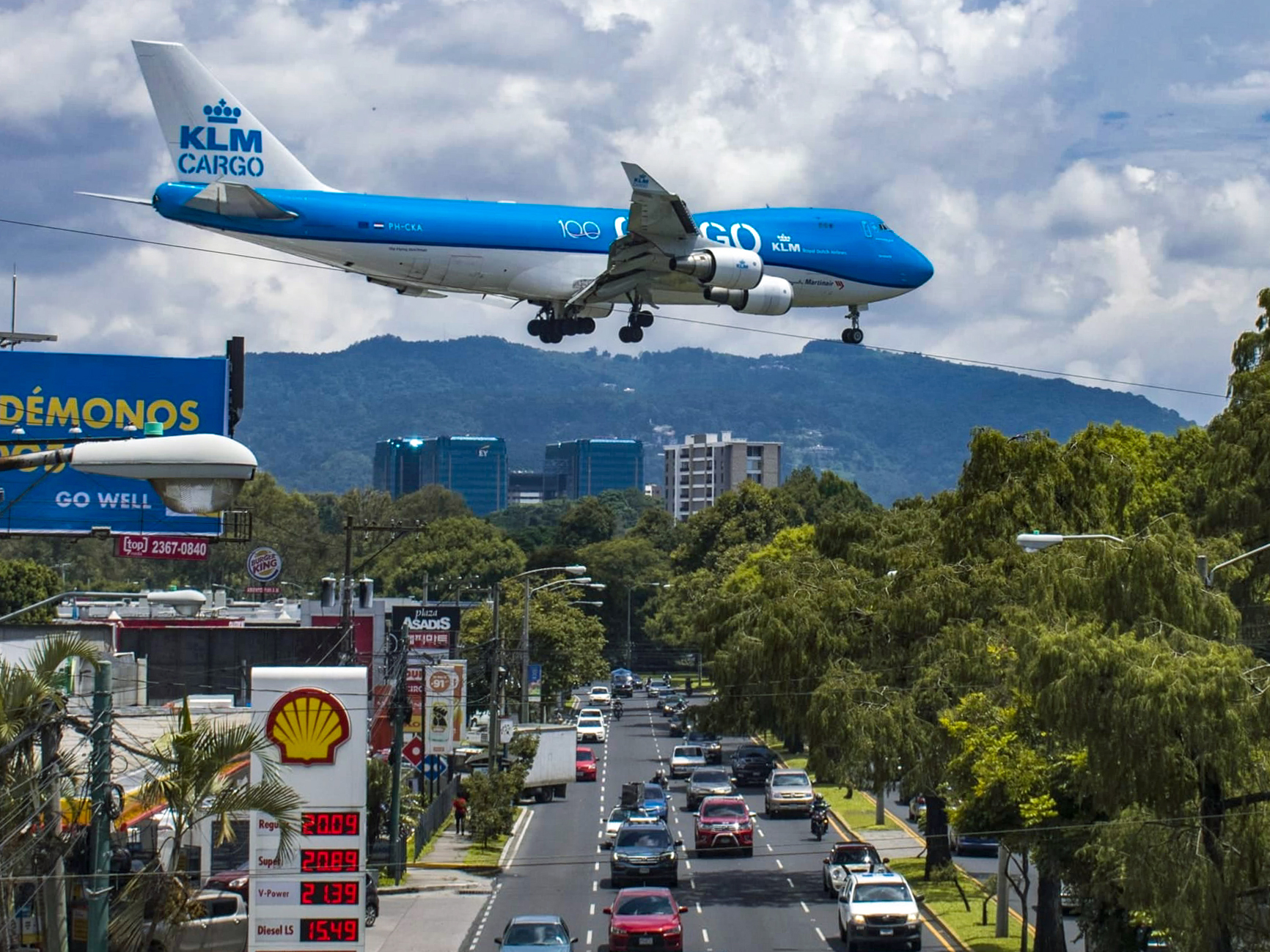
Boeing 747-406ERF de KLM Royal Dutch Airlines aterrizando en la Ciudad de Guatemala.

El Aeropuerto Internacional La Aurora ubicado en la zona 13 de la ciudad, cuenta con una red de vuelos internacionales diarios a las principales ciudades de América y Europa mediante 32 líneas aéreas, también cuenta con vuelos nacionales diarios hacia el Aeropuerto Internacional Mundo Maya, ubicado en el departamento de Petén, al Aeropuerto Internacional de Occidente, el Aeropuerto de Puerto Barrios y el Aeropuerto de Retalhuleu. Es uno de los aeropuertos más grandes y modernos de la región centroamericana y es el aeropuerto más congestionado del país. Dentro de las aerolíneas con sede en el Aeropuerto Internacional La Aurora destacan: TAG Airlines, Avianca (Guatemala), DHL de Guatemala, ARM Aviación, RACSA, entre otras. El aeropuerto se encuentra a una altitud de 1509 m s. n. m., y tiene una pista de asfalto con una longitud de 2990 m y una anchura de 60 m. La pista de aterrizaje y la pista de rodaje fueron totalmente rehabilitadas en marzo de 2010. Está administrado por la Dirección de Aeronáutica Civil, entidad del estado de Guatemala. La terminal aérea fue remodelada en 2005 por el gobierno de Oscar Berger Perdomo; las instalaciones fueron expandidas para poder atender al incremento en el flujo de pasajeros y de carga aérea. Actualmente cuenta con veintidós puertas de abordaje, además la posición -22 a la 25- son remotas. La terminal del aeropuerto cuenta con salas de entretenimiento, restaurantes, bares y cuenta con el servicio de Wifi gratis.

### Transporte urbano
El servicio de transporte está constituido principalmente por el servicio de buses urbanos, existen 336 rutas y cobran una tarifa de Q.2 (unos 26 centavos de dólar, aproximadamente), sin embargo cabe destacar la importancia del sistema de transporte masivo (BRT) denominado Transmetro que cuenta con 7 líneas, de las cuales 2 son BRT y 5 de tránsito mixto, la primera ruta BRT sale de la Central de la zona 12 de Villa Nueva hasta el centro cívico de la capital (eje sur), y la segunda sale del centro cívico hacia la zona 13 de la ciudad (eje central). También se implementó un sistema de autobuses en toda la ciudad capital, denominado Transurbano, en el cual se reemplazaron los buses urbanos por autobuses en los cuales ya no se paga en efectivo, sino que se utiliza una tarjeta en la cual se le descuenta el pasaje a fin de reducir la frecuencia de asaltos a los pilotos urbanos. Desde 2017 en el sur de la ciudad también circulan unidades del TransMIO y actualmente están proyectados dos sistemas nuevos de transporte masivo, el sistema de tren ligero MetroRiel y el sistema de transporte aéreo AeroMetro.

#### Transmetro

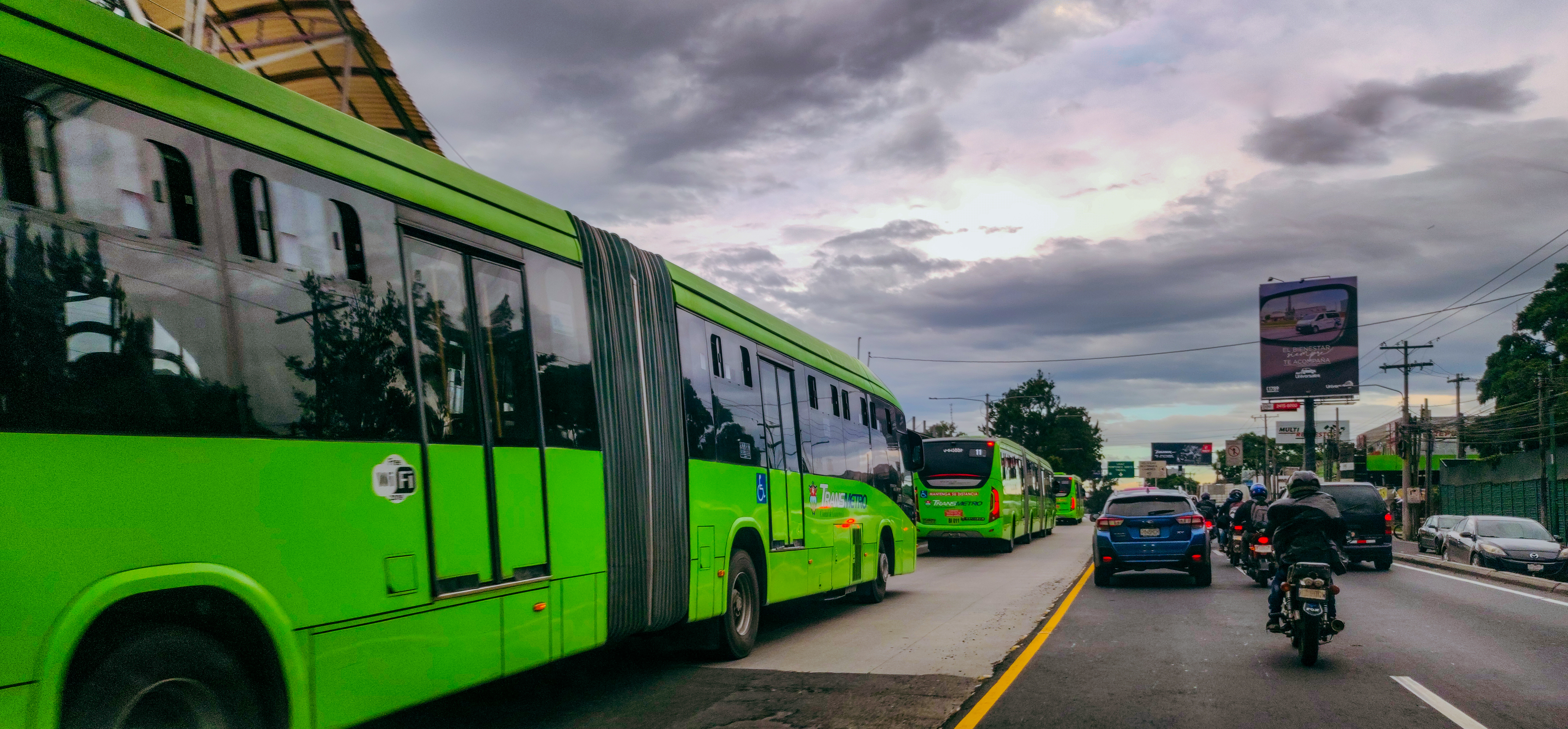
BRTs biarticulados del transmetro circulando en carril exclusivo.

La ciudad cuenta con el sistema urbano de transporte masivo BRT denominado Transmetro, que funciona desde el 2007 y actualmente cubre 7 líneas de las cuales se destacan 2 por su longitud y por tener carriles exclusivos y 5 de tránsito mixto en donde las unidades del Transmetro tienen prioridad en la vía. El sistema cuenta con un aproximado de 400 unidades bi-articuladas, articuladas y no articuladas destacadas por su alto nivel de seguridad y economía pues dentro de las unidades y en cada estación se cuenta con elementos de la Policía Municipal de Guatemala. El transmetro cuenta con rutas exprés que no se detienen en ninguna estación hasta llegar a su destino y líneas de paradas continuas en todas las estaciones. El costo del viaje es de Q1.00 (US$0.13), en todas las direcciones y sin límite de tiempo hasta la salida en una estación. A partir del 15 de mayo de 2021 se implementa el pago con tarjeta Vecino, una tarjeta inteligente que contiene una QR al reverso con un costo de Q20.00 (US$2.60), llamada Tarjeta Ciudadana, Ciudad Integrada, esta tarjeta actualmente se puede comprar en un kiosco de la 18 calle, parada El Ferrocarril.

#### Transurbano
El Transurbano es uno de los sistemas de transporte urbano de la Ciudad de Guatemala y su área metropolitana, actualmente es operado por el Sistema Integrado Guatemalteco de Autobuses y cuenta con un total de 455 autobuses que cubren 41 líneas. Las unidades están equipadas con dos pantallas LCD informativas, GPS y dos cámaras de seguridad y cuentan con una capacidad de 80 pasajeros. El ingreso es por medio de un molinete en donde solamente una persona a la vez puede ingresar y el servicio es pagado a través de una tarjeta inteligente tipo RFID del Sistema Integrado Guatemalteco de Autobuses (SIGA) en los validadores que se encuentran en cada unidad del Transurbano.

#### TuBus
TuBus es el sistema de transporte urbano que fue implementado para sustituir a los antiguos buses rojos de la capital y actualmente recorre la ruta 104. El costo de pasaje es de Q.5.00 (US0.64) y se paga con la Tarjeta Ciudadana.

#### Otros sistemas de transporte urbano
Dentro del área metropolitana circulan también unidades de transporte urbano procedentes de otras localidades que ingresan y circulan dentro de la Ciudad de Guatemala, entre estos sistemas destacan las «Rutas Express» procedentes de la ciudad de Mixco, que son unidades similares al sistema de transporte Transurbano, dichas unidades tienen diferentes líneas que conectan ambas ciudades. El sistema de transporte urbano TransMIO procedente de la ciudad de Villa Nueva cuenta con un aproximado de 60 unidades con capacidad para 95 pasajeros y diferentes líneas que conectan ambas ciudades, las unidades del TransMIO son autobuses de la marca International, todas las unidades son monitoreadas por sistema de vigilancia de video en tiempo real para poder brindar más seguridad a los pasajeros. Existen unidades con rampas especiales para personas con alguna discapacidad y autobuses con cargadores especiales para bicicletas. El nuevo sistema de transporte urbano que ingresa a la ciudad proveniente de Santa Catarina Pinula «TransPinula» cuenta con unidades con capacidad para 65 pasajeros, con tecnología EURO 5 la cual reduce la emisión de carbono y poseen cámaras de seguridad en su interior para proteger a los pasajeros. Estos sistemas destacan por su seguridad y movilidad eficaz.

### Tren ligero
El MetroRiel es un sistema de tren ligero urbano actualmente en construcción que servirá a la Ciudad de Guatemala y Villa Nueva. Se estima un costo inicial de $700 millones de dólares para la primera línea de 20 km de largo que conectará Centra Norte en el área norte de la ciudad con Centra Sur en la zona 12 de Villa Nueva en un lapso de 40 minutos. Este sistema de transporte masivo utilizará el 85 % de las vías férreas existentes en la ciudad, actualmente la administradora de infraestructura ferroviaria del país -Ferrovías- está trabajando en mejorar las líneas del  transporte ferroviario en la ciudad, y la Municipalidad de Guatemala construye pasos a desniveles para no obstruir el paso del metro. Se estima que el sistema cuente con un total de 35 vagones y 20 estaciones. Asimismo esta en proceso de evaluación una segunda línea de metro subterráneo que conecte Mixco con la Zona 15 de la ciudad.

### Taxis
El servicio privado de taxis dentro de la ciudad complementan el sistema de transporte urbano, destacan las unidades denominadas «Amarillo Express» por su flotilla de vehículos modernos BYD F3. El sistema cuenta con un call center, GPS en todas las unidades, registros de recorridos y cobro mediante POS con tarjeta de crédito o débito. Las tarifas varían según el tráfico y la distancia, el costo aproximado por kilómetro es de Q4.80.

### Ciclovías
La ciudad tiene un total de 30 kilómetros de Ciclovías, con este medio de transporte la Ciudad de Guatemala se suma a las ciudades que impulsan el uso de la bicicleta como medio de transporte alterno para reducir el tráfico vehicular y la contaminación al medio ambiente. Con el propósito de crear espacios para incrementar el uso de bicicletas, la Municipalidad de Guatemala trabaja en la ampliación de dichas rutas hasta obtener 200 kilómetros para el beneficio de los ciudadanos. En 2010 inició la construcción de la primera ruta de ciclovía en la ciudad, dicha ruta conduce de la calzada Raúl Aguilar Batres hacia la Ciudad Universitaria de la Universidad de San Carlos de Guatemala en la zona 12, luego de esta ruta se inauguró la ciclovía del Centro Universitario Metropolitano en la zona 11, solamente esas dos rutas reportaron alrededor de 65 700 viajes mensuales en 2016. Actualmente existen diferentes rutas de ciclovías en diferentes zonas de la ciudad, entre las más importantes destacan:
- Ciclovía El Carmen-USAC.
- Ciclovía CUM.
- Ciclovía Reforma.
- Ciclovía Las Américas.
- Ciclovía Barrial.
- Ciclovía Vista Hermosa.
- Ciclovía Petapa.

## Patrimonio

### Centro histórico
El centro histórico de la Ciudad de Guatemala es el área ocupada por el asentamiento original de la Nueva Guatemala de la Asunción entre 1776 y 1892, antes de que se iniciara la expansión de la ciudad hacia los cuatro puntos cardinales, especialmente hacia el Sur. El centro histórico corresponde a los límites de la traza original de la ciudad (hoy parte de la zona 1). Allí se ubican los siguientes edificios históricos: Palacio Nacional de la Cultura, Catedral de Ciudad de Guatemala, Portal del Comercio, Hipódromo del Norte y Mapa en Relieve, Edificio y Arco de Correos, Palacio de la Policía, Museo del Ferrocarril, Teatro Nacional, Municipalidad de Guatemala, Parque Jocotenango (antiguamente llamado Parque Morazán), así también áreas como el Barrio de la Candelaria y el centro cívico. Fue declarado «Patrimonio Cultural en la Nación Guatemalteca», según el acuerdo del Ministerio de Cultura y Deportes (MCD) 328-98 el 13 de agosto de 1998.
La Ciudad de Guatemala originalmente abarcaba únicamente el centro histórico y era el eje de todas las actividades políticas y en muchas formas también algunas económicas no solo de Guatemala, sino que de toda Centroamérica. Algo característico es que sus edificios casi en totalidad se visten de estilos arquitectónicos de finales del siglo xix. Las fachadas e interiores hasta el día de hoy evidencian el art déco, barroco, neoclásico, ecléctico y arte noveau entre otros.
El centro histórico de la Ciudad de Guatemala se extiende por las denominadas zonas 1, 2 y 3; es común encontrar en esta área hoteles de 2 y 3 estrellas y su actividad económica es principalmente el comercio informal. Existen varios comercios que son administrados en su mayoría por inmigrantes asiáticos y árabes. Debido a que el casco antiguo de la capital está declarado Patrimonio Nacional, es comúnmente dominado por casas históricas y edificios antiguos en diferentes estados de conservación. 
El CH tiene numerosos templos católicos y edificios que datan del traslado original de la ciudad al Valle de la Ermita, aunque muchos de ellos han tenido que ser reconstruidos en varios ocasiones, luego de los terremotos de 1917 y de 1976.  Asimismo, muchos de los antiguos conventos que pertenecieron a las órdenes regulares fueron expropiados por el general hondureño Francisco Morazán a la iglesia en 1829, y aunque los recuperaron en 1840, los perdieron definitivamente en 1873, cuando el general Justo Rufino Barrios los expulsó definitivamente del territorio guatemalteco; muchos de esos edificios pasaron a propiedad del estado y funcionaron —o todavía funcionan— como institutos de educación pública, escuelas militares u oficinas del gobierno.
A partir de 1990 se han estado desarrollando algunas iniciativas impulsadas por la municipalidad de la ciudad, mediante las cuales se han recobrado y revitalizado lugares históricos y públicos como el paseo de la Sexta, el barrio San Sebastián y otras áreas de importancia histórica que habían sido olvidadas y dejadas sin atención, particularmente esto ha motivado a empresarios y propietarios en llevar inversión privada para inauguración de nuevas empresas y centros culturales en estos lugares.

### Edificios coloniales
| Nombre                                  | Imagen                                | Breve descripción |
| --------------------------------------- | ------------------------------------- | --- |
| Casa Oliver                             | Casa Oliver en la Ciudad de Guatemala | La historia de la Casa Oliver es una casa solariega que data de 1792, construida por orden del coronel Juan de Oliver. Casa Oliver cuenta con características neoclásicas, como es el alejamiento del estilo barroco con las decoraciones excesivas y optar por un estilo más simple siendo fiel a las líneas del movimiento neoclásico. Asimismo, la propiedad contiene elementos de la arquitectura griega, como es el uso de columnas e influencia renacentista con el tópico religioso; el uso de líneas horizontales y verticales las cuales daban un ambiente airoso y estructuras perfectas, como lo fueron los patrones franceses que eran un guiño hacia la burguesía guatemalteca. La Casa Oliver es hoy Patrimonio Cultural y Monumento Histórico del Periodo Hispánico. |
| Catedral Metropolitana                  |                                       | Es la iglesia principal de la Arquidiócesis de Guatemala y por ello ostenta el título de Basílica y está agregada a las Basílicas de Roma y de Santiafo de Compostela. Está localizada frente al costado este de la Plaza de la Constitución en el centro histórico. El edificio fue construido entre 1782 y 1815 y las torres fueron completadas en 1867; tiene elementos propios del neoclásico y ha resistido -aunque con daños de consideración- numerosos terremotos debido al espesor de sus paredes y columnas de más de un metro de grosor. Fue severamente dañada por los devastadores terremotos de 1917 y del 4 de febrero de 1976 ha sido reparada; los sismos de 1917-1918 hicieron que colapsara la cúpula elíptica que entonces tenía. En frente de la Catedral hay doce pedestales; antes estaban las estatuas de los cuatro Evangelistas y en la parte superior la de Santa Teresa de Ávila, copatrona y Santa Cecilia; el terremoto de 1917 rompió dichas estatuas, que tenían más de dos metros de alto. |
| Cerrito del Carmen                      |                                       | Es un Santuario, una ermita católica y un sitio cultural ubicado en la cima del cerro del Carmen, en el centro histórico, cuya construcción se remonta al siglo xvii, por lo menos cien años antes de la fundación de la Ciudad de Guatemala. Está consagrado a la Virgen del Carmen y ha sido declarado patrimonio cultural de la nación y santuario mariano. La historia del Cerrito del Carmen está íntimamente ligada a la de la fundación de la capital guatemalteca y ha sido reconstruido después de los terremotos de 1917 y de 1976. |
| Iglesia de La Recolección               |                                       | Uno de los templos mayores erigidos en la Nueva Guatemala de la Asunción tras la fundación de esta en 1776. Es heredero de algunos de los bienes traídos del «Colegio de Cristo Crucificado de Propaganda Fide, La Recolección», de la ciudad de Santiago de los Caballeros de Guatemala tras su destrucción en 1773. Con algunas piezas barrocas sobresalientes como el conjunto de "Los Justos" (San Joaquín, Santa Ana y la Virgen María niña). Su imaginería procesional, como el Cristo Yacente, pieza dramática de finales del siglo xviii, y el Cristo Nazareno, de la segunda mitad del siglo xix, se encuentran entre las más representativas de la Semana Santa moderna en Guatemala. Tras la Reforma Liberal, la orden recoleta fue expulsada de Guatemala y el templo fue trasladado a un debilitado clero secular; por su parte, el convento fue convertido en la Escuela Politécnica —academia militar de Guatemala—, pero fue destruido completamente en 1908, luego de que algunos cadetes intentaran asesinar al entonces presidente, licenciado Manuel Estrada Cabrera.                                                                                      |
| Iglesia El Calvario                     |                                       | La Iglesia de Nuestra Señora de los Remedios o El Calvario se encontraba originalmente en la cima del «Cerro del Cielito» al final de la sexta avenida del centro histórico. En 1936 fue convertido en el Museo Nacional de Historia y posteriormente fue demolido para extender una de las principales vías de la Ciudad de Guatemala; próximo a donde se encontraba el templo original se construyó el Nuevo Calvario, que ha funcionado como la Parroquia de Nuestra Señora de los Remedios desde 1936. |
| Iglesia de San Francisco                |                                       | La iglesia se construyó en forma provisional en 1778 en la calle Real y calle de las Beatas, en el mismo lugar donde estuvo provisionalmente la iglesia de Nuestra Señora de Los Remedios, después de la destrucción de la capital de la Capitanía General de Guatemala por el terremoto de 1773. A esta capilla se le llamó, «Capilla Provisional de San Francisco el Viejo». Tras la independencia y la primera expulsión de las órdenes regulares de la Iglesia Católica por Francisco Morazán y los liberales en 1829, el templo provisional pasó a poder del clero secular, que estaba debilitado porque se eliminó también el diezmo obligatorio. Tras el retorno al poder de los conservadores y bajo el liderazgo del capitán general Rafael Carrera, las órdenes regulares retornaron a Guatemala y empezaron a prosperar nuevamente. Los terciarios franciscanos retornaron también y lograron finalizar la construcción de la Basílica, el cual fue inaugurado en 1851, para celebrar la victoria guatemalteca en La Batalla de la Arada. Ostenta el título de Basílica Menor, dedicada a la Inmaculada Concepción, Patrona Principal de la República de Guatemala. |
| Instituto Nacional Central para Varones |                                       | Es una institución de educación media especializada en la formación de bachilleres en ciencias y letras Surgió en 1875, cuando el Colegio Tridentino fue expropiado a la Iglesia Católica durante el gobierno liberal del general Justo Rufino Barrios. Ubicado en el centro histórico de la Ciudad de Guatemala, durante los regímenes que se iniciaron con la Reforma Liberal en 1871 y terminaron con la renuncia de Jorge Ubico Castañeda en 1944, y durante los gobiernos del Dr. Juan José Arévalo Bermejo y del coronel Jacobo Árbenz Guzmán —1945-1954—, fue la institución educativa de educación media para varones más prestigiosa de Guatemala. |
| Museo de la Universidad de San Carlos   |                                       | Originalmente la sede la de Real y Pontificia Universidad de San Carlos de Guatemala, tras la Independencia de Centroamérica y de varios cambios de gobierno, pasó a ser la Escuela Facultativa de Derecho y Notariado en 1873. Allí funcionó como tal hasta que los estudios de Derecho fueron transferidos al Campus Central de la Universidad de San Carlos de Guatemala en la década de 1960. Destruido por el terremoto de 1976, fue reconstruido y convertido en el Museo de la Universidad de San Carlos —MUSAC— en la década de 1990. |

### Edificios modernos
| Nombre                                | imagen | Breve descripción |
| ------------------------------------- | ------ | --- |
| Biblioteca Nacional de Guatemala      |        | Durante el gobierno del doctor Juan José Arévalo Bermejo (1945-1951} se inició la construcción del nuevo edificio de la biblioteca nacional, pero las obras se detuvieron durante el gobierno del coronel Jacobo Arbenz Guzmán, quien dirigió su atención a la Reforma Agraria y los conflictos internacionales con gobiernos opositores a su régimen que lo tildaban de comunista; tras la caída de Arbenz en junio de 1954, subió al poder el coronel Carlos Castillo Armas, cuyo gobierno concluyó la construcción. El 14 de septiembre de 1957, el gobierno interino —pues el presidente, coronel Carlos Castillo Armas, había sido asesinado unos pocos meses antes— hizo entrega de las llaves del nuevo edificio de la biblioteca al ministro de Educación Pública, Baltasar Morales de la Cruz, y al director de la misma, el licenciado Ricardo Castañeda Paganini. |
| Museo Nacional de Historia            |        | El 16 de septiembre de 1896 fue inaugurado el edificio —que entonces funcionaba como el Registro de la Propiedad de la Ciudad de Guatemala— obra del arquitecto José de Bustamante. Tiene una planta de setecientos cuarenta y dos metros cuadrados y una altura de catorce metros, con dos plantas y una bóveda para el archivo; es de estilo renacimiento francés y costó doscientos mil pesos guatemaltecos. Está fabricado de ladrillo y hierro y decorado con cemento y mármol y contiene veintidós piezas para oficinas y un sótano que está protegido por rejas y tela metálica. Fue uno de los pocos edificios que sobrevivieron el terremoto de 1917-18 y posteriormente fue convertido el Museo Nacional de Historia de Guatemala. |
| Palacio Presidencial de Reina Barrios |        | El presidente general José María Reina Barrios contrató al arquitecto José de Bustamante, para la construcción del Palacio Presidencial o Casa Presidencial. El contrato se aprobó el 8 de febrero de 1895, tres años exactamente antes del asesinato del Presidente, y el edificio se construyó en el predio que ocupaba la huerta ubicada, en el ala suroeste del Palacio Nacional sobre la 8ª calle con un costo aproximado de cuatrocientos mil pesos. La obra dio inicio el 1 de enero de 1895 y se inauguró el 24 de diciembre de 1896. Fue la sede de gobierno de Reina Barrios y de su sucesor, el licenciado Manuel Estrada Cabrera hasta que fue destruido por los terremotos de 1917-18. Entre los hechos más sobresalientes que ocurrieron en él estuvo el atentado contra el presidente Estrada Cabrera por el cadete Vega en abril de 1908.                    |
| Palacio Nacional                      |        | El Palacio Nacional —construido por el gobierno del general Jorge Ubico Castañeda—fue la sede del gobierno de Guatemala de 1943 a 1998, año en que fue convertido en un espacio dedicado para diversas actividades artísticas y exposiciones temporales, además de alojar colecciones de pintura y escultura. Fue declarado Monumento Histórico y Artístico el 7 de noviembre de 1980 y el 11 de junio de 2001 pasó a formar parte del Ministerio de Cultura y Deportes de Guatemala. Es utilizado por el organismo ejecutivo para actos protocolarios y es el kilómetro 0 para todas las carreteras que van de la Ciudad de Guatemalas a las cabeceras departamentales de la República de Guatemala. |

## Zonas e infraestructura

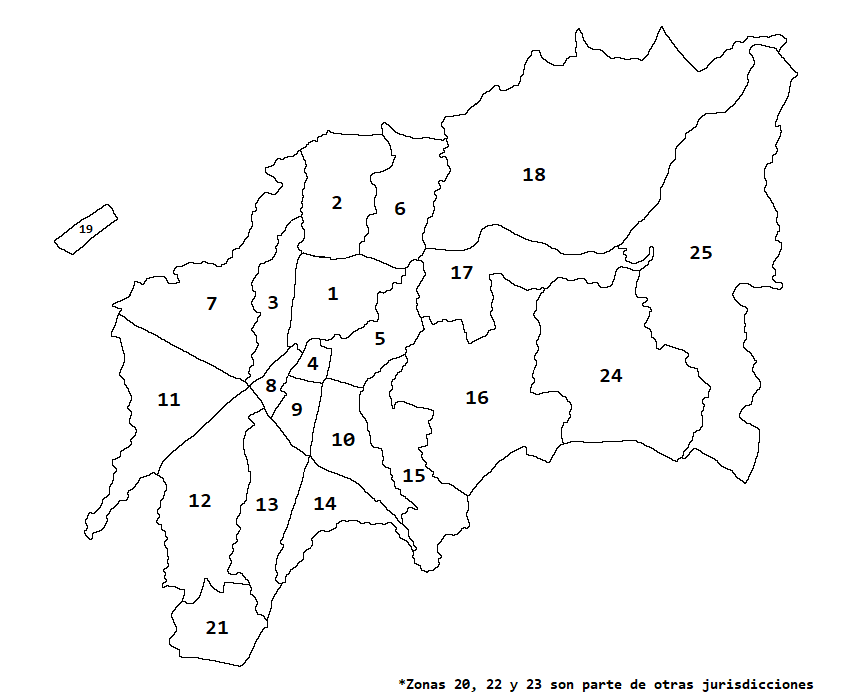
Mapa de la ciudad dividida en sus respectivas zonas.

La ciudad está dividida en 25 zonas (omitiendo las zonas 20, 22 y 23 que son parte de otros municipios), lo cual hace muy sencillo encontrar direcciones gracias al plan urbanístico diseñado por el ingeniero Raúl Aguilar Batres. Guatemala tiene una estructura cuadrada que se expande en todas las direcciones lo cual es una característica importante del urbanismo neoclásico de principios de siglo. La ciudad posee muchas avenidas y bulevares amplios y decorados; como la «Avenida La Reforma», «Vista Hermosa», «Los Próceres», y «Avenida de Las Américas» entre otros. Su trazado antiguo y su ubicación (un valle rodeado de barrancos profundos) hace que las vías de acceso principales sean pocas, lo cual causa una severa congestión de tráfico, al igual que el desarrollo de otras áreas antes tomadas como marginales como la Ruta al Atlántico «Jacobo Árbenz Guzmán» entre las zonas 17 y 18, área que ha demostrado un gran poder comercial. La ciudad tiene además de una gran variedad de restaurantes, centros comerciales, plazas, hoteles y tiendas, cerca de trescientas galerías y museos (incluyendo reconocidas colecciones de arte precolombino); asimismo, existen trece universidades: doce privadas y una nacional, la cual tiene varios centros de estudios en diferentes zonas de la ciudad.

### Zona Industrial

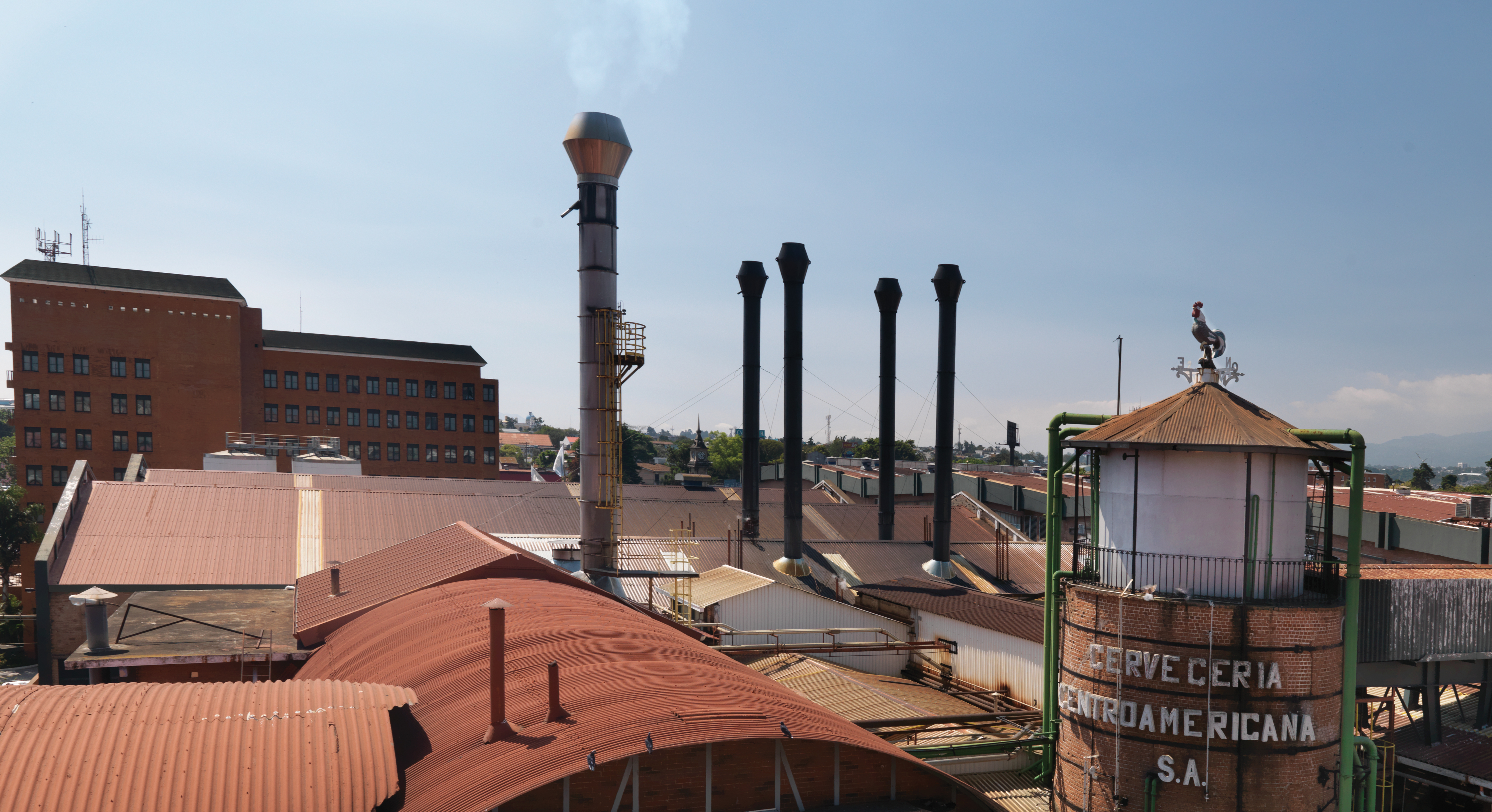
Industrias dentro de la Ciudad de Guatemala.

La industria está concentrada mayormente en la zona 12, al sur de la ciudad, convirtiendo a esta zona en la más activa industrialmente. Dicho sector abarca toda la avenida Petapa y la Calzada Atanasio Tzul y se extiende hasta el área industrial de Villa Nueva y Amatitlán. Modernos proyectos urbanísticos colocaron a las contaminantes fábricas en las cercanías de las carreteras hacia el Pacífico y el Atlántico y lo que será el gran proyecto del anillo metropolitano. Grandes áreas comerciales se construyeron en distintos puntos de la capital, entre las que destacan el complejo urbanístico del parque comercial «Las Majadas» que agrupa el área comercial más grande del país ya que en él se encuentran quince centros comerciales. Otro tipo de industria se localizan también en partes de la zona 2 y 7 de la ciudad, ubicadas en puntos estratégicos por su cercanía con el Anillo Periférico.

### Zonas hoteleras
La ciudad de Guatemala es el punto de entrada de la mayoría de los visitantes que ingresan vía aérea. Es la más moderna y cosmopolita  de la región centroamericana. Dentro de la ciudad existen diferentes zonas hoteleras, entre las más grandes se encuentran.

#### Zona 10
Zona Viva, oficialmente llamada Zona 10 es el nombre utilizado para referirse a una zona exclusiva de la Ciudad de Guatemala, que abarca desde el este de la avenida Reforma hasta el área norte del Bulevar Los Próceres. Se considera un distrito con un nivel económico elevado y cuenta con una alta densidad de bares, restaurantes, hoteles y discotecas. Además, una gran cantidad de centros comerciales y edificios de oficinas hacen de esta área un bullicioso centro de negocios de la ciudad de Guatemala, compitiendo con Cuatro Grados Norte en la Zona 4. Múltiples cadenas de hoteles conocidos se ubican dentro de esta zona. En las últimas décadas, docenas de nuevos edificios de gran altura han surgido. Sin embargo, este distrito sigue siendo un área bastante verde con muchos parques verdes.
Esta zona se ubica al sur de la ciudad, separada de la zona 9 por la avenida Reforma se caracteriza por ser la zona empresarial y comercial más importante de la Ciudad de Guatemala, dicha zona alberga edificios gubernamentales, embajadas y casas de estudio, además de ofrecer la mayor cantidad de hoteles, restaurantes, bares y centros de comercio de la ciudad. Zona 10 también es pionera en cultura, pues dentro de ella se encuentran varios de los mejores museos de Guatemala. Uno de los mayores atractivos para los visitantes extranjeros y nacionales es la Zona Viva, un distrito dentro de la zona caracterizado por estar activo las 24 h del día. Las tarifas en dicha zona van desde los 30 hasta los 300 dólares por noche, por su ubicación y buena vida nocturna es una de las zonas hoteleras con más demanda en la ciudad.

#### Zona 4
La Zona 4 de la ciudad, anteriormente nombrada como Cantón Exposición fue creada por medio de un decreto durante el Gobierno del presidente Manuel Lisandro Barillas, con el propósito de recordar el triunfo de alcanzado en la Exposición Universal de París en 1889. El diseño de la zona 4 es diferente al resto de zonas de la ciudad ya que sus calles y avenidas no se encuentran distribuidas en la tradicional cuadrícula, sino que se ubican de manera diagonal y sus bloques son de diferente tamaño. El diseño de esta zona se trazó durante el Gobierno de José María Reina Barrios, quien impulsó la economía del país, promoviendo el crecimiento poblacional urbano. 

Vista de calle de la Zona 4 de la ciudad.

Las calles de esta zona se ubican a 45 grados, inspirado en el trabajo del urbanista francés Georges-Eugène Haussmann, y su remodelación del trazo de París, desde un principio se distribuyeron los bloques con 4 lotes cada uno orientados a los 4 puntos cardinales, una vía principal dividía esta zona (actualmente la 7a avenida). El trazo y construcción de esta zona estuvo a cargo del director general del Cuerpo de Ingenieros del Ejército, Claudio Urrutia y en un inicio esta zona contaba solamente con 40 casas.
Ubicada al sur del centro histórico de la Ciudad de Guatemala es conocida por ser una zona agradable con sorprendentes cosas por hacer. Se caracteriza por sus amplios espacios de recreación, áreas verdes, zonas peatonales, restaurantes, bares y zonas amigables con las mascotas. Culturalmente destaca por sus exposiciones de arte y sus diferentes actividades artísticas que se llevan a cabo en la Plaza de la República. Este lugar dinámico es conocido por sus similitudes con algunos barrios de Brooklyn como Vinegar Hill y Williamsburg, gracias en parte por el arte y la vista de calle que ofrecen los lugares coloridos dentro de la zona como el distrito cultural Cuatro Grados Norte. Por su accesibilidad, atractivos nocturnos y seguridad es una de las zonas hoteleras con más demanda después de zona 10.

#### Zona 13
Dentro de esta zona se ubica el Aeropuerto Internacional La Aurora, por lo que la demanda hotelera es bastante alta, en este distrito se ubican múltiples restaurantes, bares y diferentes atracciones como el Museo del niño, el Zoológico La Aurora y el parque de atracciones Esquilandia. Entre otras cosas por hacer y lugares por visitar destacan también el Museo Nacional de Arqueología y Etnología de Guatemala, con 20 000 artefactos arqueológicos y cerca de 50 000 piezas etnológicas. Entre las ventajas de la zona 13 se encuentra su cercanía con el aeropuerto y sus conexiones de transporte con el resto de la ciudad, adicionalmente la oferta hotelera es variada para todo tipo de visitante.

### Zonas residenciales
Existen diversas zonas residenciales en la ciudad aunque debido al crecimiento de la población y el desarrollo económico muchas áreas ahora son de carácter mixto compartiendo residencias, comercios y en algunos casos industrias. Dentro de las zonas residenciales más grandes de la ciudad se encuentran  las siguientes.

#### Zona 14
Zona 14, es una de las 25 zonas en las que se divide la Ciudad de Guatemala, según el acuerdo establecido durante el gobierno del político Jacobo Árbenz en 1952, esta zona destaca por ser una zona residencial exclusiva y por su gran concentración de edificios de gran altura. El sistema de zonas que existe actualmente fue creado por el ingeniero Raúl Aguilar Batres, quien fue el jefe de planificación de la municipalidad en esa administración y en las posteriores. La Zona 14 Se ubica a una distancia de 9 kilómetros de la plaza de la Constitución en el Departamento de Guatemala, Guatemala. 
Los límites de esta zona se definen a partir de la intersección del bulevar “Tecún Umán” y la avenida “Las Americas” hacia el Obelisco, luego hacia el sur hasta la colonia Elgin y unirse a la avenida “Hincapié” hasta el puente “Shangrilá” y recorriendo el río Pinula hasta la 20 calle y el Acueducto de Pinula hasta el punto de origen. La avenida “Las Américas” que es una continuación de la avenida Reforma, fue trazada a finales del siglo XIX y su nombre se debe a la formación de la Organización de Estados Americanos el 30 de abril de 1948. Actualmente es una de las avenidas de la ciudad con mayor cantidad de monumentos y plazas. Dentro de las atracciones de la zona 14 se encuentran los siguientes monumentos y plazas:
- Monumento al llamado libertador de América, Simón Bolívar.
- Monumento al Dr. Rafael Ángel Calderón.
- Monumento a José Cecilio del Valle.
- Monumento a Benito Juárez.
- Monumento a Cristóbal Colón.
- Plaza Berlín.
- Plaza Ecuador.
- Plaza Uruguay.
- Plaza Perú.
- Plaza República Dominicana.
- Plaza Nicaragua.
- Plaza Argentina.
- Plaza Chile.
- Plaza Colombia.
- Plaza Cuba.
- Plaza Canadá.
- Plaza Central de las Américas representada por Cristóbal Colón.
- Plaza a Juan Pablo II.

La Zona 14 es visitada por un promedio de 15 000 personas cada domingo por las actividades que realiza la Municipalidad de Guatemala, dicha actividad denominada Pasos y Pedales se realiza desde el 2001 en donde la avenida Las Américas se convierte en un parque lineal donde los visitantes pueden transitar libremente por el área, trotando, montando bicicleta o con mascotas y amigos. El paso vehicular se restringe en esta zona para mayor seguridad de los peatones. La Ciudad de Guatemala promueve la participación en diferentes actividades recreativas, deportivas y culturales, Pasos y pedales las Américas funciona todos los domingos en horario de 10:00 a 14:00, durante ese tiempo las actividades que incluyen ciclismo, caminatas y conciertos son reguladas por agentes de la Policía Municipal de Tránsito, Policía Municipal y personal municipal que supervisan y establecen orden entre todas las personas. Otras actividades como juegos de ajedrez, clases de danza y Taichí también se llevan a cabo.

#### Zonas 15 y 16
Estas zonas se caracterizan por su alto nivel económico, aunque son zonas de uso mixto contienen una alta cantidad de condominios residenciales y edificios de apartamentos de lujo, en Zona 15 destacan los residenciales contiguos al bulevar Vista Hermosa y en zona 16 la conocida por su arquitectura Ciudad Cayalá, en ambas zonas se destaca la topografía del lugar por ser zonas montañosas y boscosas brindando un clima fresco por su elevada altura de 1,600 metros sobre el nivel del mar. Ambas zonas tienen múltiples cosas por hacer, pues cuentan con diferentes centros comerciales, bares, restaurantes, exposiciones de arte, campos de Béisbol, pistas de boliche y  varios parques con senderos y bosques naturales.
La Zona 15 resalta por ser un área urbana con numerosos sitios de interés, por su cercanía a otras zonas principales de la ciudad y por su fácil acceso mediante el bulevar Vista Hermosa es una zona frecuentemente visitada. Dentro de las atracciones más importantes destacan las siguientes.

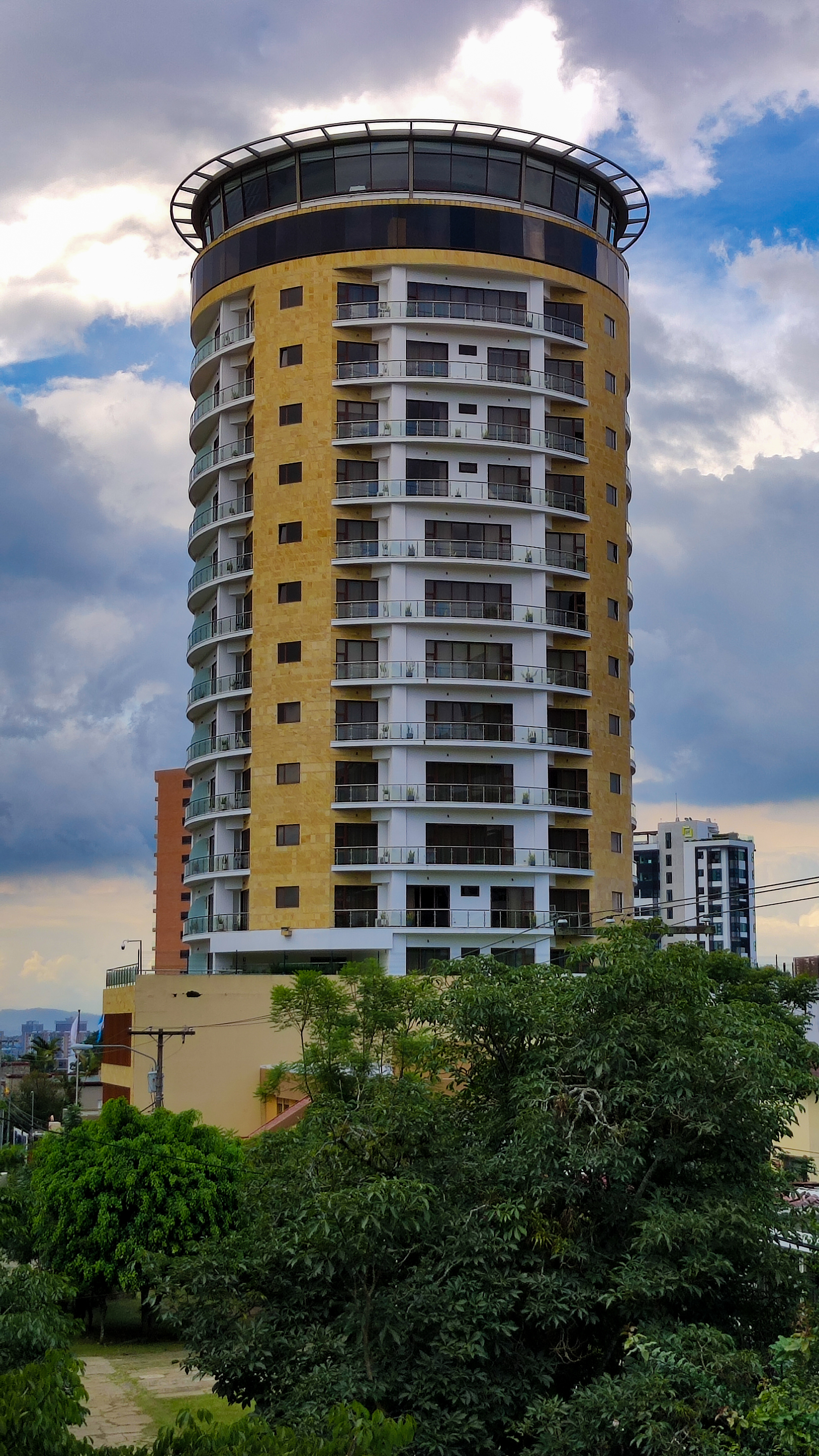
Restaurante giratorio ubicado en el último nivel del Hotel Vista Quince.

- Restaurante Giratorio en Hotel Vista Quince
- Parque ecológico Jungla Urbana
- Canchas de Softbol Carlos Cano
- Campos de Baseball Javier
- Salón de boliche Metrobowl
- Federación Nacional de Tenis de Guatemala
- Federación de Natación Zona 15
- Club de Tenis Alemán
- Club de Deportes Americano
- Centros Comerciales, bares y plazas.

##### Ciudad Cayalá
Ciudad Cayalá es un ciudad planificada, destacada por ser un destino turístico guatemalteco dentro de la Ciudad de Guatemala, frecuentemente visitada por nacionales y extranjeros, por su arquitectura y estilo de vida rodeada de naturaleza. Esta ciudad es reconocida por su arquitectura de estilo europeo y cuenta con diversos tipos de vivienda, parques, áreas recreacionales, centros comerciales, edificios de oficinas y clínicas médicas. La ciudad fue planificada y construida específicamente para satisfacer los gustos y necesidades de sus residentes y visitantes pues dicha localidad combina todas las comodidades y la conveniencia de la vida moderna, con un entorno natural. Su ubicación dentro de la Ciudad de Guatemala y su creciente urbanización contribuyen al desarrollo interno de esta localidad.
Ciudad Cayalá se ubica en la zona 16 de la Ciudad de Guatemala, cuenta con una gran variedad de restaurantes, tiendas, galerías, museos, cines, hoteles, oficinas corporativas, servicios de salud y áreas residenciales privadas. El acceso a la ciudad es por el Bulevar Rafael Landivar.

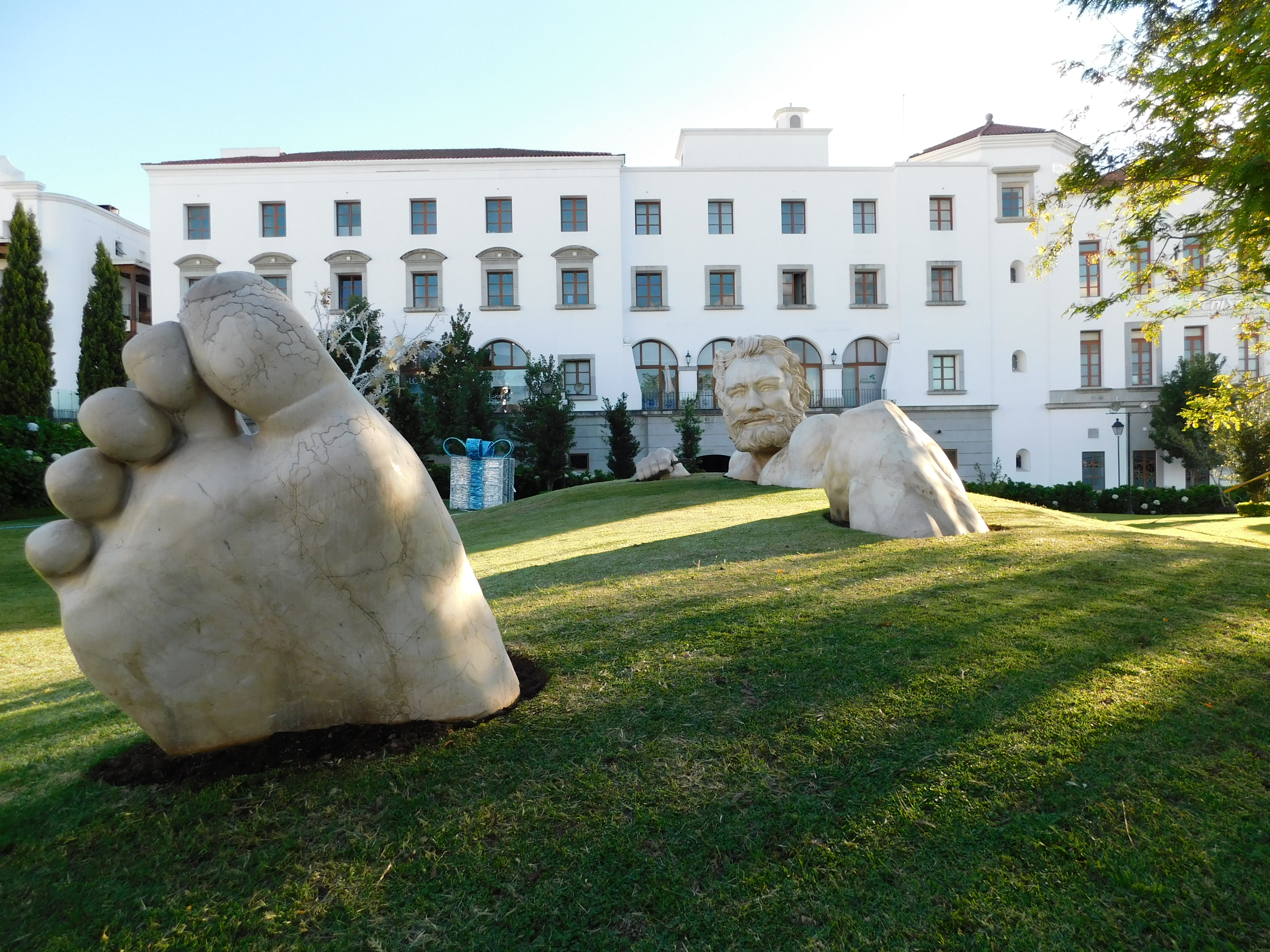
El gigante de Ciudad Cayalá.

El gigante de Cayalá es una escultura de 18 m de largo y 3 m de alto, tallada de 25 metros cúbicos de mármol beige, realizada por el escultor Walter Peter Brenner. Representa a un hombre que está saliendo de la tierra y sujeta una llave de bronce en la mano derecha. Es la escultura tallada más grande de Guatemala. Fue inaugurada el 31 de mayo de 2014. El gigante de Cayalá es uno de los destinos turísticos más populares de Guatemala. Se ha convertido en el escenario para la fotografía emblemática de la visita a Ciudad Cayalá. Esta escultura es una alegoría de la búsqueda de la felicidad. Se basa en una historia escrita por el propio escultor, que se desarrolla en Cayalá. En ella se narra cómo una niña salva un libro y un pergamino y, después de muchos años, sus nietos descifran la forma de despertar al gigante, que surge de la tierra para entregarles la llave de la felicidad. Este evento sucede después de que los niños practicaron las virtudes de justicia, templanza, fortaleza y tolerancia. Esta obra se complementa con Curiosidad, fuente de las virtudes, un conjunto escultórico de 3 niños fundidos en bronce a la cera perdida colocados sobre la "roca encantada", un basalto volcánico cristalizado. El monumento completo tiene una dimensión de 3 m de diámetro y 1.5 m de alto. Tiene agua con peces vivos de colores a su alrededor. La fuente y el gigante están ubicados uno frente al otro. La realización de la escultura tomó 3 años y dos meses y para ella se utilizaron 75 toneladas de mármol guatemalteco.

### Edificios
La Ciudad de Guatemala es la ciudad con más edificios en el país, pues existen más de 1000 edificios dentro de su jurisdicción, no obstante debido a las regulaciones dispuestas por la Dirección General de Aeronáutica Civil de Guatemala no están permitidas las construcciones de más de 96 metros de altura esto debido al tráfico aéreo y la ubicación del Aeropuerto Internacional La Aurora dentro de la ciudad, por esta razón actualmente dentro de la Ciudad de Guatemala solo existe un Rascacielos y el resto son edificios de gran altura entre los que destacan edificios con apartamentos de lujo. En el último tercio del siglo xx se produjo un auge en la construcción de edificios de varios niveles por toda la ciudad. El siguiente es un listado de los 20 edificios más altos en la ciudad:
|    | Edificio                                        | Imagen | Uso         | Altura  | N.º pisos | Inauguración | Ref     |
| -- | ----------------------------------------------- | ------ | ----------- | ------- | --------- | ------------ | ------- |
| 1  | Premiere Sekkei                                 |        | Residencial | 103 m   | 28        | 2023         | [ 142 ] |
| 2  | Premiere Club                                   |        | Residencial | 101.6 m | 31        | 1999         | [ 143 ] |
| 3  | Echo (Torre sur)                                |        | Residencial | 96 m    | 23        | 2020         | [ 144 ] |
| 4  | Atrium                                          |        | Residencial | 93.45 m | 15        | 2008         | [ 145 ] |
| 5  | Echo (Torre norte)                              |        | Residencial | 89 m    | 21        | 2020         | [ 146 ] |
| 6  | Veinti4                                         |        | Residencial | 84 m    | 18        | 2014         | [ 147 ] |
| 7  | Zona Pradera (4 torres)                         |        | Oficinas    | 84 m    | 19        | 2008         | [ 148 ] |
| 8  | Tiffany Novena (2 Torres)                       |        | Mixto       | 82.5 m  | 25        | 2020         | [ 149 ] |
| 9  | Dalí                                            |        | Residencial | 81.08 m | 22        | 2009         | [ 150 ] |
| 10 | Premiere Tintoretto                             |        | Residencial | 80 m    | 26        | 2008         | [ 151 ] |
| 11 | Airali                                          |        | Mixto       | 80 m    | 25        | 2022         | [ 152 ] |
| 12 | Interamericas World Financial Center (2 torres) |        | Oficinas    | 80 m    | 19        | 2012         | [ 153 ] |
| 13 | Lantana                                         |        | Residencial | 79 m    | 22        | 2018         | [ 154 ] |
| 14 | Premiere Murakami                               |        | Residencial | 77.39 m | 21        | 2014         | [ 155 ] |
| 15 | Torre 360°                                      |        | Residencial | 76 m    | 20        | 2015         | [ 156 ] |
| 16 | The Grand Tikal Futura Hotel                    |        | Mixto       | 75 m    | 20        | 1997         | [ 157 ] |
| 17 | Botticelli (2 torres)                           |        | Residencial | 75 m    | 20        | 2008         | [ 158 ] |
| 18 | Tiffany 5.ª Avenida (2 Torres)                  |        | Residencial | 74 m    | 21        | 2012         | [ 159 ] |
| 19 | Banco Industrial                                |        | Oficinas    | 74 m    | 20        | 1978         | [ 160 ] |
| 20 | Premiere Las Américas                           |        | Residencial | 74 m    | 20        | 1996         | [ 161 ] |

### Sitios de interés
La ciudad de Guatemala cuenta con numerosos sitios de interés cultural, artístico y arquitectónico. He aquí un listado de algunos de los lugares más relevantes:
| Zona | Lugares de interés | Imágenes |
| --- | --- | --- |
| Zona 1 | - Museos, galerías de arte y pasajes culturales - Centro histórico de la Ciudad de Guatemala - Mercados de artesanía - Biblioteca Nacional de Guatemala - Teatro Nacional de Guatemala - Centro Cultural Miguel Ángel Asturias - Plazas - Rutas históricas | Zona 1Palacio Nacional de la CulturaPaseo de la SextaCatedral MetropolitanaEs un área ubicada dentro de las zonas 1 y 4 que alberga oficinas del Gobierno Central y de la Municipalidad de Guatemala; entre los principales edificios se distingue el Centro Cultural Miguel Ángel Asturias, la Municipalidad de Guatemala, el Banco de Guatemala, el Crédito Hipotecario Nacional, el Ministerio de Finanzas Públicas, el Palacio de Justicia y el Instituto Guatemalteco de Seguridad Social. El Puente Café del Ferrocarril sirve de división entre la zona 4 y el centro cívico. |
| Zona 2 | - Mapa en Relieve de Guatemala - Hipódromo del Norte - Avenida Simeón Cañas - Diamante de Béisbol Enrique Torrebiarte - Tour de la Cerveza-Cervecería Centroamericana                                                                                      | Zona 2Mapa en Relieve de GuatemalaEl Mapa en Relieve de Guatemala fue construido por el teniente coronel e ingeniero Francisco Vela en 1904-1905, durante el gobierno del licenciado Manuel Estrada Cabrera. El mapa es considerado una maravilla arquitectónica y es la principal atracción en el «Hipódromo del Norte» en la zona 2 de la ciudad de Guatemala. |
| Zona 3 | - Cementerio General - Estadio Manuel Felipe Carrera | Zona 3Tumba en mejor estado de conservación; la tumba data de 1880Monumento al general Justo Rufino BarriosPuerta del Panteón EgipcioTumba Venacio Barrios (1894)El Cementerio General de la ciudad de Guatemala fue construido durante el gobierno del general Justo Rufino Barrios. |
| Zona 4 | - Cuatro Grados Norte - Museos y galerías de arte - Templo Yurrita - Bares y restaurantes - Plazas y monumentos | Zona 4Plaza QUOCuatro Grados NorteVista de calle, zona 4Cuatro Grados Norte ubicado en la Zona 4 es un distrito cultural ubicado en el centro de la ciudad, cuenta con diferentes actividades al aire libre y múltiples restaurantes y galerías de arte. |
| Zona 5 | - Estadio Doroteo Guamuch Flores - Ciudad Olímpica - Parque ecológico La Asunción - Templos y Plazas | Zona 5Estadio Doroteo Guamuch FloresVista aérea de la zona 5 |
| Zona 6 | - Estadio Cementos Progreso - Parques y centros comerciales | Zona 6Estadio Cementos Progreso |
| Zona 7 | - Sitio arqueológico de Kaminaljuyú - Parque Deportivo Erick Barrondo (La Democracia) - Centros comerciales | Zona 7Kaminaljuyú |
| Zona 8 | - Universidad Mesoamericana | Zona 8Universidad Mesoamericana |
| Zona 9 | - Torre del Reformador - Parque de la Industria - Avenida Reforma - Plaza España | Zona 9Torre del ReformadorPlaza EspañaLa zona 9 es considerado el centro financiero de la ciudad. En ella tienen sus oficinas centrales las principales instituciones financieras y bancarias del país. |
| Zona 10 | - Universidades y galerías de arte - Museo Ixchel del Traje Indígena - Plaza Fontabella - Torres Design Center - Museo Popol Vuh - Zona Viva - Jardín Botánico - Oakland Mall                                                                              | Zona 10Vista de calleZona hoteleraOakland MallLa zona 10, conocida como Zona Viva, es donde se encuentran los principales hoteles, restaurantes y centros comerciales de la ciudad, esta zona se caracteriza por su actividad las 24 h del día. |
| Zona 11 | - Museo de Miraflores - Centro Comercial Miraflores - Tikal Futura - Guatemala Country Club Golf - Centro Universitario Metropolitano - Majadas | Zona 11Parques y áreas verdesMuseo MirafloresMajadas |
| Zona 12 | - Parque de diversiones Mundo Petapa - Centros Comerciales - Universidad de San Carlos de Guatemala | Zona 12Vista de calleParque de diversiones Mundo PetapaEdificio Recursos Educativos USAC |
| Zona 13 | - Múltiples museos de historia, arqueología y cultura - Zoológico La Aurora - Domo Polideportivo - Aeropuerto Internacional La Aurora - Reloj de flores - Acueducto de Pinula                                                                              | Zona 13Zoológico La AuroraMuseo Nacional de Arqueología y Etnología de GuatemalaAeropuerto Internacional La AuroraAcueducto de Pinula |
| Zona 14 | - Avenida Las Américas - Parques y Plazas - Monumentos y estatuas - Pasos y Pedales - Centros Comerciales | Zona 14Plaza ColónPlaza ArgentinaPlaza República DominicanaPlaza Berlín |
| Zona 15 | - Templos religiosos - Bulevar Vista Hermosa - Salones de Boliche - Centros Comerciales - Restaurantes y bares | Zona 15Vista de calle - zona 15Restaurante giratorio en el Bulevar Vista Hermosa |
| Zona 16 | - Parques ecológicos - Clubs de Golf - Universidad Rafael Landívar - Hospital Militar de Guatemala - Universidad Panamericana - Ciudad Cayalá | Zona 16Vista hacia el área boscosa de la zona 16Ciudad CayaláUniversidad Rafael Landívar |
| Zona 17 | - Centro comercial Metronorte - Centro comercial Portales - Fábrica Kern´s - Centra Norte | Zona 17Centra Norte |
| Zona 18 | - Centro comercial Plaza San Rafael | |
| Zona 19 | - Centro comercial Plaza Florida | |
| Zona 21 | - Intecap | |
| - Zonas 20, 22 y 23 actualmente son parte de otras jurisdicciones - Zonas 24 y 25 son mayormente áreas boscosas | | |

## Panorama de la Ciudad de Guatemala
La Nueva Guatemala de la Asunción es el cuarto asentamiento capitalino de la República de Guatemala, sus primeros habitantes fueron familias prominentes que se trasladaron de Santiago de Guatemala después de los terremotos de 1773. Debido a que Guatemala aún formaba parte del dominio español, su planificación debía ser autorizada por el rey, quien aprobó que el Ingeniero Marcos Ibáñez, arquitecto principal de la corona fuera el encargado de dicha responsabilidad. Todo el nuevo sistema urbano se contruyó alrededor de la Catedral de Ciudad de Guatemala, que representaba el poder de la iglesia; el Palacio de la Real Audiencia, a los ladinos; el Palacio de los Capitanes, al Imperio español, y el Portal del Comercio, a los comerciantes. Entre las iniciativas más relevantes del sistema urbano se pueden mencionar:
- Esquema director de ordenamiento territorial metropolitano (Edom) en 1972.
- Marco regulatorio del manejo y revitalización del centro histórico en 1993.
- Primer plan de desarrollo metropolitano y revitalización urbana en 1995.
- Plan metrópolis 2010 y nuevo proyecto de ley para la creación del área metropolitana de Guatemala.
- Plan 2020, en el cual se incluye un nuevo Plan de Ordenamiento Territorial, creado en 2005.
- Proyecto corredor central Aurora-Cañas.
- Nuevas alturas aprobadas para los edificios de gran altura en 2016.

Durante los años 1776-2021, la traza original colonial de la ciudad se ha convertido en el epicentro de una gigantesca Aglomeración urbana, que por inercia ha crecido expandiéndose a los 17 municipios que conforman el Departamento de Guatemala. Entre los años de 1950 y 1970 se comenzaron a construir avenidas que en un futuro serían de suma importancia, como las calzadas Roosevelt, San Juan y la Calzada Raúl Aguilar Bátres. A nivel urbanístico, a partir de 1945 se inicia la construcción de la Ciudad de los Deportes en la zona 5, muy cerca del centro cívico lo cual impulsó más el crecimiento de la ciudad al sur. A pesar de que el Aeropuerto Internacional La Aurora se ubica dentro de la ciudad, en los últimos años se ha generado un crecimiento vertical constante que ha cambiado nuevamente el panorama urbano de la ciudad.

### Dirección de Planificación Urbana
La Dirección de Planificación Urbana –DPU- de la Ciudad de Guatemala se crea a partir de la aprobación en 2008 del Plan de Ordenamiento Territorial, por Acuerdo COM-30-08. Las funciones que posee actualmente fueron en parte desempeñadas por la Unidad del Plan de Desarrollo Metropolitano. Dentro de las atribuciones de la Dirección de Planificación Urbana se encuentran el promover diferentes instrumentos normativos de gestión del suelo, para lograr un uso adecuado y eficiente del territorio, usando como base una ciudad densa y compacta, dotada de equipamientos urbanos para facilitar el desarrollo de la vivienda, complementada esta con actividades comerciales y productivas, generando así un entorno urbano sostenible a los residentes y visitantes del municipio. Asimismo se ha creado entre las diferentes direcciones municipales las iniciativas con el objetivo de obtener el desarrollo integral del territorio.

### Seguridad

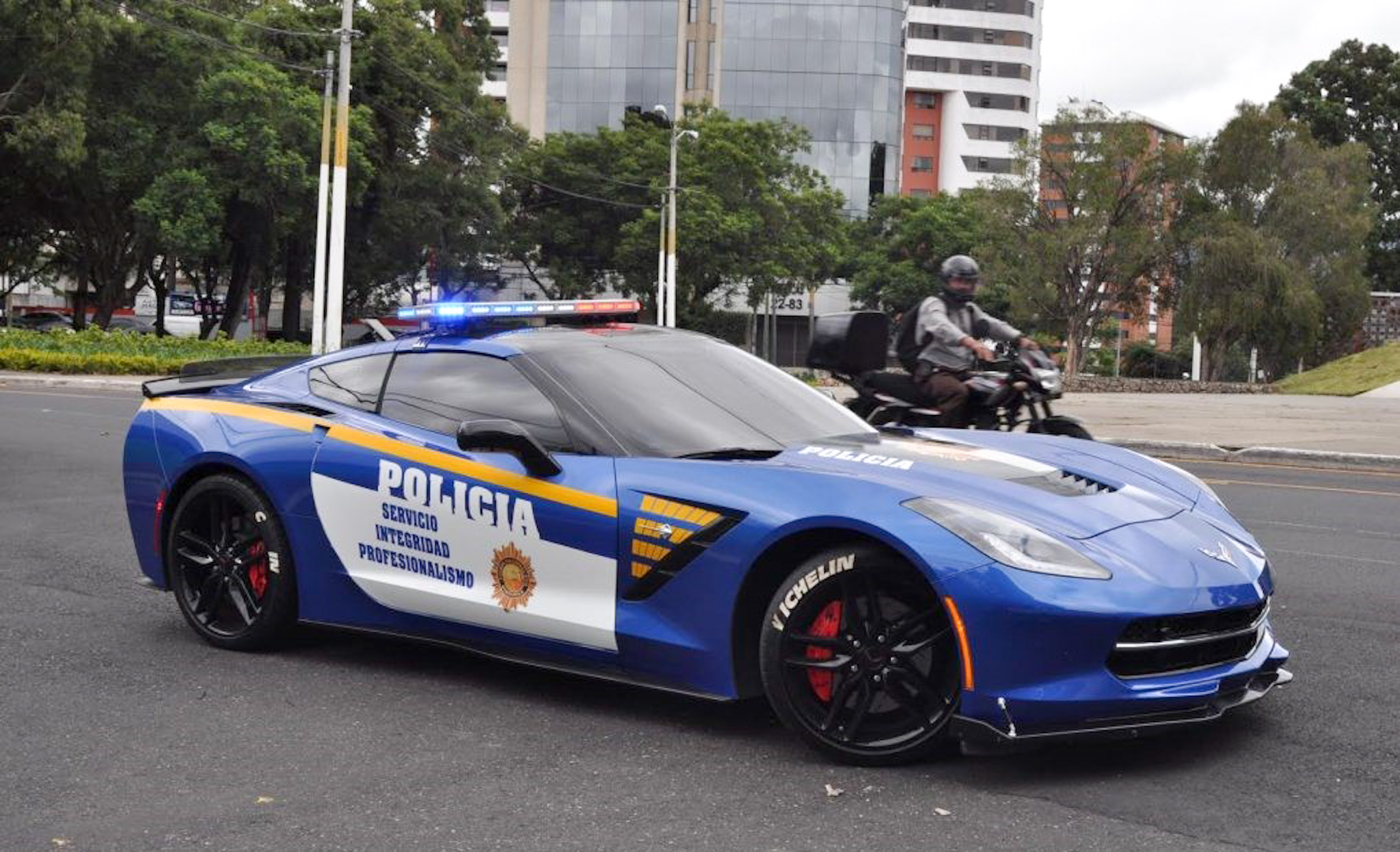
Corvette C7, decomisado al narcotráfico, pintado con los colores de la Policía y utilizado para actividades promocionales.

La seguridad de la Ciudad de Guatemala está a cargo de la Policía Municipal y la Policía Nacional Civil de Guatemala, además de elementos del Ejército de Tierra de Guatemala. Asimismo la seguridad vial dentro de la ciudad está a cargo de la Policía Municipal de Tránsito que cuenta con una red de cámaras de vigilancia y radares de control de velocidad, monitoreando en tiempo real todas las zonas de la ciudad de Guatemala. Las calles y avenidas de la ciudad son constantemente monitoreadas por elementos especiales de respuesta rápida denominados «Lobos Gril» cuyo propósito es prevenir actos delictivos o vandálicos, dicha unidad de fuerza élite fue fundada en agosto de 2013 y sus miembros están equipados con un gorro pasamontaña, un casco de 8 libras, una pistola Glock 9 mm y un fúsil Tabor 5.56 israelí.

#### Funciones

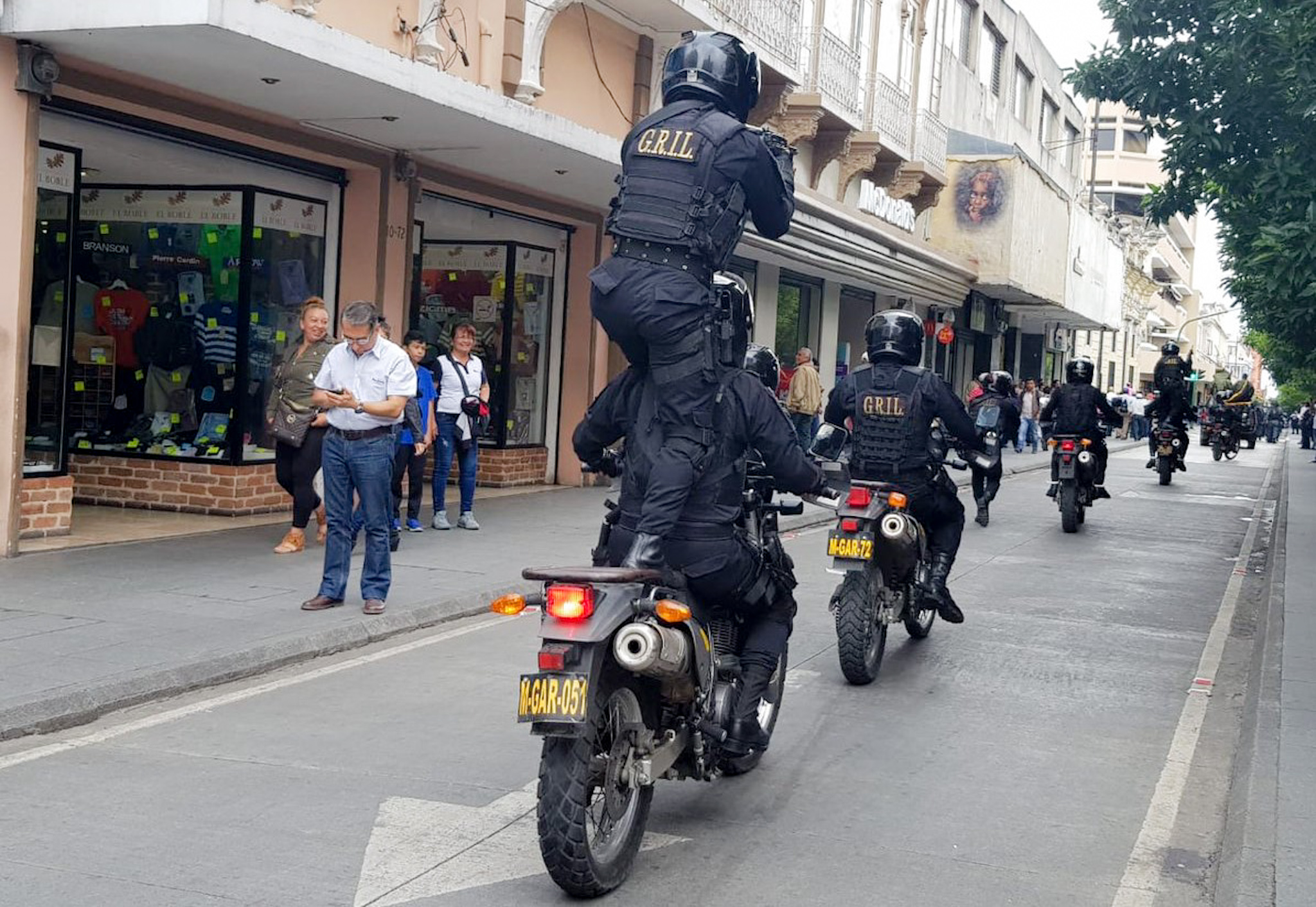
Lobos Gril en la Ciudad de Guatemala.

Según el artículo 10 de la Ley de la PNC, son funciones de la Policía Nacional Civil, las siguientes:
1. Por iniciativa propia por denuncia o por orden del Ministerio Público;
2. Investigar los hechos punibles perseguibles de oficio e impedir que estos sean llevados a consecuencias ulteriores;
3. Reunir los elementos de investigación útiles para dar base a la acusación en proceso penal;
4. Auxiliar y proteger a las personas y velar por la conservación y custodia de los bienes que se encuentren en situación de peligro por cualquier causa.
5. Mantener y restablecer, en su caso el orden y la seguridad pública.
6. Prevenir la comisión de hechos delictivos, e impedir que estos sean llevados a consecuencias ulteriores.
7. Aprehender a las personas por orden judicial o en los casos de flagrante delito y ponerlas a disposición de las autoridades competentes dentro del plazo legal.
8. Captar, recibir y analizar cuantos datos tengan interés para la seguridad pública, estudiar, planificar y ejecutar métodos y técnicas de prevención y combate de la delincuencia y requerir directamente a los señores jueces, en casos de extrema urgencia, la realización de actos jurisdiccionales determinados con noticia inmediata al Ministerio Público.
9. Colaborar con los servicios de protección civil en los casos de grave riesgo, catástrofes y calamidad publica en los términos establecidos en la ley.
10. Vigilar e inspeccionar el cumplimiento de las leyes y disposiciones generales, ejecutando las órdenes que reciba de las autoridades en el ámbito de sus respectivas competencias.
11. Prevenir, investigar y perseguir los delitos tipificados en las leyes vigentes del país.
12. Colaborar y prestar auxilio a las fuerzas de seguridad civil de otros países, conforme a lo establecido en los Tratados o Acuerdos Internacionales de los que Guatemala sea parte o haya suscrito.
13. Controlar a las empresas y entidades que presten servicios privados de seguridad, registrar autorizar y controlar su personal, medios y actuaciones.
14. Coordinar y regular todo lo relativo a las obligaciones del Departamento de Tránsito, establecidas en la ley de la materia.
15. Organizar y mantener en todo el territorio nacional el archivo de identificación personal y antecedentes policiales.
16. Atender los requerimientos que, dentro de los límites legales, reciban del Organismo Judicial, Ministerio Público y demás entidades competentes.
17. Promover la corresponsabilidad y participación de la población en la lucha contra la delincuencia.
18. Las demás que le asigna la ley.

## Cultura

### Vida nocturna
La zona 10 —también conocida como la Zona Viva — ha sido un lugar dedicado a la vida nocturna desde la década de 1980. Originalmente para las élite de la ciudad que vivían en los alrededores, lugares como «Dash» y «Kahlúa» eran los centros de diversión preferidos. Con la migración de las clases acomodadas hacia el área oriental de la ciudad, conocida como «Carretera a El Salvador», y la aplicación de la «Ley Seca» -que prohibió el consumo de bebidas alcohólicas después de las dos de la mañana- durante el gobierno de Jorge Serrano Elías en 1992, el nivel de los centros de entretenimiento disminuyó un tanto, con la población que atendía proveniente de las capas medias y media-altas de la sociedad de la ciudad. En el siglo siglo XXI la «Zona Viva» se ha convertido en un centro de recreación familiar con la apertura del centro comercial «Oakland Mall» y «Fontabella» y con la proliferación de restaurantes de alta cocina.

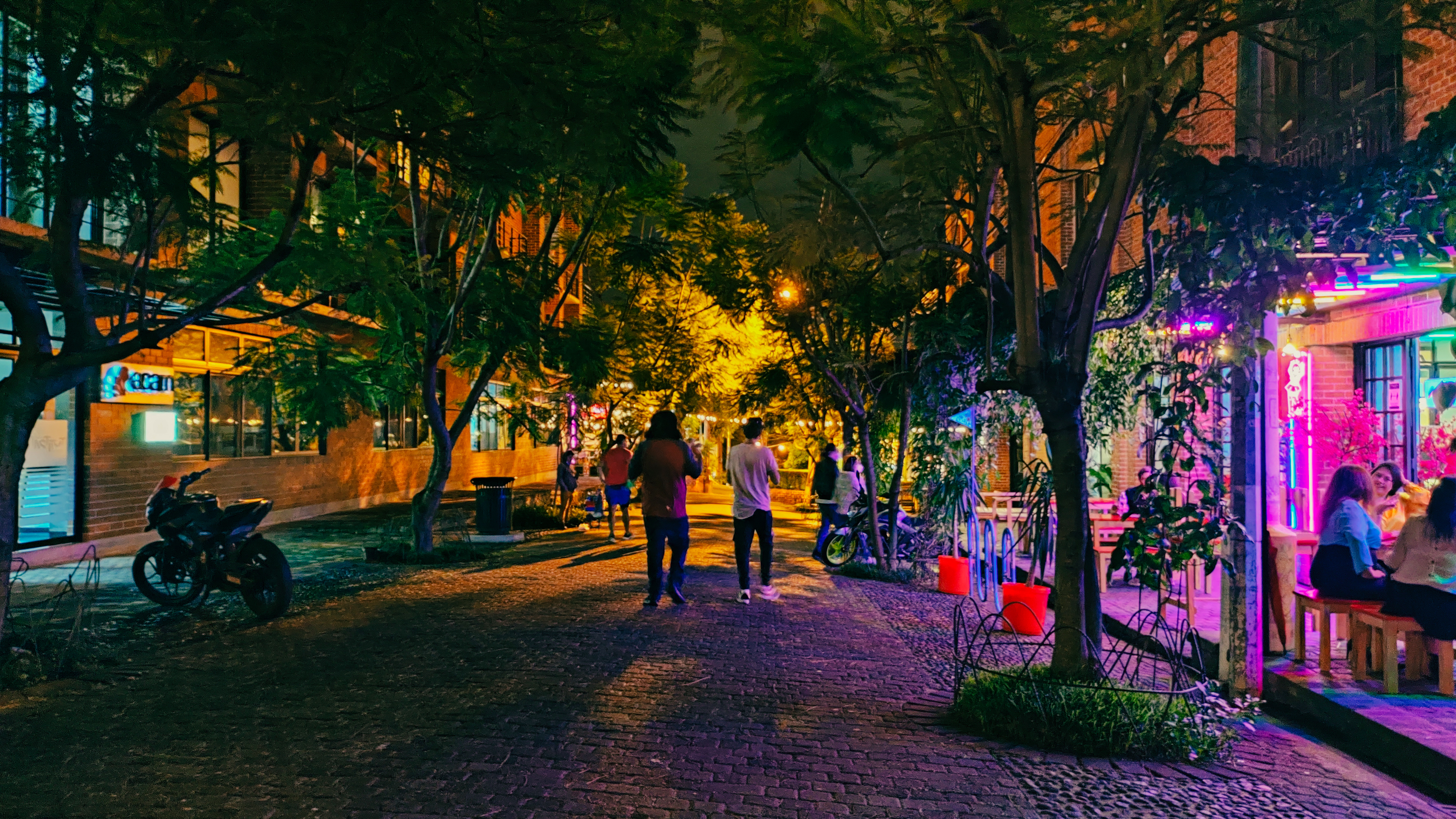
Cuatro Grados Norte, ubicado en la Zona 4 de la ciudad.

A principios del siglo xxi «Ciudad Cayalá» fue construida en los terrenos desocupados que estaban en las orillas del «Boulevard Austriaco», importante vía que fue construida en la década de 1990 y que une a la zonas 15 y 16 con las zonas 1, 5 y 6 de la ciudad, por medio del Boulevard Lourdes y Calzada de la Paz, respectivamente.  «Ciudad Cayalá» es un complejo que tiene todo tipo de actividades, dedicadas en su mayoría a la población de clase alta y media que vive en los alrededores; las actividades que incluye este complejo van desde los tradicionales bares, restaurantes y discotecas hasta golf y surf en olas artificiales.
En el siglo xxi, la vida nocturna del centro histórico se reinició junto con la remodelación del «Paseo de la Sexta» a mediados de la década de 2000. Varios bares y centros de baile abrieron sus puertas, así como el «Teatro de los huitecos» sobre la séptima avenida, frente al Palacio Nacional de la Cultura. En 2002 se une a las diferentes atracciones el distrito cultural «Cuatro Grados Norte» que cuenta con bares, restaurantes, compras y actividades culturales y se ha convertido en una de las áreas de moda y de mente abierta de la ciudad.

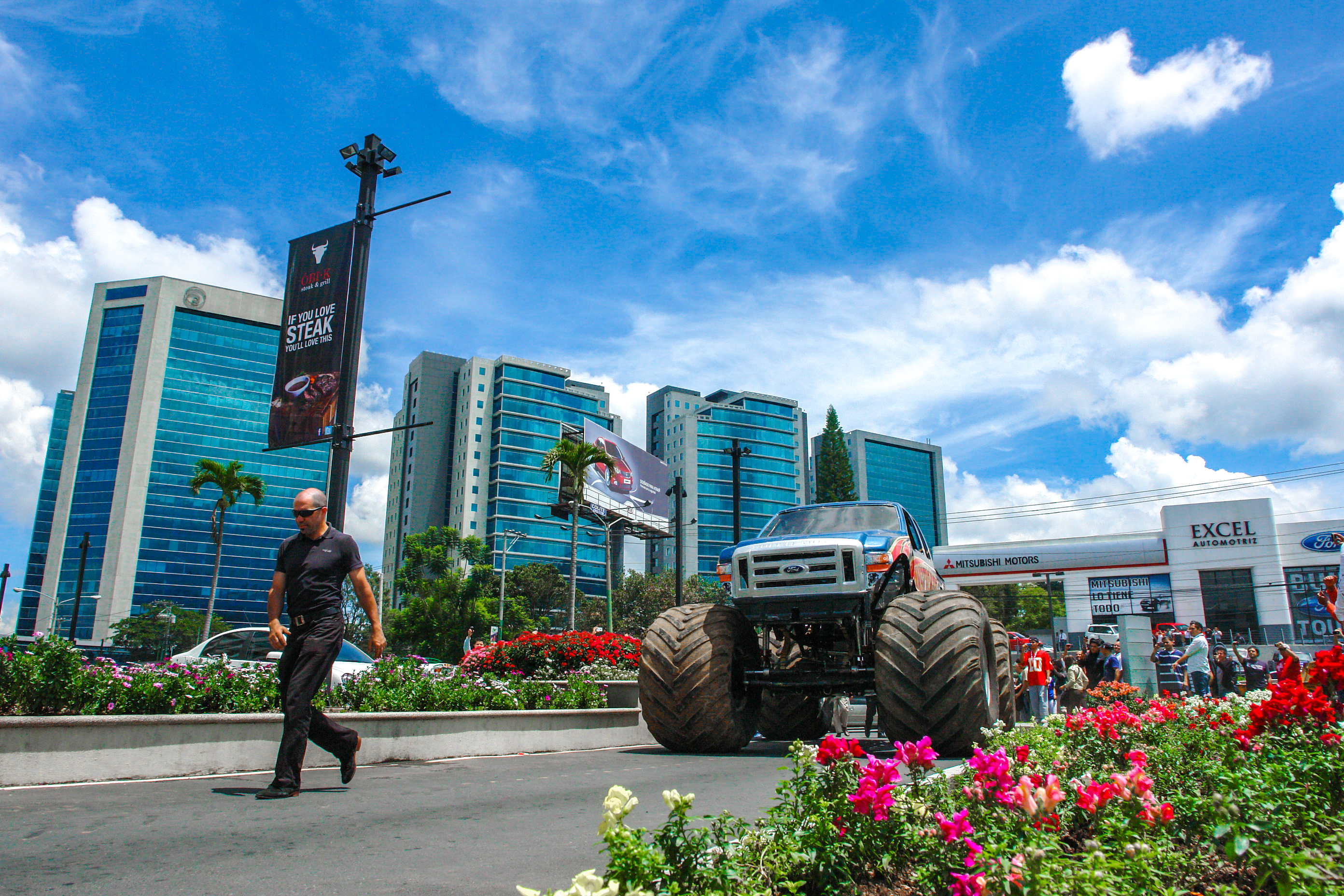
Evento en vivo de Monster Jam en la ciudad.

### Celebraciones y fiestas
- Feria de agosto: celebración de la patrona de la ciudad, la Virgen de la Asunción. Se ha celebrado desde el siglo xix en el área que ocupa el Hipódromo del Norte.
- Feria de noviembre: celebración que se inició en la década de 1930 para conmemorar el cumpleaños del presidente, general Jorge Ubico Castañeda. Tras la caída del régimen ubiquista en 1944, la celebración se suspendió pero se inició nuevamente como Feria Nacional e INTERFER en el Parque de la Industria en la década de 1970.

### Tradiciones
- Semana Santa: celebración que tuvo un auge durante los gobiernos liberales de los generales Justo Rufino Barrios, Manuel Lisandro Barillas Bercián y José María Reyna Barrios, cuando siguiendo la recomendación del papa León XIII, contrarrestaron la tendencia positivista de esos gobiernos con manifestaciones públicas de fe. El presidente Reyna Barrios permitió más libertades para estas demostraciones, las cuales mantuvieron su vigencia durante la primera mitad del siglo xx y luego, tras el derrocamiento del coronel Jacobo Árbenz Guzmán y la toma del gobierno por parte del coronel Carlos Castillo Armas, han tenido un auge exponencial. He aquí el listado de los principales cortejos profesionales que recorren las calles del centro histórico de la ciudad:

| Día              | Iglesia                    | Imagen                                         | Horario                   |
| ---------------- | -------------------------- | ---------------------------------------------- | ------------------------- |
| Sábado de Ramos  | Iglesia de La Recolección  | Jesús Nazareno del Consuelo                    | 10:00 a. m. - 2:00 a. m.  |
| Domingo de Ramos | Iglesia de Capuchinas      | Jesús de las Palmas                            | 5:00 a. m. - 12:00 p. m.  |
| Domingo de Ramos | Iglesia de San José        | Jesús Nazareno de los Milagros                 | 7:00 a. m. - 1:00 a. m.   |
| Lunes Santo      | Iglesia de La Parroquia    | Jesús Nazareno de las Tres Potencias           | 3:00 p. m. - 12:00 a. m.  |
| Martes Santo     | Iglesia de La Merced       | Jesús Nazareno de la Merced "El Patrón Jurado" | 08:00 a. m. - 12:00 p. m. |
| Martes Santo     | Iglesia de Beatas de Belén | Jesús Nazareno de la Indulgencia               | 2:00 p. m. - 12:00 a. m.  |
| Miércoles Santo  | Iglesia de Santa Teresa    | Jesús Nazareno del Rescate                     | 12:00 p. m. - 12:00 a. m. |
| Jueves Santo     | Iglesia de La Candelaria   | Jesús Nazareno «Cristo Rey»                    | 7:00 a. m. – 2:00 a. m.   |
| Viernes Santo    | Iglesia de La Merced       | Jesús Nazareno de la Merced                    | 3:00 a. m. - 3:00 p. m.   |
| Viernes Santo    | Iglesia de La Recolección  | Señor Sepultado de La Recolección              | 4:00 p. m. - 2:00 a. m.   |
| Viernes Santo    | Iglesia de El Calvario     | Señor Sepultado de El Calvario                 | 3:00 p. m. - 3:00 a. m.   |
| Viernes Santo    | Iglesia de San Francisco   | Señor Sepultado de San Francisco               | 4:30 p. m. - 0:00 a. m.   |
| Viernes Santo    | Iglesia de Santo Domingo   | Cristo del Amor                                | 2:30 p. m. - 1:00 a. m.   |

- "Día  Clásico de Guatemala" Patrimonio Cultural intangible de la Nación con el rezado del 8 de  diciembre de la Primera  y Principal Patrona  de la República de Guatemala Virgen de los Reyes, la Inmaculada Concepción. Saliendo del templo de San Francisco, Basílica Menor y entrando en las primeras  horas  de  la mañana.

### Actividades cívicas

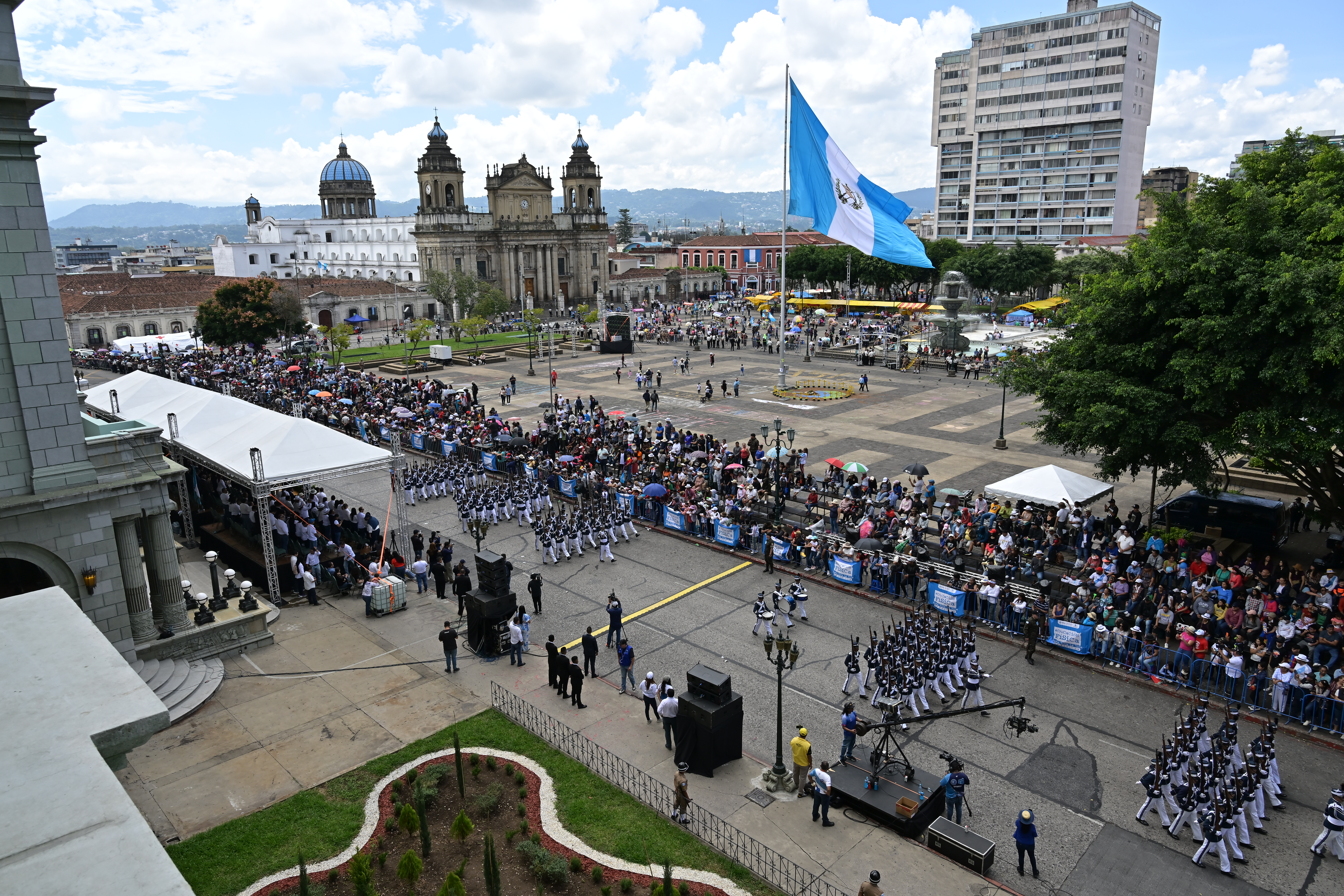
Actividades cívicas en la plaza de la Constitución

En septiembre, la plaza de la Constitución de la Ciudad de Guatemala se convierte en el epicentro de diversas actividades cívicas en conmemoración del Día de la Independencia, celebrado el 15 de septiembre. Durante este mes, se llevan a cabo desfiles escolares, actos protocolarios y ceremonias oficiales donde participan autoridades gubernamentales, militares y civiles. Las bandas escolares y grupos de danza se presentan en la plaza, mostrando un sentido de patriotismo y orgullo por la independencia del país. También se realizan presentaciones culturales, resaltando las tradiciones guatemaltecas, que atraen a miles de ciudadanos y turistas.
Además de los eventos culturales y artísticos, la plaza de la Constitución es el escenario de actos solemnes como el izamiento de la bandera nacional y la entonación del himno, lo que simboliza la unidad y el respeto hacia la patria. En estos actos cívicos, se promueven valores como el civismo y el amor por Guatemala, fortaleciendo el sentido de identidad nacional. Durante estas actividades, la plaza se llena de banderas, colores patrios y una atmósfera de celebración que resalta la importancia de la independencia y el compromiso con los ideales del país.

### Pasos y Pedales
Pasos y Pedales es un programa recreativo de la Municipalidad de la Ciudad de Guatemala que consiste en la regulación del paso vehicular en ciertas Calles y Avenidas cada día domingo, con el fin de habilitar parques lineales en donde las personas pueden realizar libremente, de manera segura y supervisada distintas actividades recreativas y deportivas.
EL proyecto de Pasos y Pedales nació en el año 2001 durante la administración del exalcalde de la Ciudad de Guatemala, Fritz García-Gallont. Uno de los principales ejes de trabajo de García-Gallont fue promover la participación del vecino en actividades deportivo-recreativas y culturales.  Su idea era crear un programa de recreación sana y segura para la población tanto de la Ciudad de Guatemala como de municipios aledaños. Tras muchos años de una lenta planeación, durante la administración del actual alcalde de la Ciudad de Guatemala, Álvaro Arzú Irigoyen, en el año 2012 se retomó la idea, dándole continuidad e importancia y finalmente dándose por culminada. Desde entonces este programa se ha llevado a cabo cada día domingo en la Ciudad de Guatemala.

### Parque de Diversiones Mundo Petapa
IRTRA Mundo Petapa, es un parque de diversiones ubicado en la zona 12 de la Ciudad de Guatemala, (avenida Petapa Sur, entre 41 y 43 calle). Fue inaugurado el 26 de marzo de 1976 y reinaugurado en el 13 de agosto de 2010 (ampliación y mejoras en áreas de diversiones). Actualmente tiene mayor capacidad ya que puede atender a más de 12 500 visitantes concurrentes, dentro de los juegos de diversiones resaltan: Remolino y Tronco Splash (juegos con agua), Motobala (montaña rusa con velocidad de 60 km/h en 2 segundos), Rascacielos con una altura de 54 metros, entre otros. Otro atractivo importante en el parque es la plaza Mi Barrio, con réplicas de edificios históricos de la ciudad. El IRTRA (Instituto de Recreación de los Trabajadores de la Empresa Privada de Guatemala) es una Institución guatemalteca dedicada a proveer esparcimiento y recreación con excelencia en el servicio. Un miembro del IRTRA tiene el derecho, con su tarjeta de identificación (Carnet de Afiliado), a entrar de forma gratuita a los distintos parques con un máximo de 5 miembros de la familia (padres, esposo(a), e hijos). Los que no son afiliados y también los turistas extranjeros pueden utilizar las instalaciones del IRTRA, pagando su precio de entrada.

## Deporte
La ciudad de Guatemala posee varios campos deportivos y es la sede de muchos clubes deportivos. El fútbol es el deporte más popular: Comunicaciones y Municipal son los clubes más importantes, quienes disputan el clásico del fútbol guatemalteco. También ha destacado en la ciudad la Universidad SC y anteriormente el Aurora y la Tipografía Nacional.
La ciudad ha recibido a varias funciones de promoción y algunos eventos deportivos internacionales: en 1950 fue sede de la VI Juegos Centroamericanos y del Caribe, y en 2000 el Campeonato Mundial de Futsal de la FIFA. El 4 de julio de 2007, el Comité Olímpico Internacional se reunió en la ciudad de Guatemala y votó a Sochi para convertirse en la sede de los Juegos Olímpicos de Invierno de 2014 y Paralímpicos.[cita requerida]

### Estadio Nacional «Doroteo Guamuch Flores»

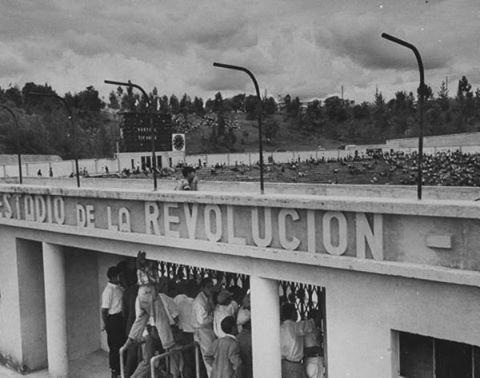
Fotografía del Estadio de la Revolución poco después de su inauguración en 1950.

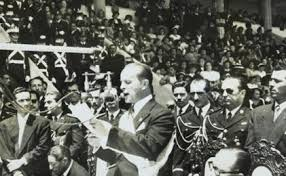
Toma de posesión del coronel Jacobo Árbenz Guzmán como presidente de Guatemala en el «Estadio de la Revolución» en 1951.

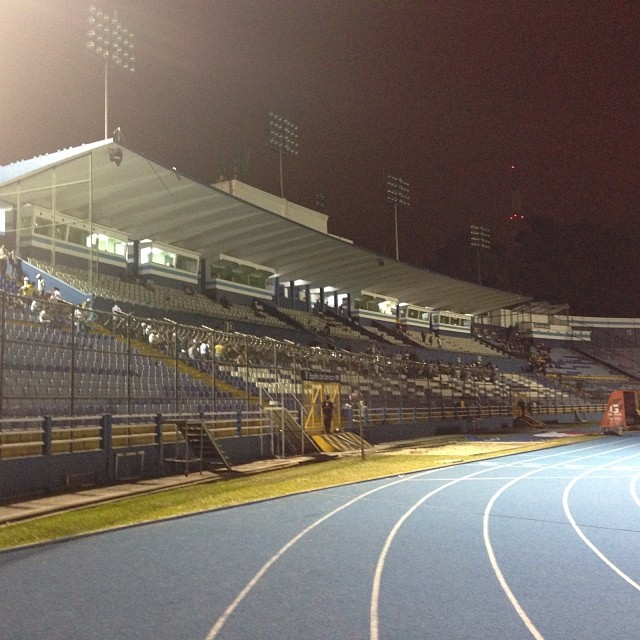
Estadio Doroteo Guamuch Flores en 2013, restaurado con pista sintética de color azul

Es el estadio más grande de Guatemala y el séptimo a nivel centroamericano. Fue construido en 1948 por el Gobierno del doctor Juan José Arévalo, como parte de la Ciudad Olímpica que se construyó en «La Barranquilla» para acoger los Juegos Centroamericanos y del Caribe en 1950. Originalmente llamado «Estadio Olímpico de la Revolución», se le cambió nombre en honor del corredor de larga distancia Doroteo Guamuch Flores, quien fue el ganador del Maratón de Boston en 1952.. Hasta el año 2000 su aforo oficial era de cincuenta mil espectadores pero al colocarse butacas en todos sus sectores la capacidad se redujo a veintiséis mil. Se utiliza principalmente para partidos de fútbol; el estadio ha acogido a la mayoría de los partidos de local de la Selección nacional de fútbol a lo largo de su historia y es local del Club Municipal uno de los equipos con mayor tradición en el país.[cita requerida]

### Estadio Cementos Progreso
El estadio Cementos Progreso es un escenario multiusos, localizado en la 15 avenida 28-00, Zona 6, La Pedrera. Fue inaugurado el 11 de noviembre de 1979 en un partido de fútbol entre el CSD Municipal y la selección de fútbol de Costa Rica (1-2). Tiene capacidad para 14 022 espectadores sentados y 32 002 utilizando gramilla e instalaciones para servicios deportivos y para el público; su cancha de fútbol cumple con las medidas reglamentarias de la FIFA para realizar juegos internacionales. La pista de atletismo sintética que posee fue la primera en Centroamérica, y cumple con las medidas reglamentarias de la Federación Internacional de Atletismo. Es la sede del club de fútbol CSD Comunicaciones y el tercer estadio más grande de Guatemala.

### Estadio del Ejército
A principios de la década de los 60, se tuvo la idea de construir un estadio que fuera la sede del equipo de fútbol Aurora F.C., propiedad del ejército de Guatemala. La junta directiva de esa época, presidida por Adrián Rodríguez inició las gestiones solicitando su construcción al ministro de la Defensa Nacional, coronel Rafael Arreaga Bosque, y al jefe de Estado, coronel Enrique Peralta Azurdia. Los trabajos se iniciaron sobre un estadio ya existente en la zona 5 de la ciudad, con la remodelación del césped, y fue inaugurado el 3 de octubre de 1964, teniendo como único graderío uno construido de madera. Después se construyeron las tribunas y posteriormente, siendo su última construcción la «General Sur», inaugurada el 2 de abril de 1970.

### Estadio Revolución
El Estadio Revolución se encuentra ubicado en el interior de la ciudad universitaria, este es sede del equipo Universidad SC. Su nombre es honor a la Gloriosa Revolución del 20 de octubre de 1944

### Estadio Del Trébol
El Estadio Manuel Felipe Carrera o comúnmente llamado Estadio del Treból, actual sede oficial del equipo Municipal, anteriormente era utilizado para los entrenamiento de dicho equipo, derivado de las remodelaciones que sufrió el Estadio Nacional el equipo se vio obligado a cambiar de sede para sus encuentros de local por lo que decidieron utilizarlo oficialmente para sus encuentros de local y que paulatinamente ha sufrido remodelaciones, tiene capacidad máxima de 10 000 aficionados.

### Estadio Autonomía
Antes de que se construyera la Ciudad de los Deportes en 1948, el estadio de mayor capacidad en la ciudad era el estadio Autonomía, que se encontraba a la par de la Penitenciaría Central y que fue demolido en 1970 junto con la Penitenciaría para que se construyeran los edificios del Ministerio de Finanzas Públicas y la Corte Suprema de Justicia en el centro cívico de la ciudad.

### Diamante de Béisbol Enrique Torrebiarte
Situado en el Hipódromo del Norte, al final de avenida «Simeón Cañas» en la zona 2 de la ciudad, el diamante data de principios del siglo XX.  Originalmente el adyacente Templo de Minerva era su único graderío; pero esto cambió en 1950, cuando se construyeron las instalaciones actuales, en preparación a los Juegos Centroamericanos y del Caribe que se realizaron entonces en Guatemala. El estadio se llamó originalmente «Diamante Minerva» y mantuvo ese nombre hasta que fue rebautizado en honor al jugador Enrique Torrebiarte. En 1952, fue expandido cuando el gobierno del coronel Jacobo Árbenz demolió el templo.

### Domo Polideportivo

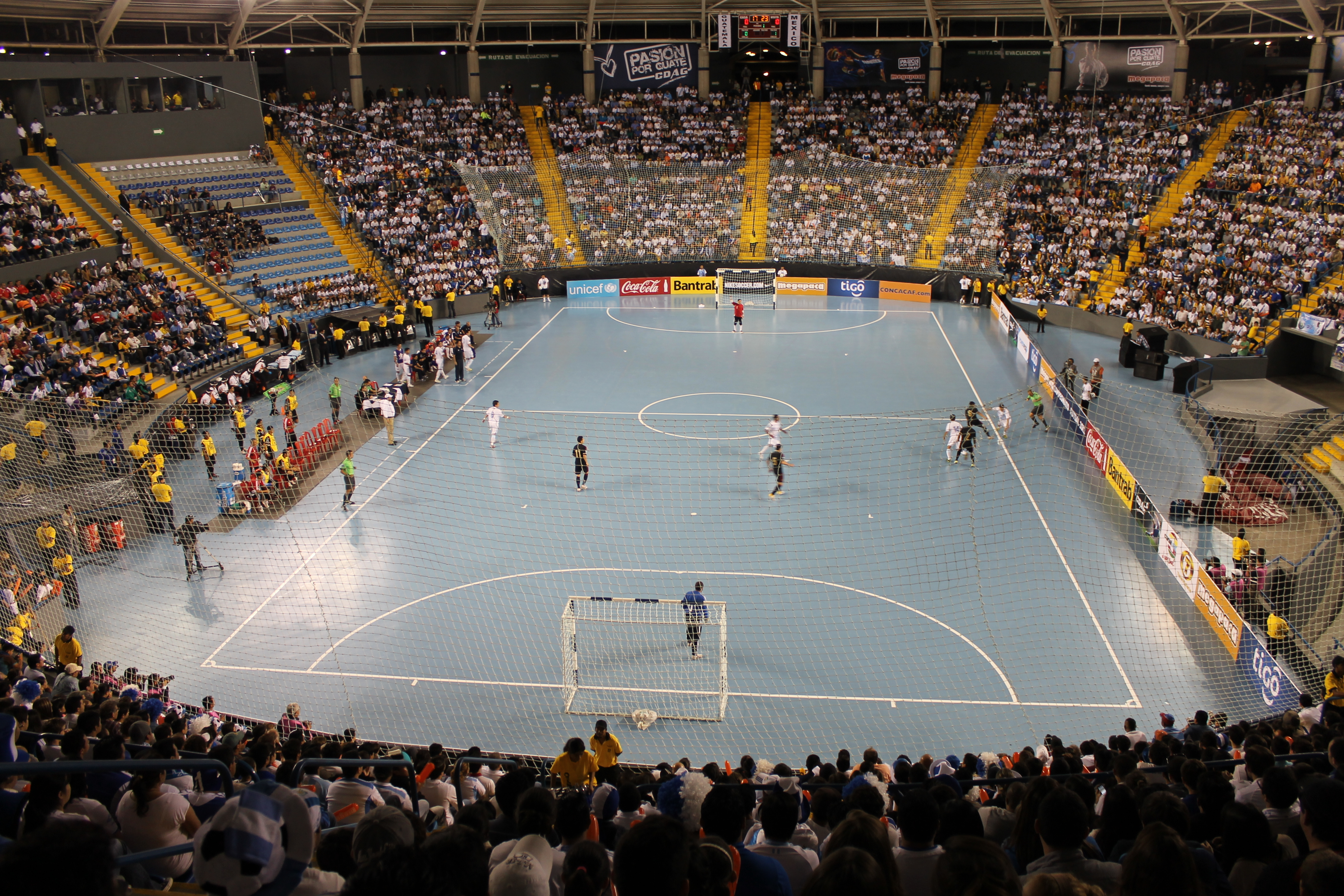
Partido de Fútbol sala en el Domo Polideportivo.

El Domo Polideportivo de la Confederación Deportiva Autónoma de Guatemala (CDAG), conocido popularmente como «Domo de la Zona 13» o simplemente como «Domo» (debido al tipo de su estructura de la cubierta), es una arena multiusos ubicada en la zona 13. Construido sobre la antigua «Plaza de Toros» de la zona 13, fue construido especialmente para alojar el Campeonato Mundial de fútbol sala de la FIFA 2000 y tiene una capacidad de siete mil quinientos espectadores. El lugar es propiedad y está operado por la CDAG, y también se utiliza para las presentaciones musicales, así como las actividades deportivas, culturales y políticas para los cuales la CDAG arrenda el sitio. De acuerdo con la CDAG el Domo es un lugar hermoso, pero el alto costo de su funcionamiento ha afectado su papel en el deporte, porque la mayoría de las federaciones y asociaciones deportivas del país no pueden permitirse el coste de su utilización. En 2003 el 60 por ciento de las actividades llevadas a cabo en el Domo no estaban relacionados con el deporte.
| Predecesor: Barranquilla        | Ciudad Centroamericana y Caribeña 1938 | Sucesor: Ciudad de México                 |
| Predecesor: --                  | Ciudad Centroamericana 1973            | Sucesor: San Salvador                     |
| Predecesor: San Salvador        | Ciudad Centroamericana 1986            | Sucesor: Tegucigalpa                      |
| Predecesor: San Pedro Sula      | Ciudad Centroamericana 2001            | Sucesor: Varias ciudades de Centroamérica |
| Predecesor: Ciudad de Guatemala | Ciudad Centroamericana 2006            | Sucesor: Ciudad de Panamá                 |
| Predecesor: Managua             | Ciudad Centroamericana 2025            | Sucesor: Por definir                      |

## Ciudades hermanadas
La ciudad pertenece a la Unión de Ciudades Capitales Iberoamericanas, además está hermanada con 28 ciudades, las cuales son:
| Ciudad                 | Jurisdicción           | País           | Año  |
| ---------------------- | ---------------------- | -------------- | ---- |
| Caracas                | Distrito Capital       | Venezuela      | 1969 |
| Libertador             | Distrito Capital       | Venezuela      | 1969 |
| San Salvador           | San Salvador           | El Salvador    | 1979 |
| Madrid                 | Madrid                 | España         | 1983 |
| Lima                   | Provincia de Lima      | Perú           | 1987 |
| Santiago de Chile      | Región Metropolitana   | Chile          | 1991 |
| Washington D. C.       | Distrito de Columbia   | Estados Unidos | 1991 |
| Saltillo               | Coahuila               | México         | 1993 |
| La Habana              | La Habana              | Cuba           | 1997 |
| Bogotá                 | Distrito Capital       | Colombia       | 1997 |
| Monterrey              | Nuevo León             | México         | 1998 |
| San Pedro Sula         | Cortés                 | Honduras       | 1999 |
| Santa Cruz de Tenerife | Santa Cruz de Tenerife | España         | 2002 |
| San José               | San José               | Costa Rica     | 2005 |
| Ciudad de Panamá       | Panamá                 | Panamá         | 2005 |
| Taipéi                 |                        | Taiwán         | 2007 |
| Managua                | Managua                | Nicaragua      | 2008 |
| Pekín                  | Pekín                  | China          | 2009 |
| Juliaca                | Puno                   | Perú           | 2010 |
| Cartagena de Indias    | Bolívar                | Colombia       | N/A  |
| San Pedro Tlaquepaque  | Jalisco                | México         | N/A  |
| Ciudad de México       |                        | México         | N/A  |
| San Juan               | Puerto Rico            | Estados Unidos | N/A  |
| Brasilia               | Distrito Federal       | Brasil         | N/A  |
| Providence             | Rhode Island           | Estados Unidos | N/A  |
| Hollywood              | Florida                | Estados Unidos | N/A  |
| Kfar Saba              | Distrito Central       | Israel         | N/A  |
| Doral                  | Florida                | Estados Unidos | 2017 |

### Otros Hermanamientos
También pertenece a la Unión de Ciudades Capitales Iberoamericanas (UCCI) que es una asociación que agrupa a otras 29 ciudades de Iberoamérica.
| - Andorra la Vieja - Andorra - Asunción - Paraguay - Barcelona - España - Bogotá - Colombia - Brasilia - Brasil - Buenos Aires - Argentina - Cádiz - España - Caracas - Venezuela - La Habana - Cuba | - La Paz - Bolivia - Libertador - Venezuela - Lima - Perú - Lisboa - Portugal - Madrid - España - Managua - Nicaragua - Montevideo - Uruguay - Ciudad de México - México - Ciudad de Panamá - Panamá - Puerto Príncipe - Haití - Quito - Ecuador | - Río de Janeiro - Brasil - San José - Costa Rica - San Juan - Puerto Rico - San Salvador - El Salvador - Santiago de Chile - Chile - Santo Domingo - República Dominicana - São Paulo - Brasil - Sucre - Bolivia - Tegucigalpa - Honduras |

| Predecesor: Barranquilla      | Ciudad Centroamericana y Caribeña 1950    | Sucesor: Ciudad de México  |
| Predecesor: San Juan          | Capital Iberoamericana de la Cultura 2015 | Sucesor: Andorra la Vieja  |
| Predecesor: Asunción          | Capital Verde de las Américas 2019        | Sucesor: Santiago de Chile |
| Predecesor: Santiago de Chile | Capital Verde de las Américas 2021        | Sucesor:                   |

### Multimedia
- «Vídeo histórico de la ciudad de Guatemala». YouTube. Consultado el 17 de julio de 2014.
- «Una ciudad a tu altura, ciudad de Guatemala». YouTube. Archivado desde el original el 9 de abril de 2022. Consultado el 4 de marzo de 2021.
- «Fotos de la ciudad de Guatemala». flickr. Consultado el 4 de marzo de 2021.
- «Fotos de la ciudad de Guatemala». flickr. Consultado el 4 de marzo de 2021.
- Documentales fílmicos que muestran la ciudad de Guatemala (1934-1958):
  - 1934
  - 1947
  - 1958
  - Terremoto de Guatemala de 1976

- Datos: Q1555
- Multimedia: Guatemala City / Q1555
- Guía turística: Ciudad de Guatemala